# Biserica Sfântul Ierarh Nicolae din Ribița

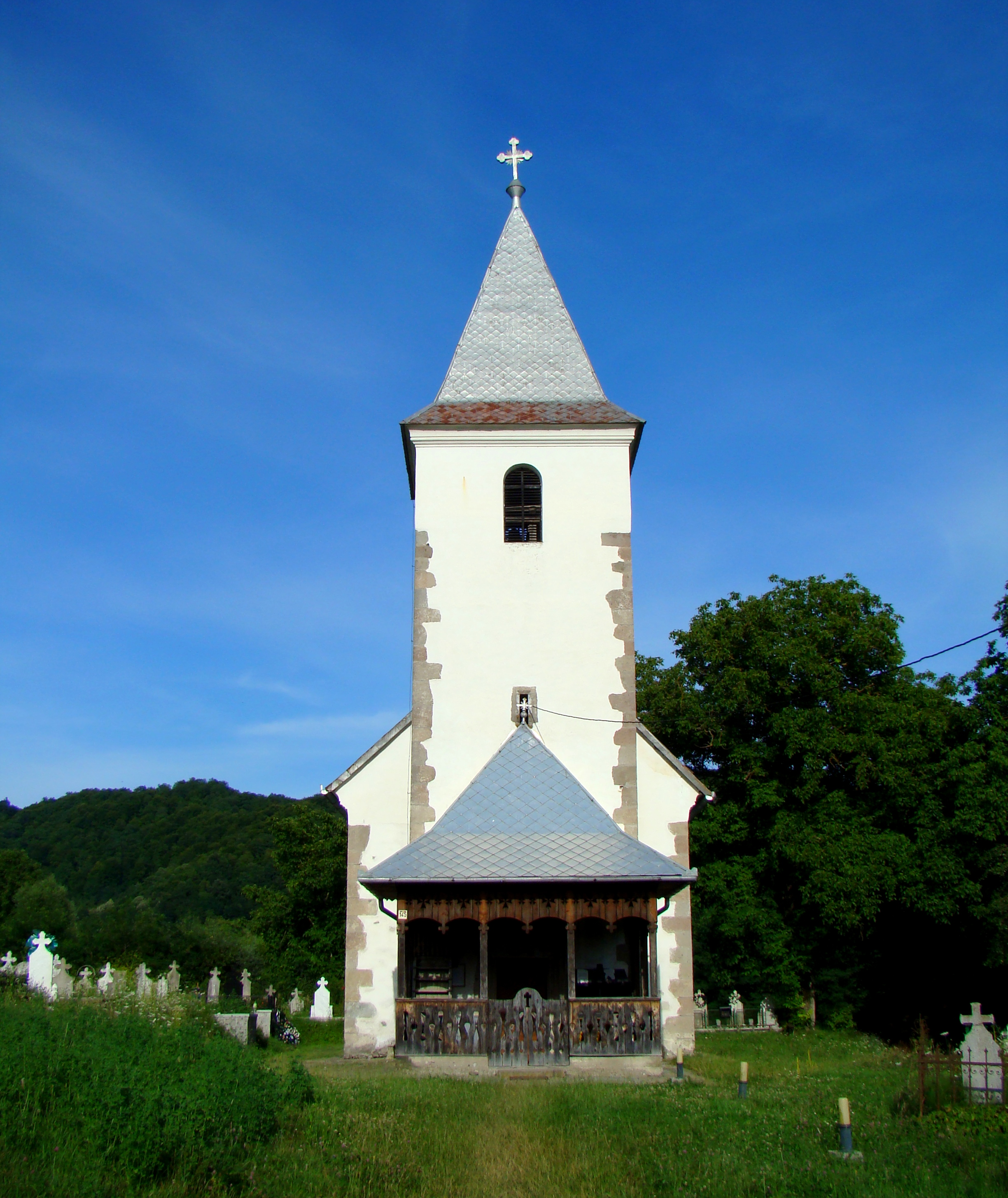
Biserica de zid cu hramul „Sfântul Ierarh Nicolae” din Ribița, comuna Ribița, județul Hunedoara, foto: iulie 2009.

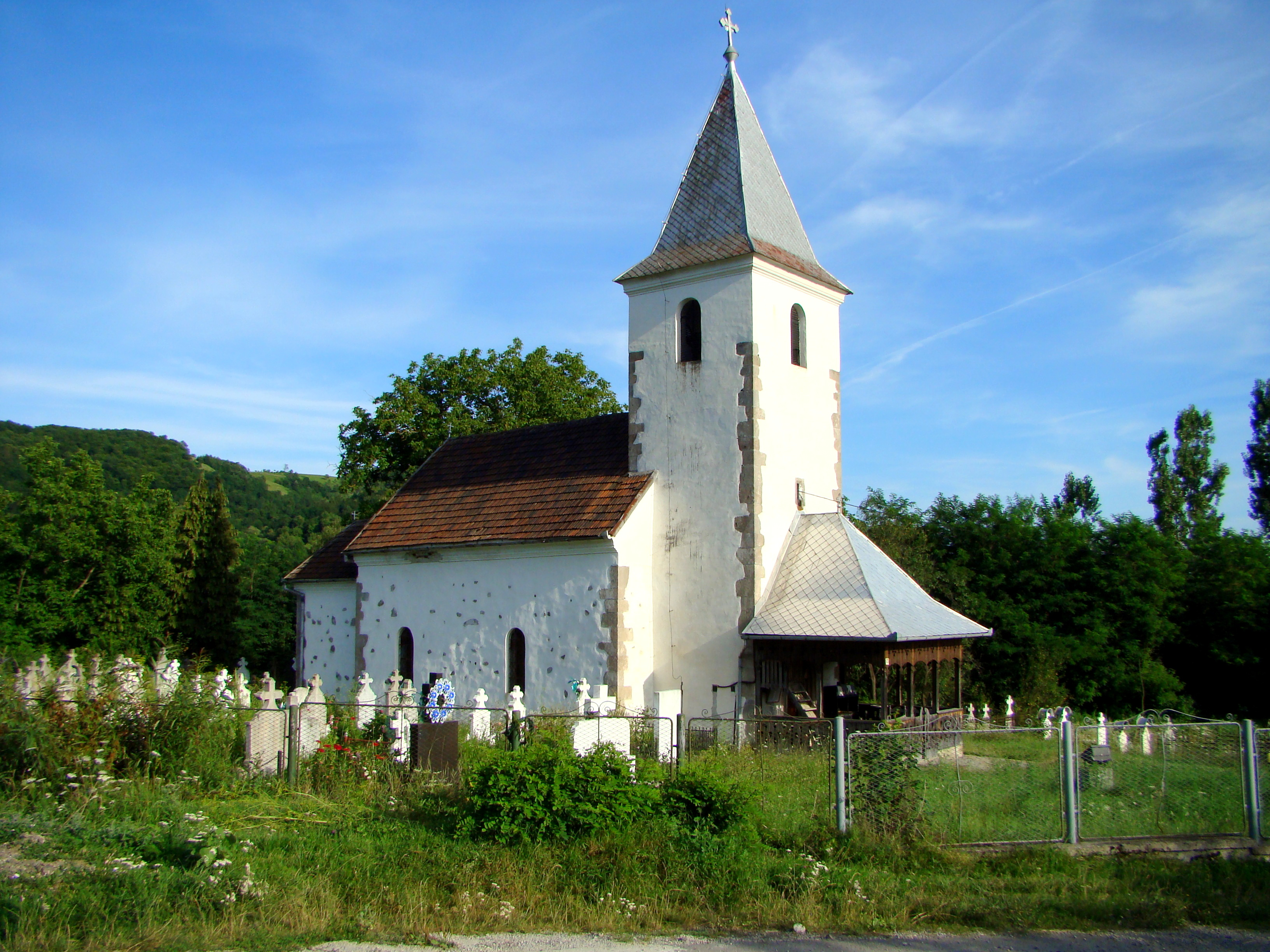
Biserica de zid cu hramul „Sfântul Ierarh Nicolae” din Ribița, comuna Ribița, județul Hunedoara, foto: iulie 2009.

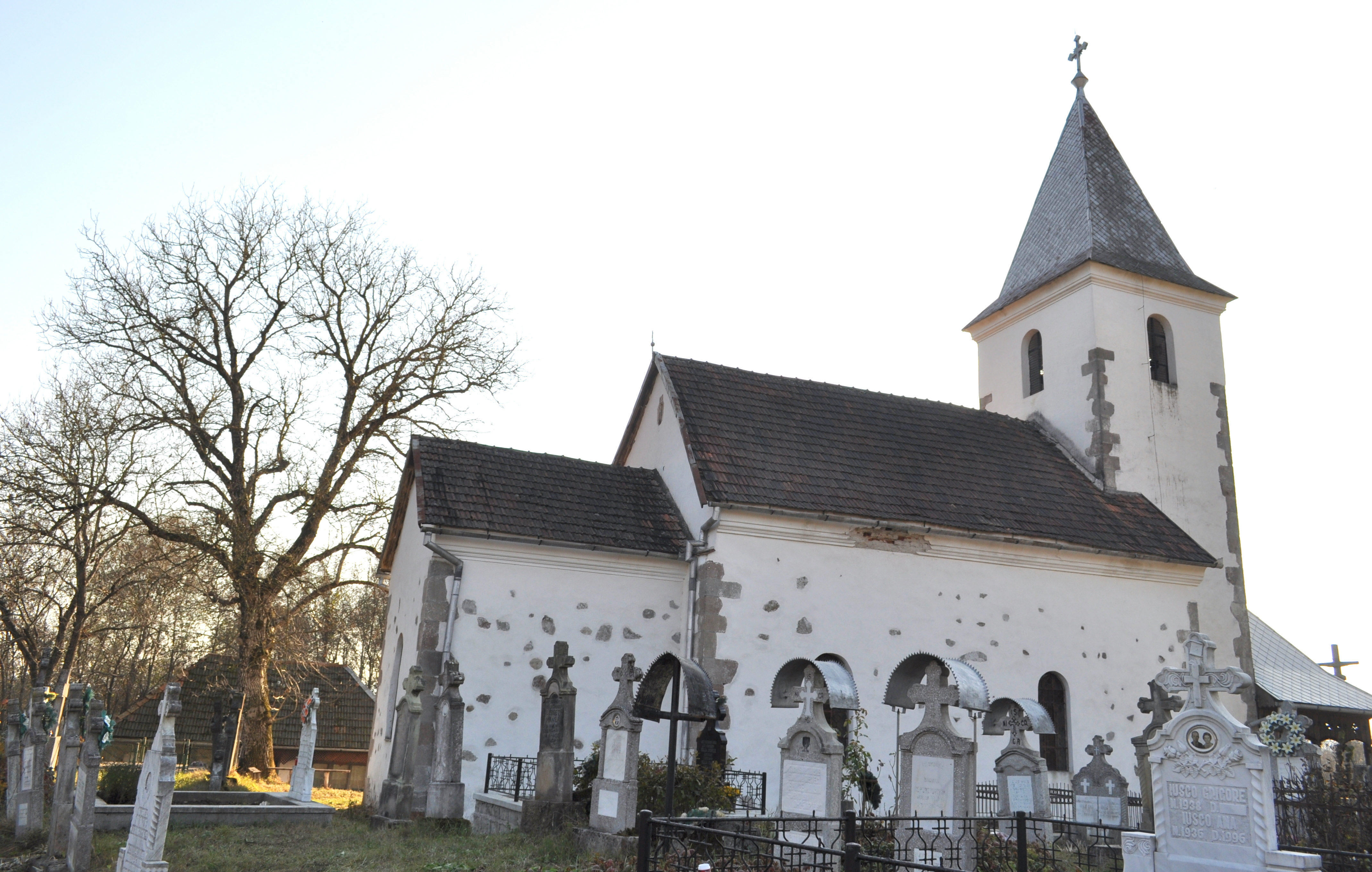
Biserica de zid cu hramul „Sfântul Ierarh Nicolae” din Ribița, comuna Ribița, județul Hunedoara, foto: octombrie 2011.

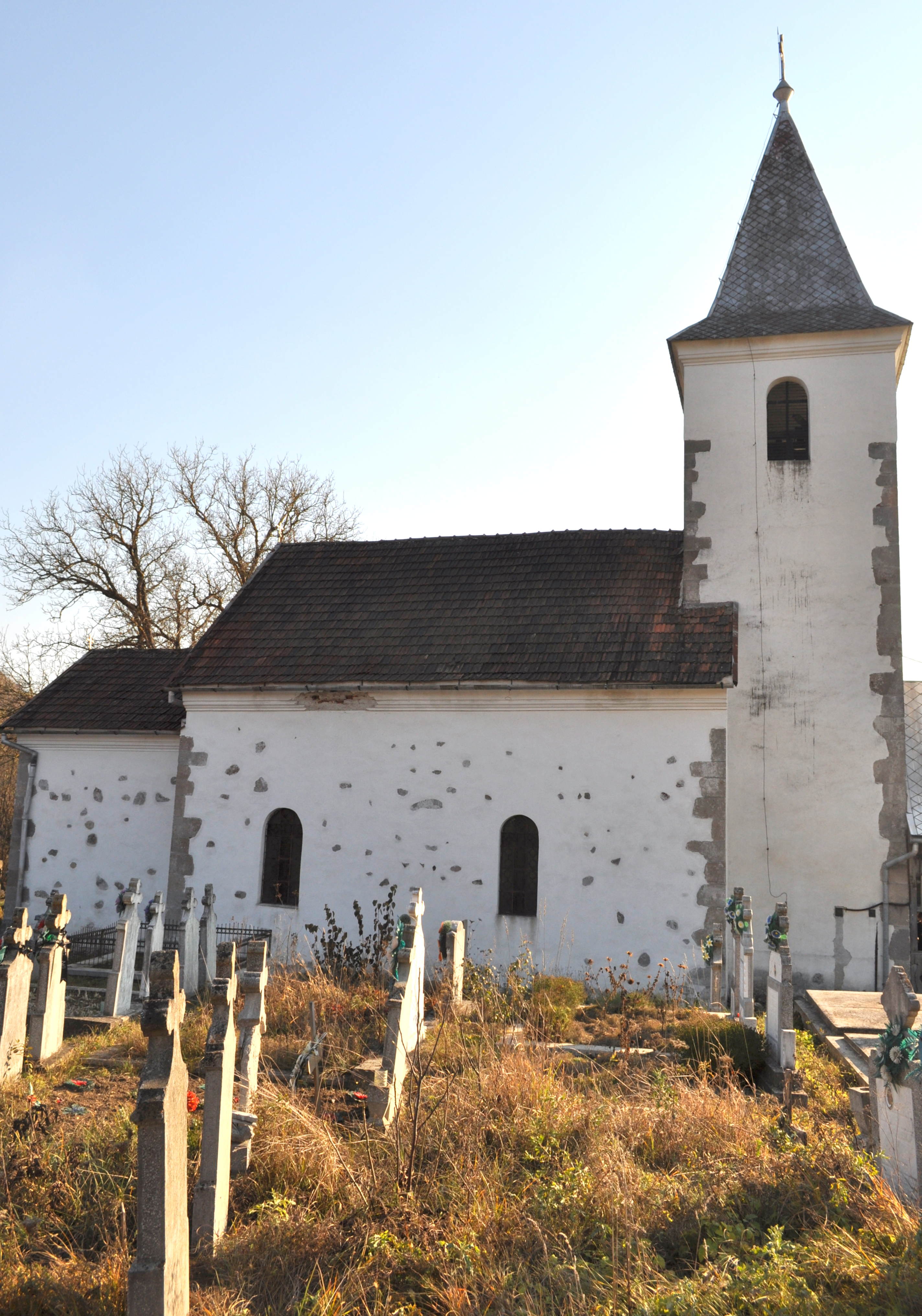
Biserica (nord)

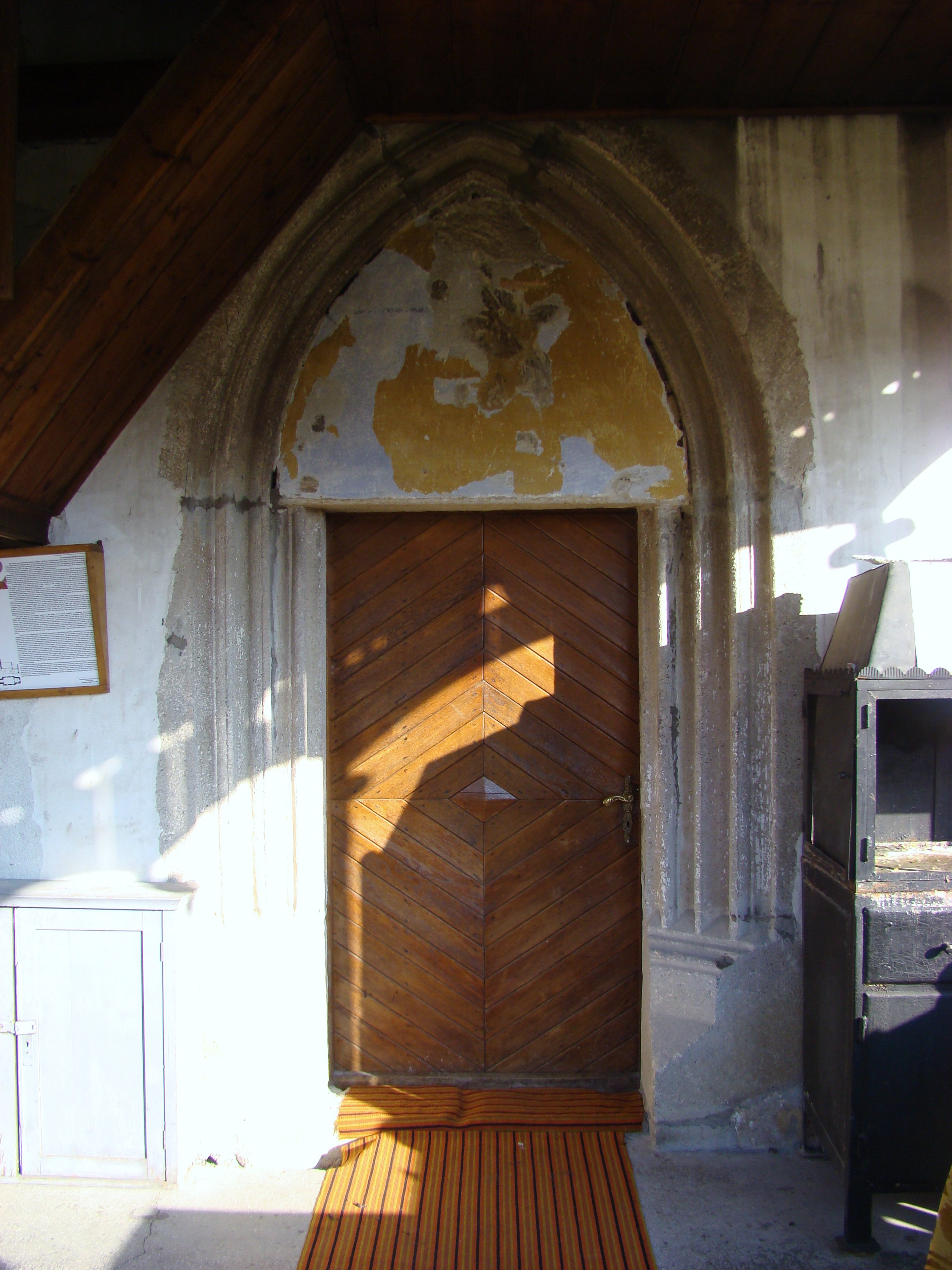
Portalul în stil gotic de la intrare

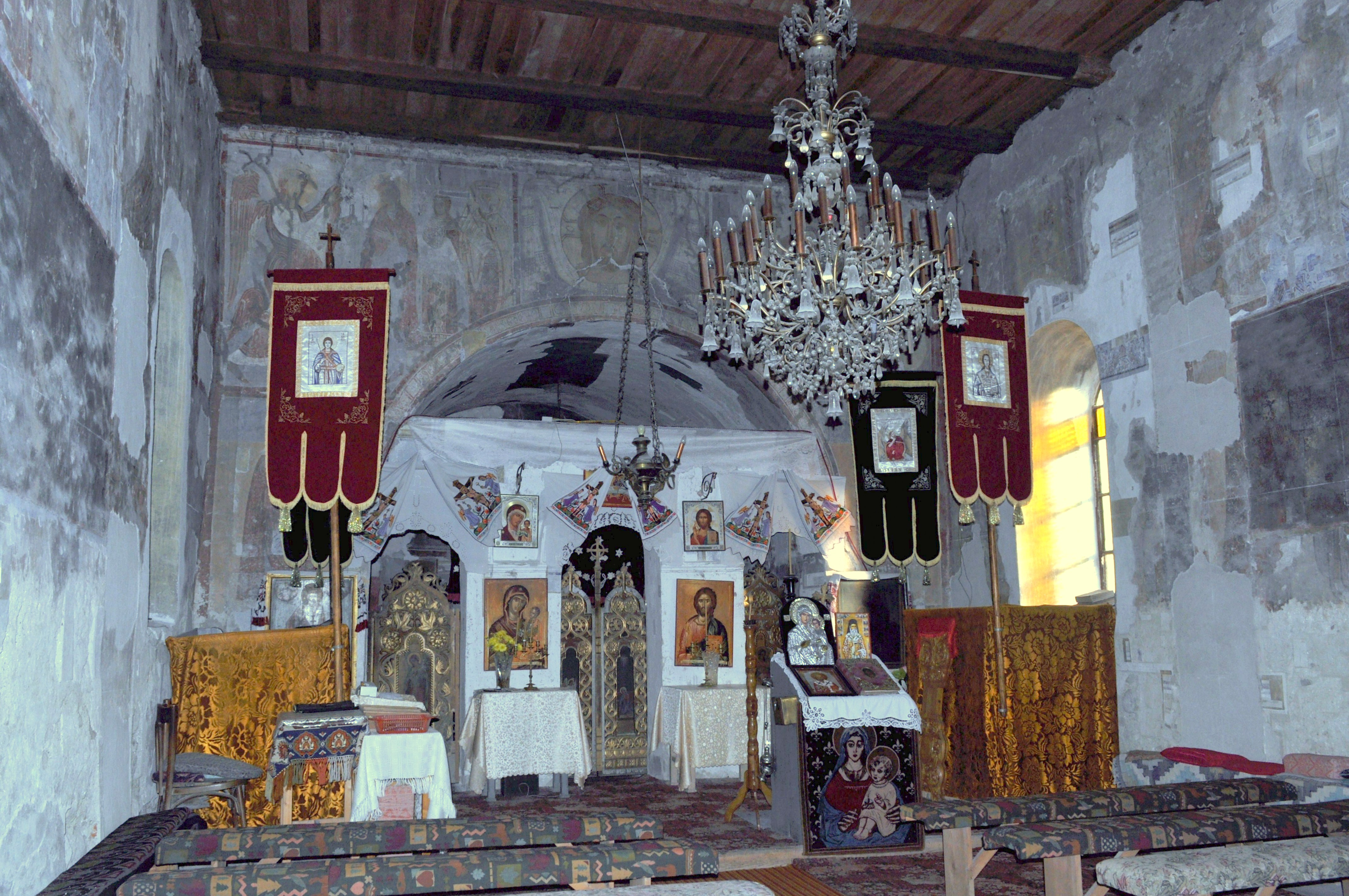
Interiorul navei

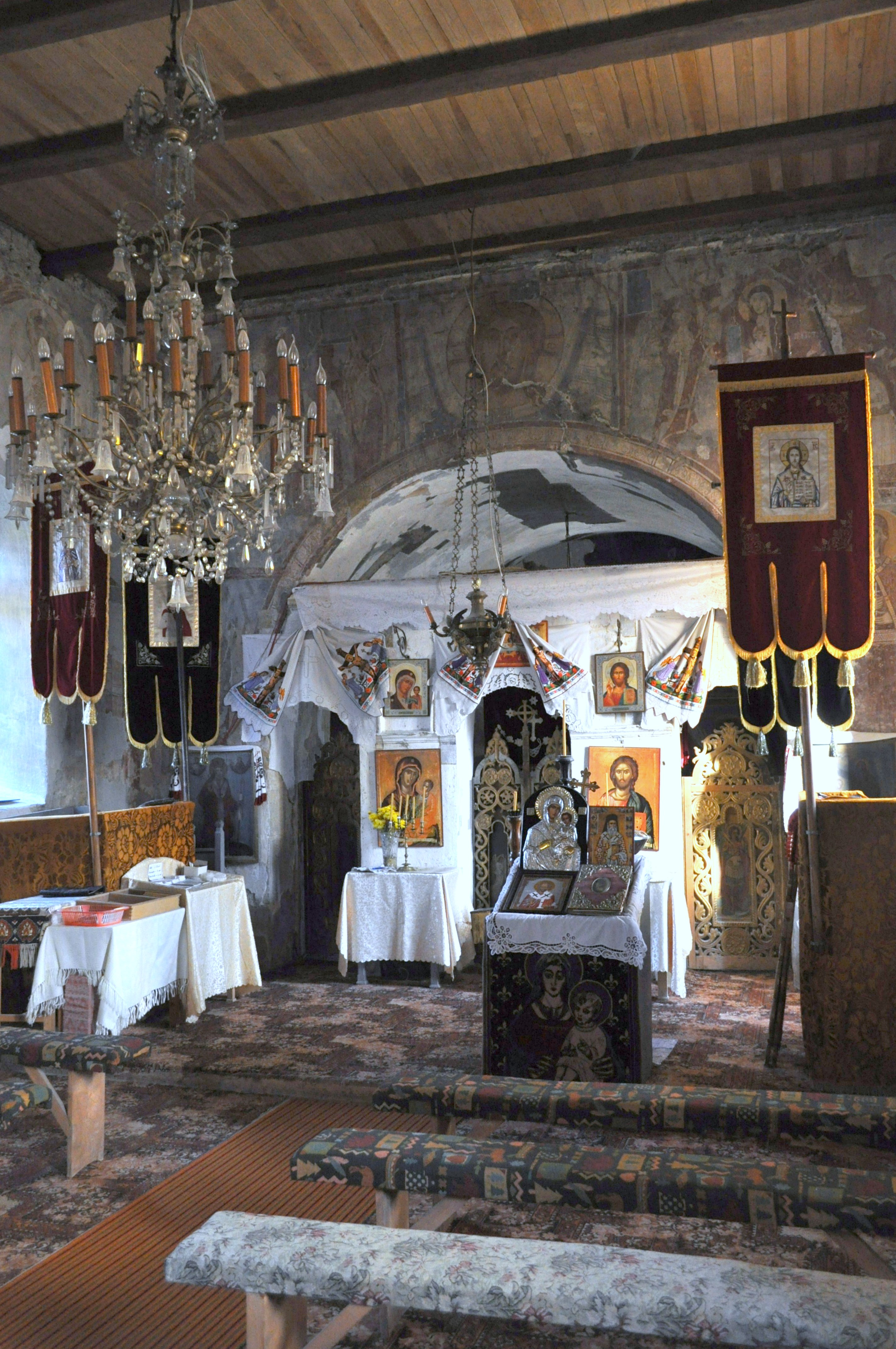
Interiorul navei

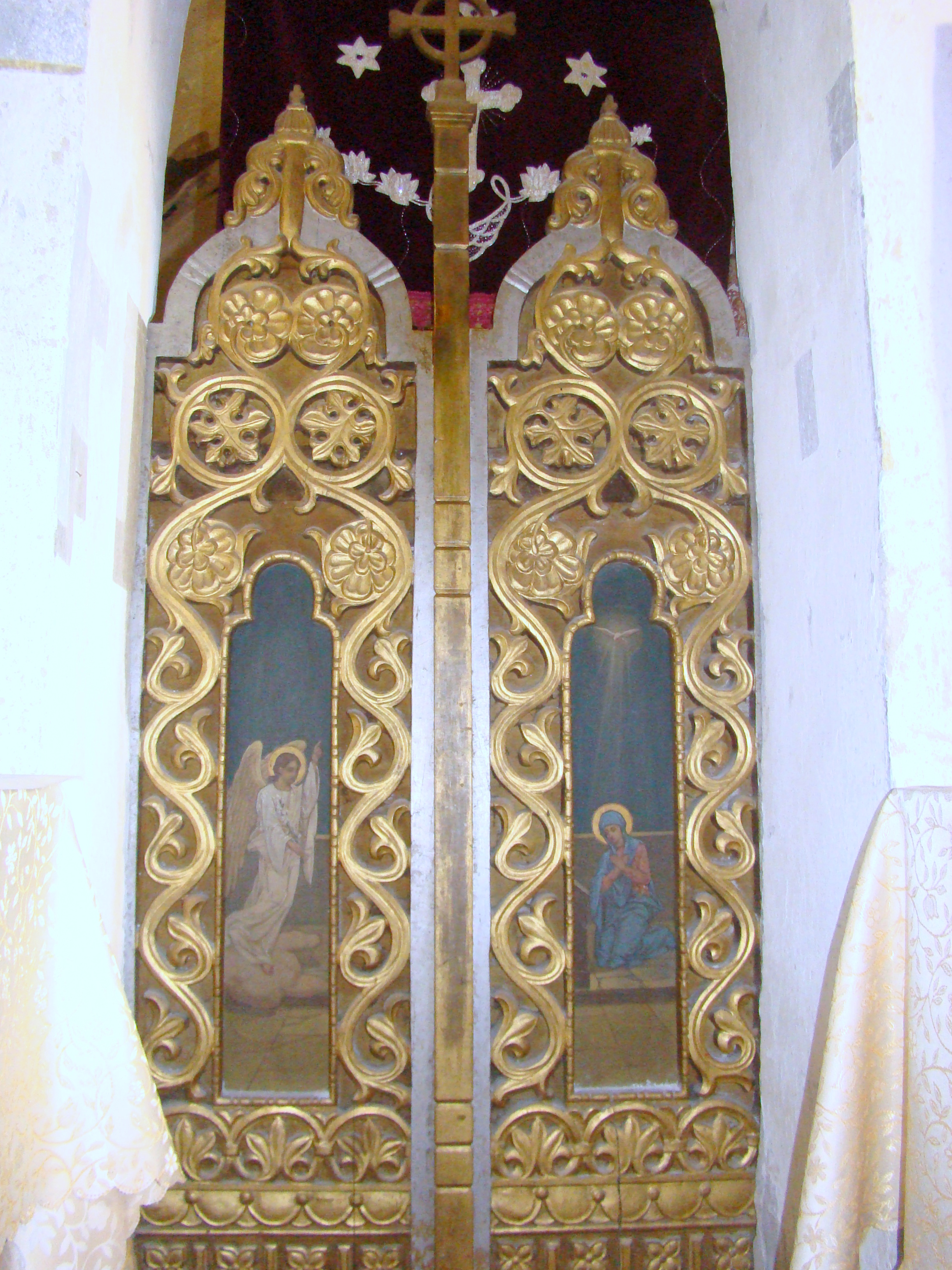
Ușile împărătești: Buna Vestire

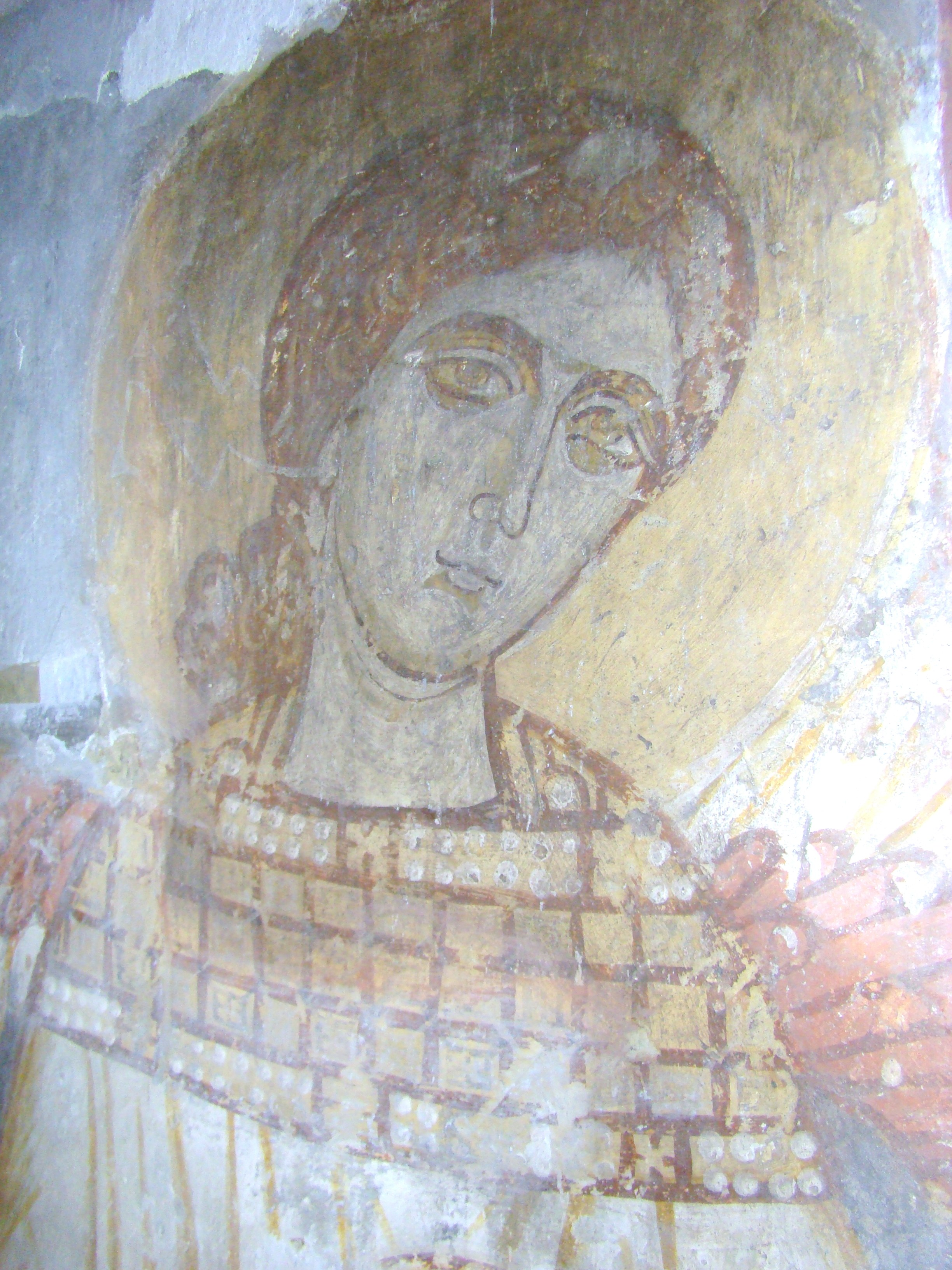
Arhanghelul Mihail

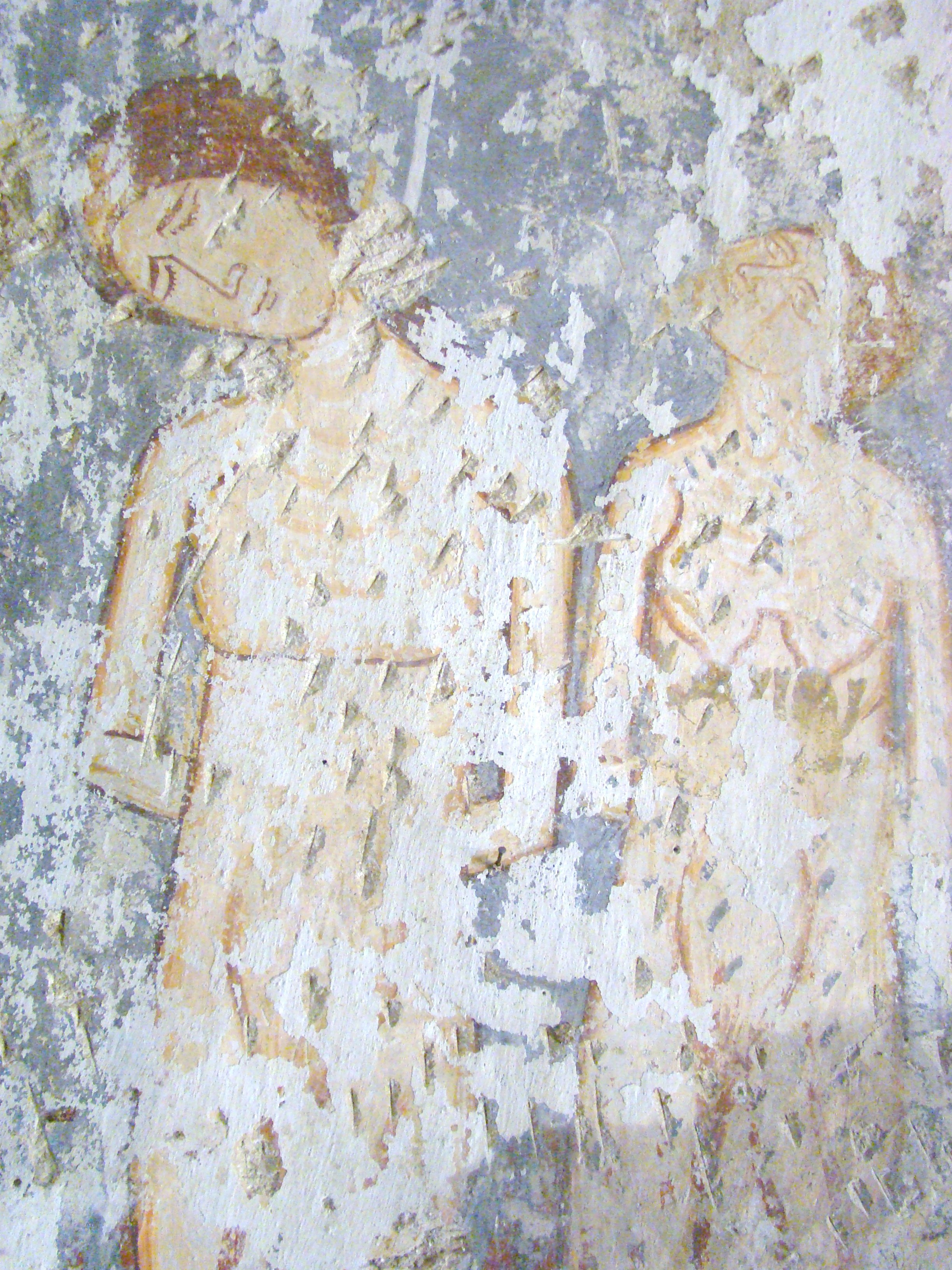
Detaliu din fresca bisericii „Sfântul Ierarh Nicolae” din Ribița

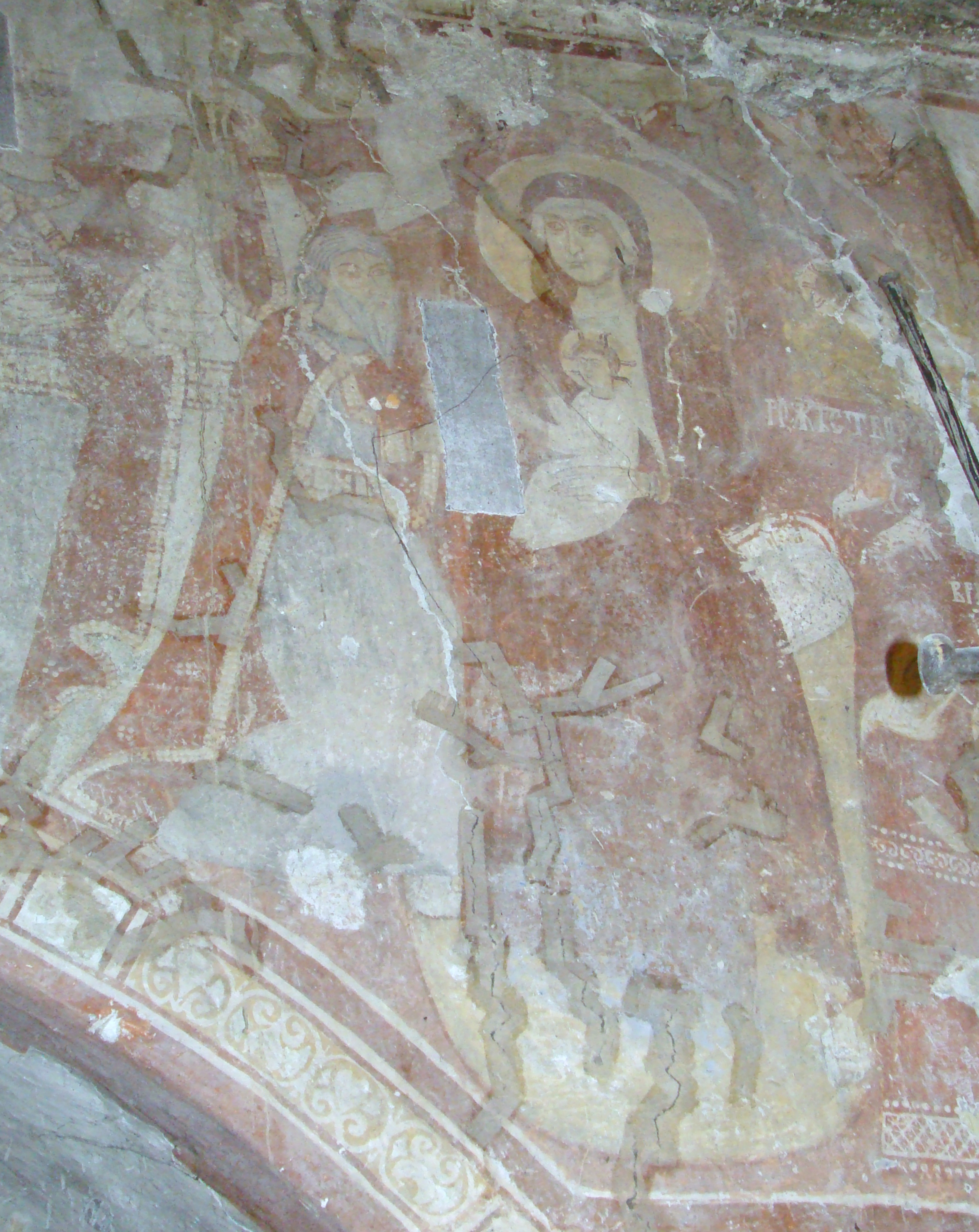
Detaliu din fresca bisericii „Sfântul Ierarh Nicolae” din Ribița

Biserica de zid cu hramul „Sfântul Ierarh Nicolae” din Ribița, comuna Ribița, județul Hunedoara, a fost construită la începutul secolului al XV-lea (1417). Biserica se află pe noua listă a monumentelor istorice sub codul LMI:  HD-II-m-A-03431.

## Istoric și trăsături
Satul Ribița este consemnat în documente în anul 1439, sub numele de „Ribicza”. În centrul localității, pe o colină scundă, se înalță o altă ctitorie cnezială hunedoreană, asemănătoare din punct de vedere arhitectural, cu lăcașurile de cult medievale din Crișcior, Leșnic și Hălmagiu: biserica-monument istoric „Sfântul Ierarh Nicolae”.
Construit din blocuri de piatră fățuite la muchii, edificiul este alcătuit dintr-un altar rectangular decroșat, boltit în semicilindru, o navă cu pereți masivi și un turn-clopotniță, precedat de un pridvor deschis din lemn. Turnul, prevăzut cu un portal gotic, în arc frânt cu acoladă, comunică cu nava, la nivelul primului său etaj, prin două ferestre, spațiul format substituindu-se astfel unei tribune, rezervată ctitorului și familiei sale. Aspectul actual l-a primit în urma renovărilor din anii 1869-1870  și 1927-1928; alte reparații s-au desfășurat în anii 1922, 1968 și 1990. Planimetria originară a bisericii nu a suferit mari modificări, fapt dovedit de reprezentarea machetei acesteia în tabloul votiv; o stampă din 1868, executată înaintea restaurării menționate, confirmă aceeași realitate.
Numele ctitorilor au fost transmise de textul pisaniei care însoțește tabloul votiv de pe peretele sudic al navei: „Cu vrerea Tatălui și cu ajutorul Fiului și cu săvârșirea Duhului Sfânt...jupânul Vratislav și cu jupânița Stana și cu fiul...și cu fratele său jupânul Miclăușu și cu jupânița lui Sora ...Împăratului ceresc s-a zidit și s-a zugrăvit mănăstirea Sfântului Nicolae ...a lui și neamului său până în veci, în ziua strașnicei judecăți a lui Hristos. În zilelele lui Jicmond (Sigismund),,,ca să fie de uric fiilor lui...isprăvit în sâmbăta a șasea a postului...Stana...să isprăvească...iar ei cu binecuvântarea Sfântului Duh au isprăvit ...popa Dragoșin, în anul 692(5?) în luna lui iulie 15, s-a isprăvit și s-a zugrăvit cu mâna...”  Din păcate inscripția – în slavona medio-bulgară – nu poate fi citită în întregime, iar numele zugravului va rămâne probabil ascuns pentru totdeauna; pilaștrii de susținere a bolților, ridicați în secolul al XIX-lea, au acoperit nu doar o însemnată parte a picturilor navei, ci, parțial, și vechea pisanie. 
Într-un articol publicat într-o revistă maghiară, în anul 1868,  Ödön Nemes, un urmaș al cnejilor ribițeni de odinioară, venea cu o întregire a textului pisaniei, publicând două inscripții slavone, astăzi dispărute. „Drept mulțumire  lui Dumnezeu am ridicat această biserică pentru regele Sigismund care a restituit bunurile pierdute de tatăl nostru Vratislav. Matia, Vratislav, Miclăuș de Ribița și cu fetele Ana și Ioanca au construit-o în 1404” (pe peretele sudic) și „S-a construit sub păstorirea papei Grigore și a lui Anastasie, 1404” (pe peretele nordic). Același cercetător aducea și o serie de precizări privitoare la familia ctitorilor acestui lăcaș de închinăciune. Astfel, un prim strămoș, Neacșa Teodor, obținea în 1369, confirmarea luării în posesie a satului Ribița. În anul 1404, un fiu al său Vladislav, pierdea, printr-o hotărâre a regelui Sigismund de Luxemburg, satele Mesteacăn de Jos, Mesteacăn de Sus, Ribița și Tertfalva (probabil Țebea). După câteva luni,  acestea erau redobândite de către fiii săi, Matia, Vratislav (Vladislav)  și Miclăuș, care în semn de prețuire vor fi ctitorit biserica „Sfântul Ierarh Nicolae”. În plus, dintr-un document emis la Oradea, în anul 1527, rezultă că acești trei frați au stat la baza a trei mari familii nobiliare distincte; din Matia a derivat familia Ribiczey, din Vratislav familia Nemes, iar din Miclăuș, familia Brádi.
Din pricina deteriorării pisaniei, stabilirea perioadei construcției acestui lăcaș ortodox de închinare este dificilă. Majoritatea istoricilor indică anul 1417. La mijlocul secolului al XIX-lea, Ödön Nemes făcea trimitere la anul 1404, cu toate că papa Grigorie XII (1406-1415), cel menționat în fragmentul de pisanie pierdută, era ales în fruntea Bisericii Catolice abia după doi ani. Pornind de la această inadvertență, arheologul clujean Adrian Andrei Rusu înclină spre limita superioară a pontificatului acestui ierarh roman, propunând astfel anul 1414 ca timp al ridicării bisericii.
Deși lăcașul de cult se impune privirii prin echilibrul formelor sale, adevărata valoare a bisericii se relevă la interior, acolo unde vizitatorul descoperă pe suprafața pereților existența unui decor iconografic remarcabil. Cea mai mare parte a ansamblului pictural a stat ascunsă multă vreme sub tencuielile impersonale impuse de Reformă în secolul al XVII-lea. Readuse parțial la lumină în anii 1994 și 2009-2010, prin munca de migală a pictorilor restauratori Dan Căceu, respectiv Dan Petrescu, frescele constituie mărturia incontestabilă a unei picturi bizantine de certă calitate artistică, încadrabilă în rândurile marilor creații românești ale genului. Pe pereții absidei altarului se regăsesc chipurile sfinților Vasile cel Mare și Nicolae,  ale „Arhanghelilor Mihail și Gavriil”, completate de siluetele unor sfinți episcopi (astăzi ilizibile) și diaconi, precum și de reprezentarea unui „Iisus euharistic”; tâmpla dezvăluie privirii o scenă tipică iconografiei bizantine „Mandylionul”, încadrat de alte două scene reprezentative: „Buna Vestire” și „Nașterea Domnului”. Nava este păstrătoarea minunatei frize a ctitorilor. Tabloul votiv de pe peretele sudic, în care donatorii, frații Vladislav și Miclăuș, prezintă Sfântului Ierarh Nicolae, macheta bisericii, se particularizează nu doar prin sensul monumental al viziunii, ci și prin redarea realistă a detaliilor costumației vremii. În continuare sunt redate plastic „Întâmpinarea Domnului”, „Botezul” și „Schimbarea la Față”. Pe peretele nordic, alături de grupurile celor trei sfinți regi maghiari – se mai zăresc doar chipurile suveranilor Ștefan („Sfântul Ștefan Craiul”) și Emeric („Sfântul Imbre Craiul”) și de imaginea „Sfântului Mare Mucenic Gheorghe omorând balaurul” -  zestrea picturală a bisericii este întregită printr-o suită de scene praznicale: „Rugăciunea din Grădina Ghetsimani”, „Răstignirea”, „Coborârea de pe Cruce” și „Învierea”.
Amintind de frescele de la Crișcior, dar mult mai colorate, picturile de la Ribița au o distribuție simplă și clară, compozițiile desfășurându-se pe un fundal cromatic egal, lipsit de elemente peisagistice. Similitudinile stilistice atestă prezența aceluiași zugrav român de la Crișcior, crescut și format în ambianța culturală bizantino-gotică din Transilvania.
Din punct de vedere confesional, biserica din Ribița a avut o traiectorie similară celei din Crișcior. În pofida reprezentării iconografice a celor trei sfinți maghiari - Ștefan, Ladislau și Emeric - și a conținutului textului celei de-a doua inscripții pierdute, transmisă de Ödön Nemes, lăcașul de cult nu s-a aflat, probabil, nici o clipă în aria de jurisdicție latină, cu toate că, pentru acele vremuri de tranziție de la starea de cnezialitate spre cea de nobiliaritate a elitelor românești, proces sincron cu translația de la confesiunea ortodoxă la cea catolică, această dublă subordonare față de regalitatea maghiară constituia un deziderat parțial realizat. Doar în acest sens s-ar justifica menționarea papei Grigorie XII în textul invocat. Pentru secolul al XVI-lea, transferul edificiului către nemeșimea locală calvinizată trebuie neapărat luat în calcul, dovada constituind-o tencuirea suprafeței pictate a zidurilor; durata înstrăinării bisericii nu se cunoaște. Revenit în posesia obștii sătești, lăcașul este menționat atât în tabelele conscripțiilor din anii 1733, 1750, 1761-1762, 1805 și 1829-1831, cât și pe harta iosefină a Transilvaniei (1769-1773). 

## Imagini din exterior

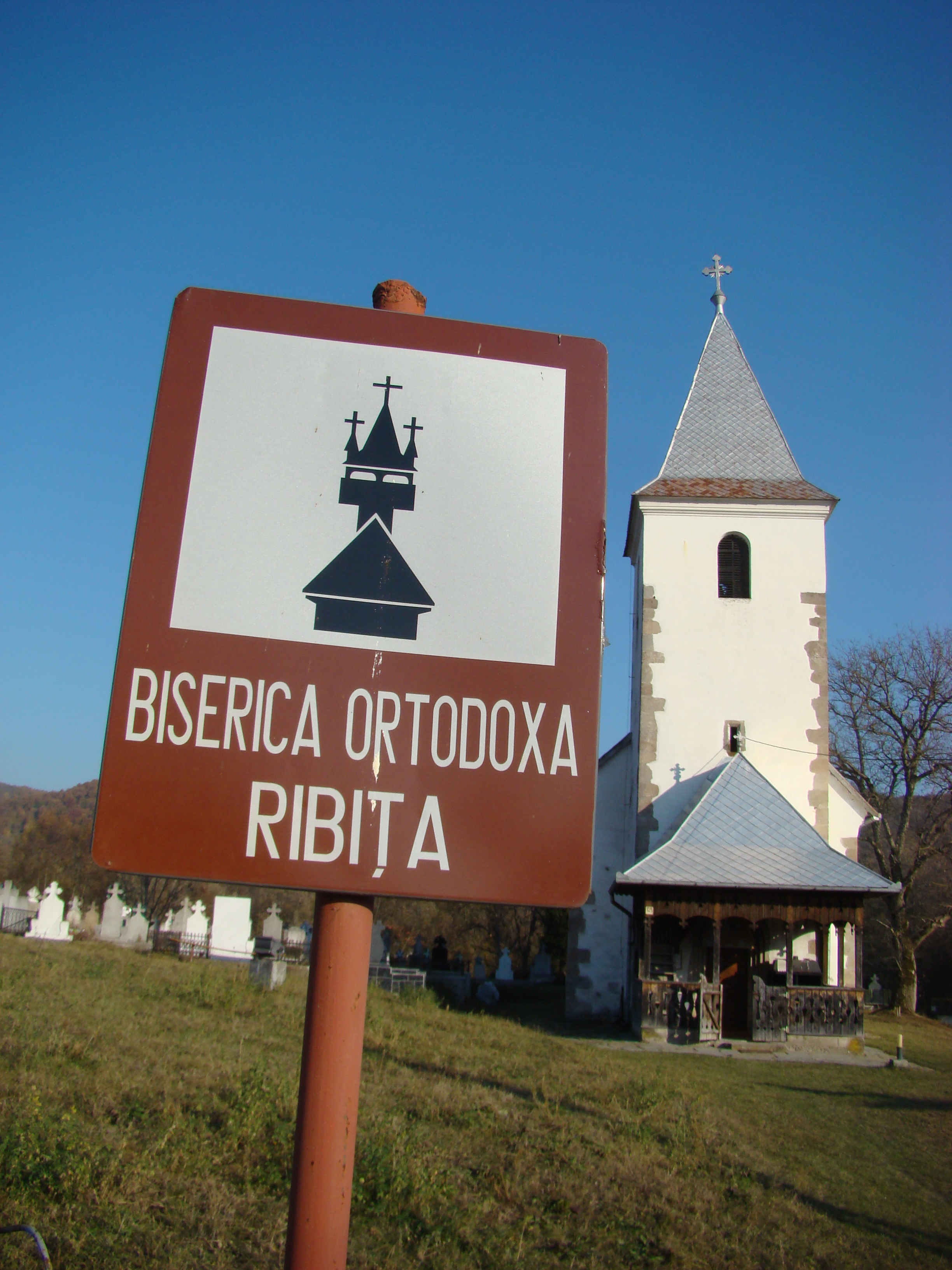
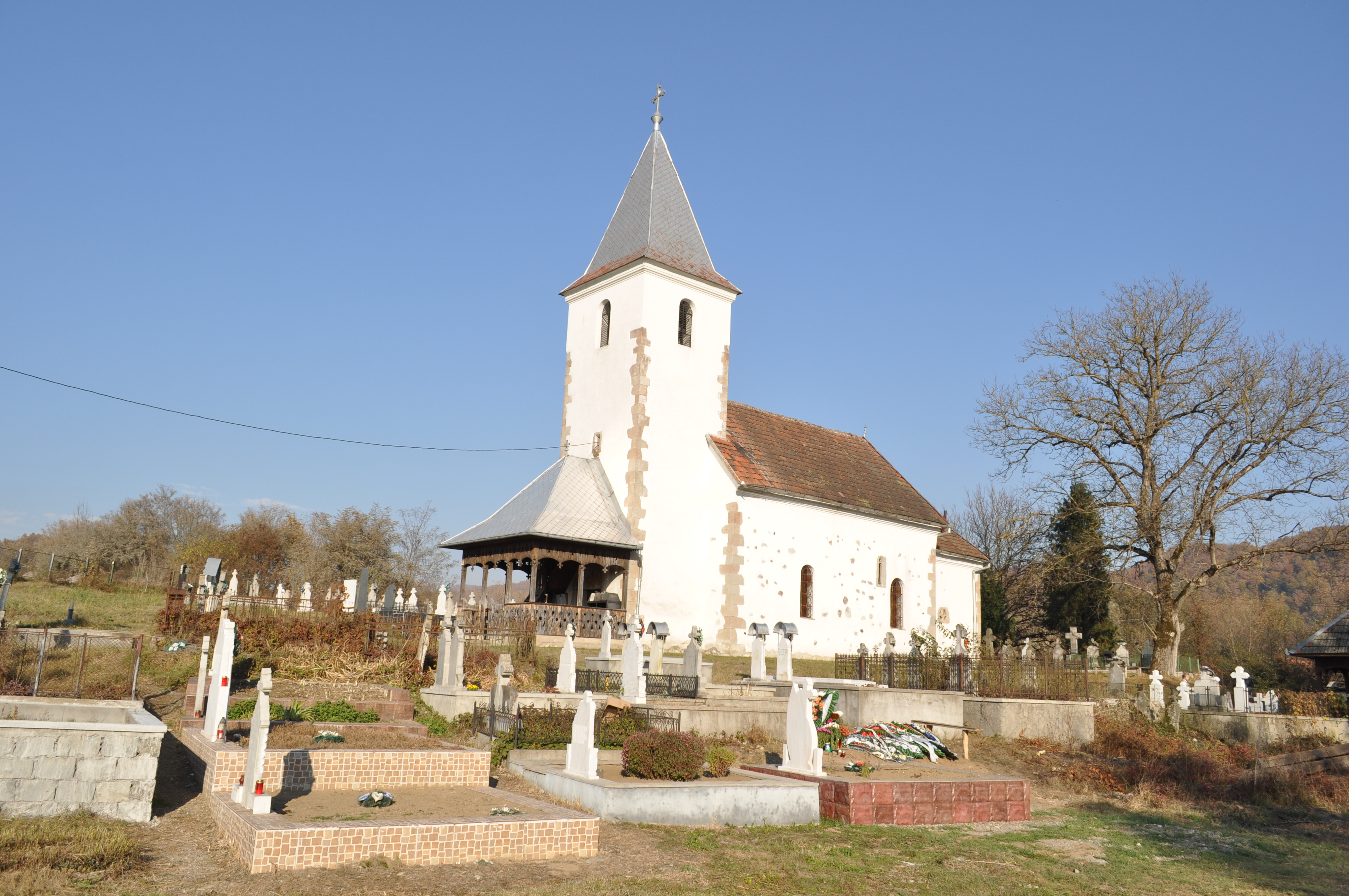
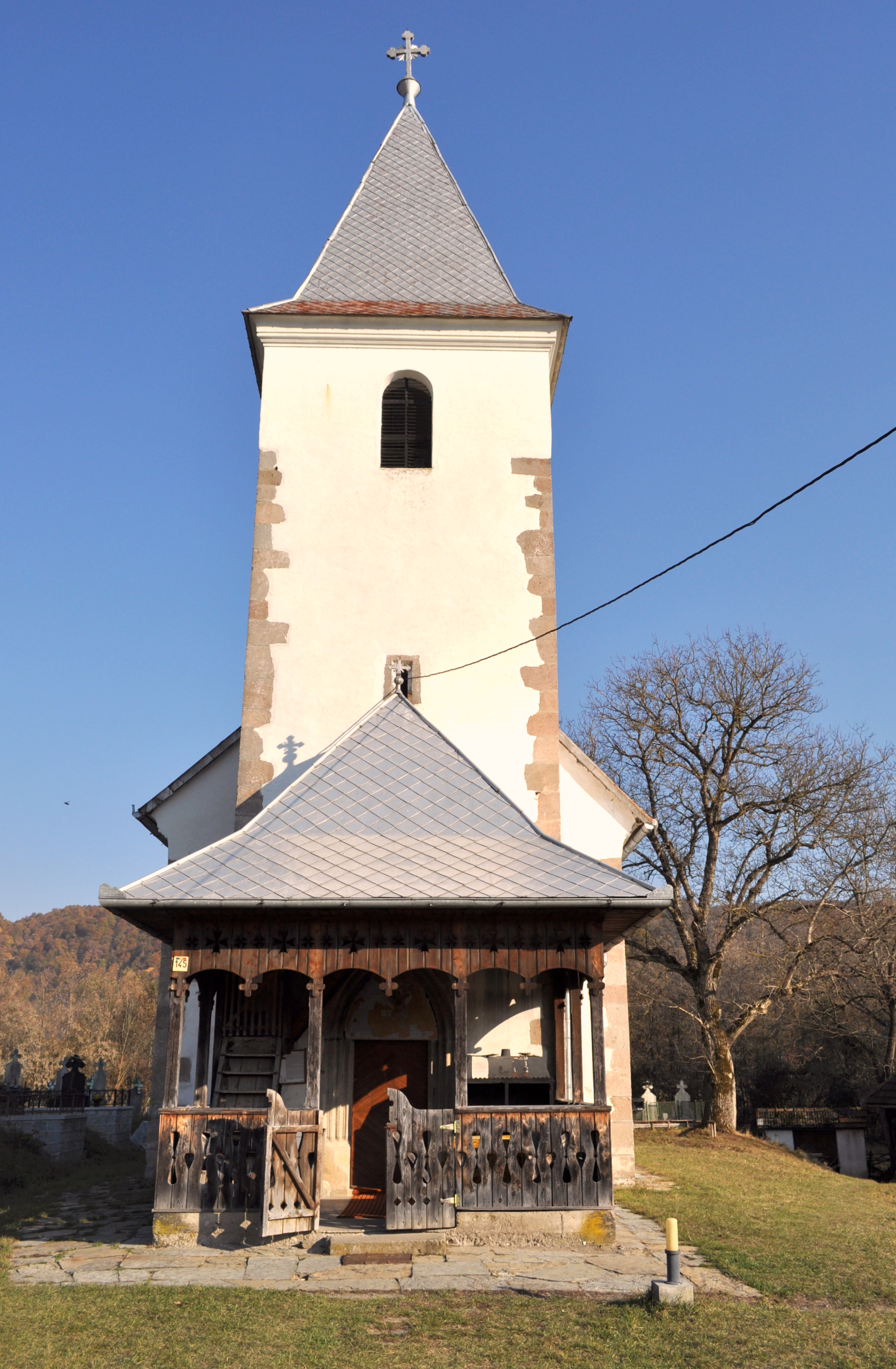
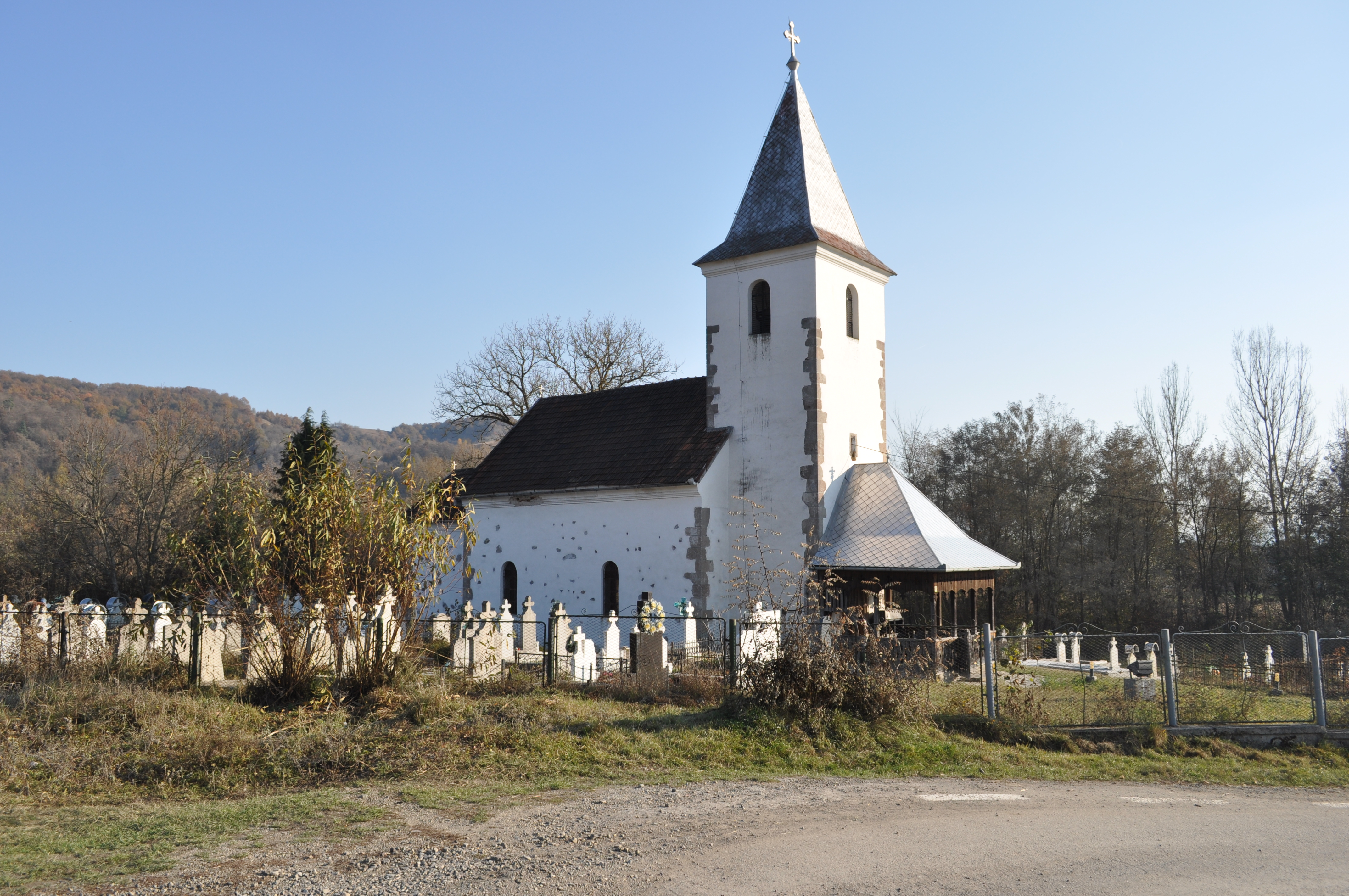
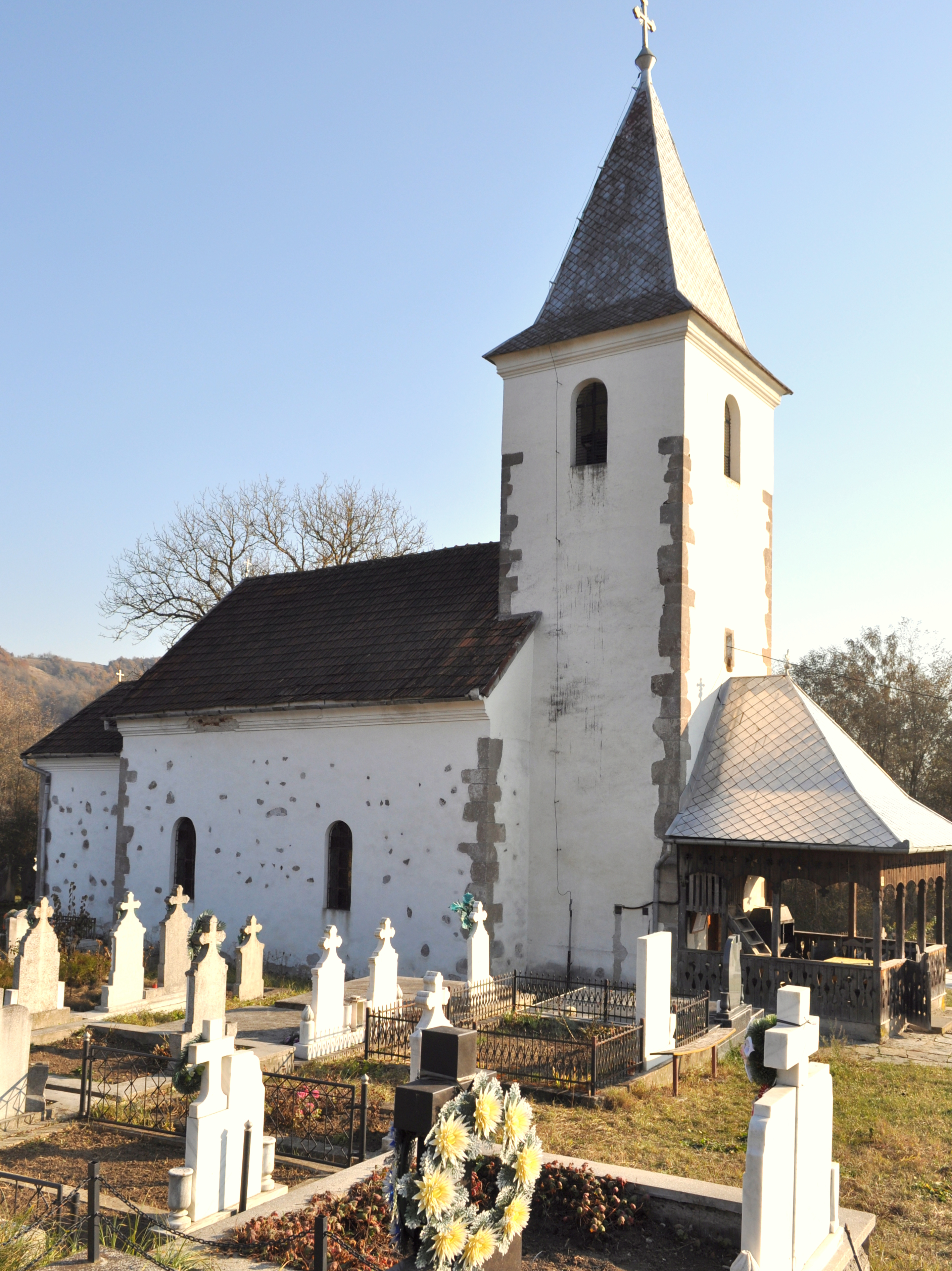
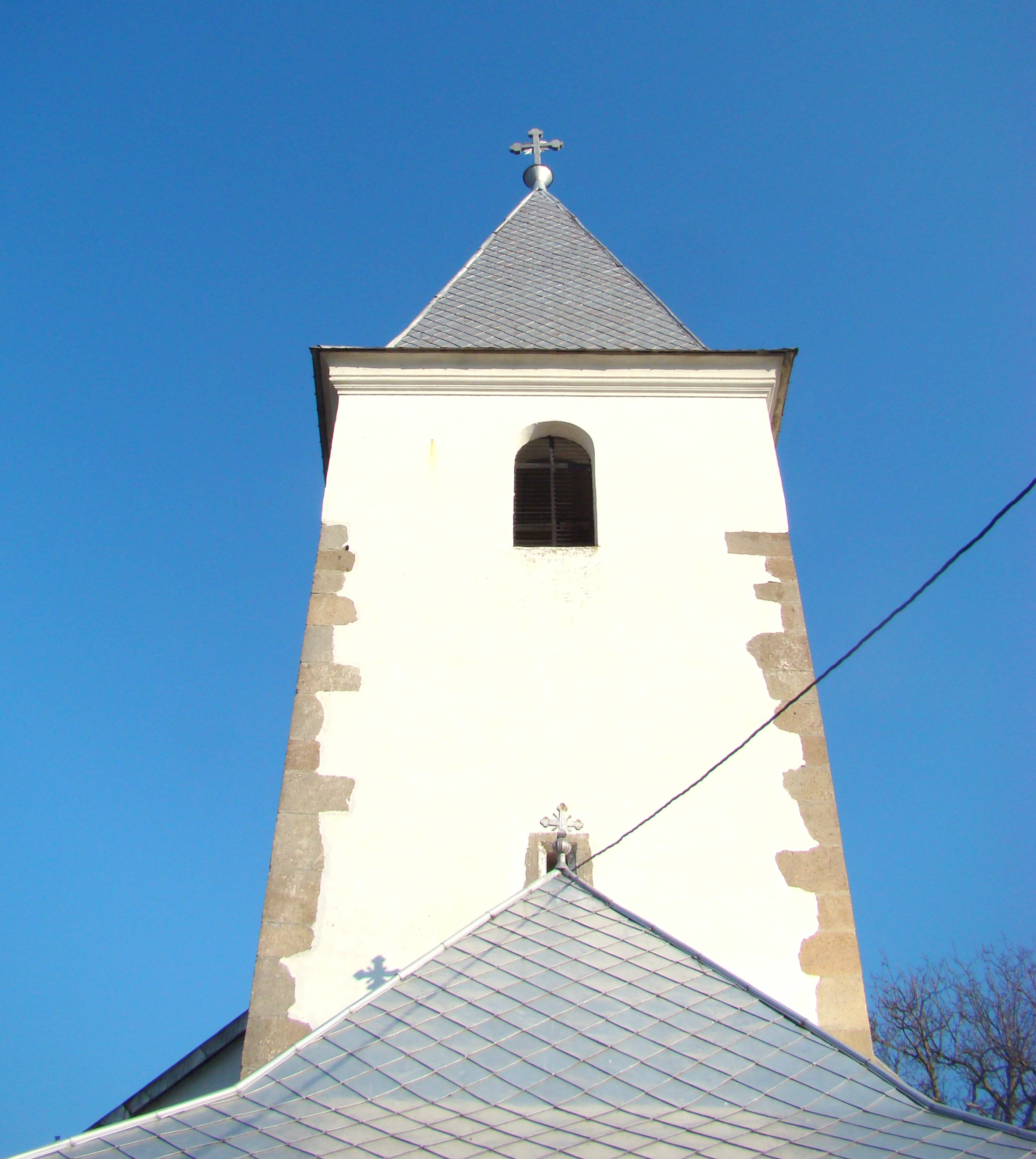
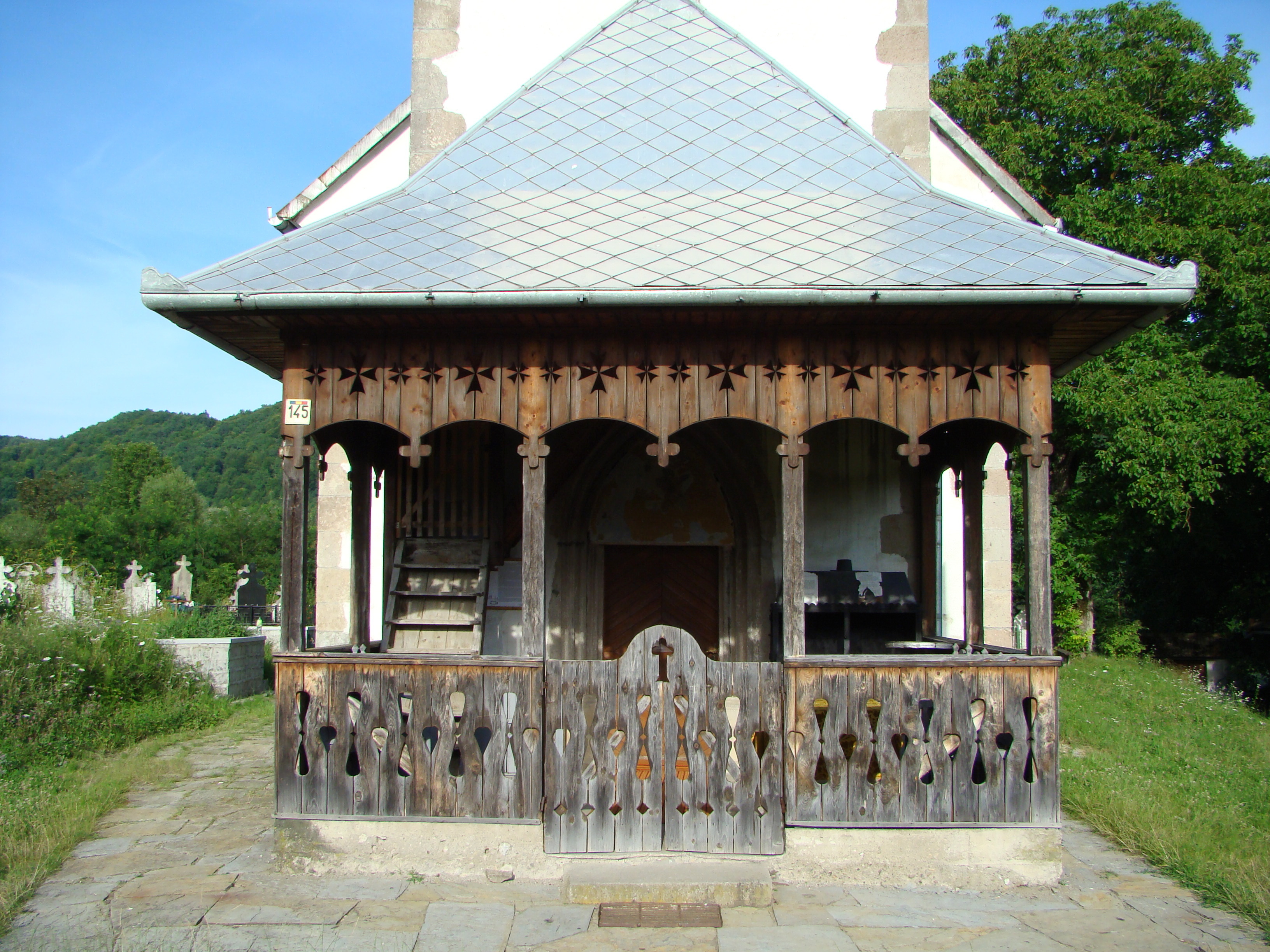
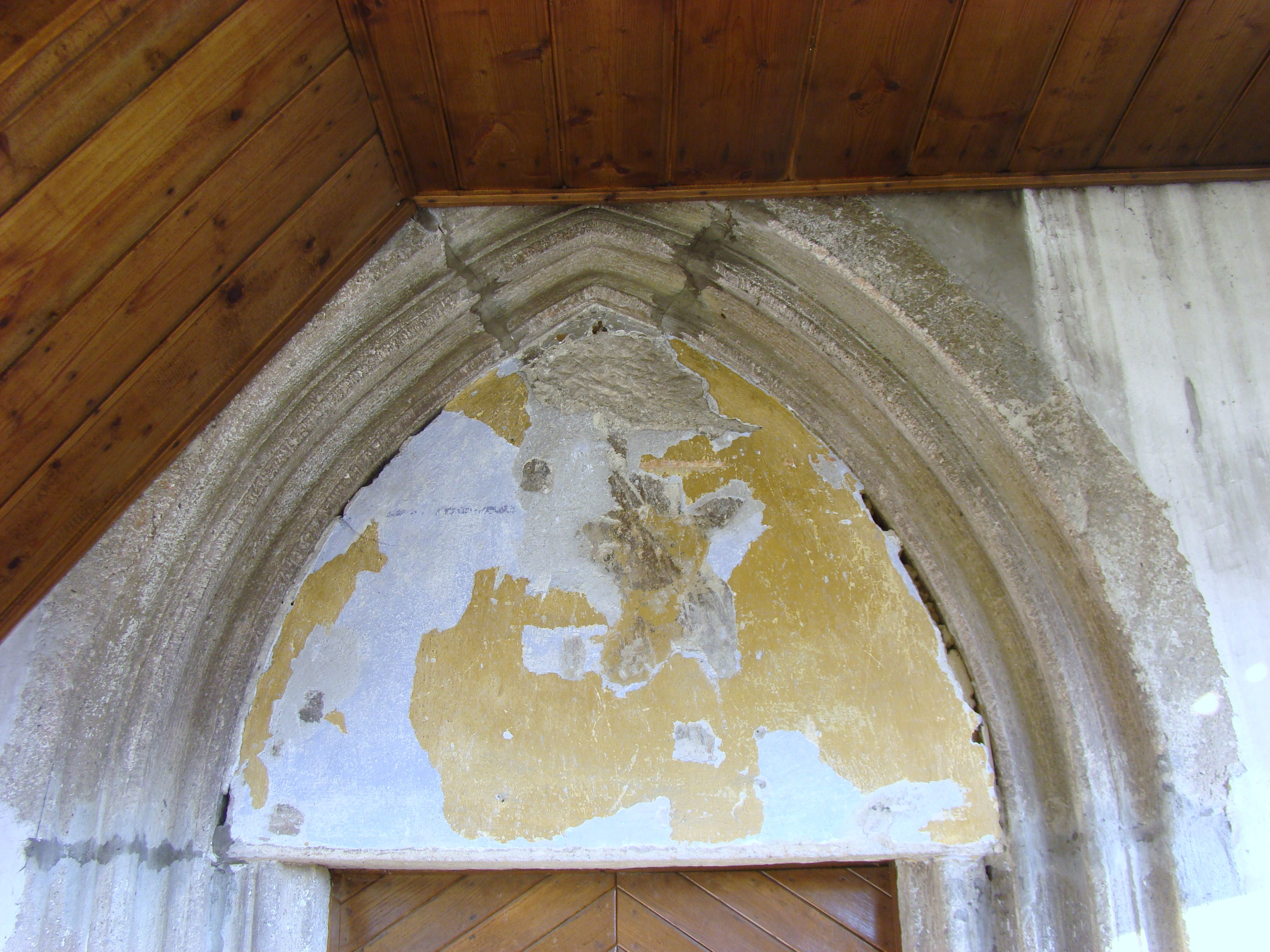
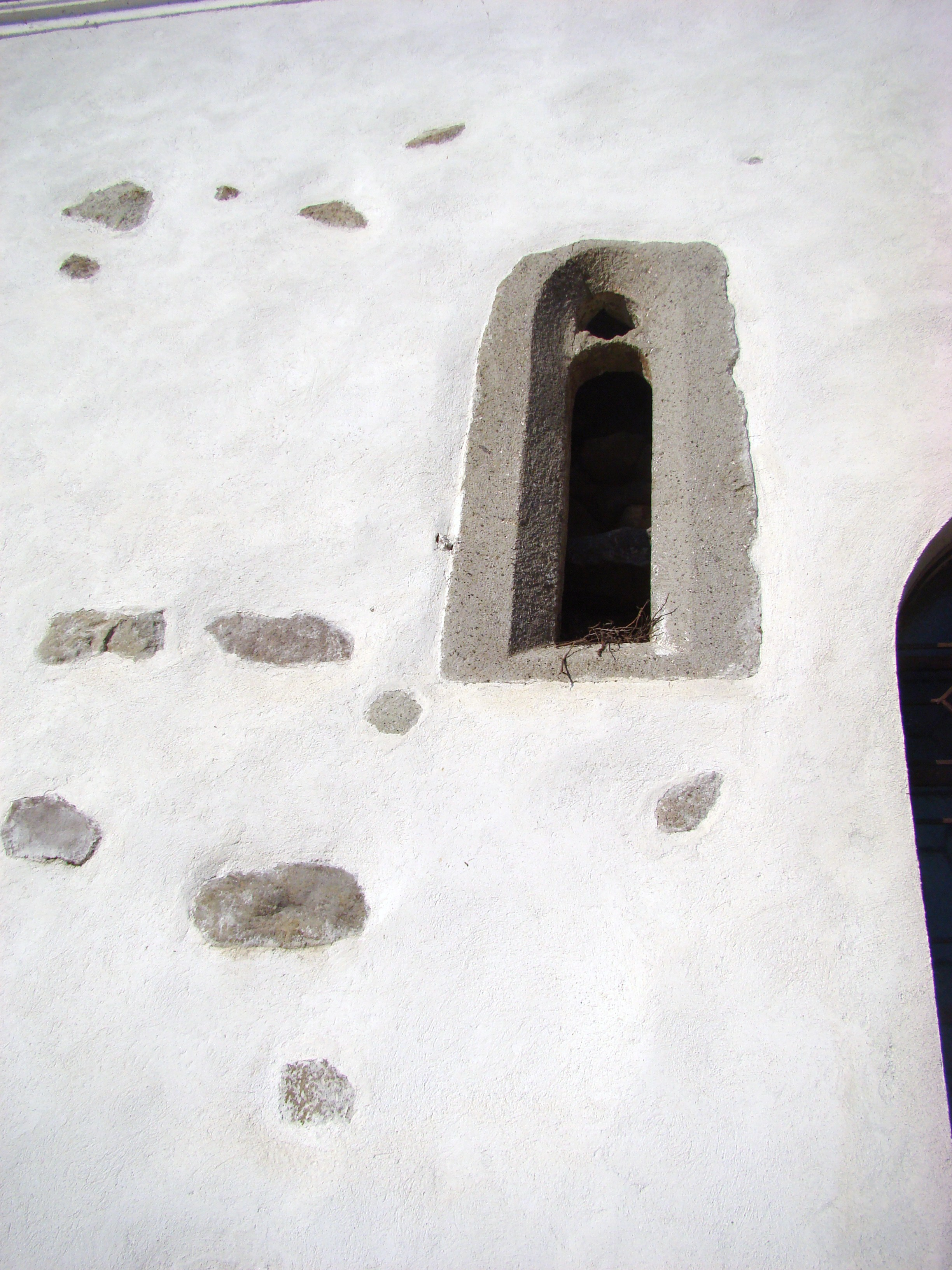
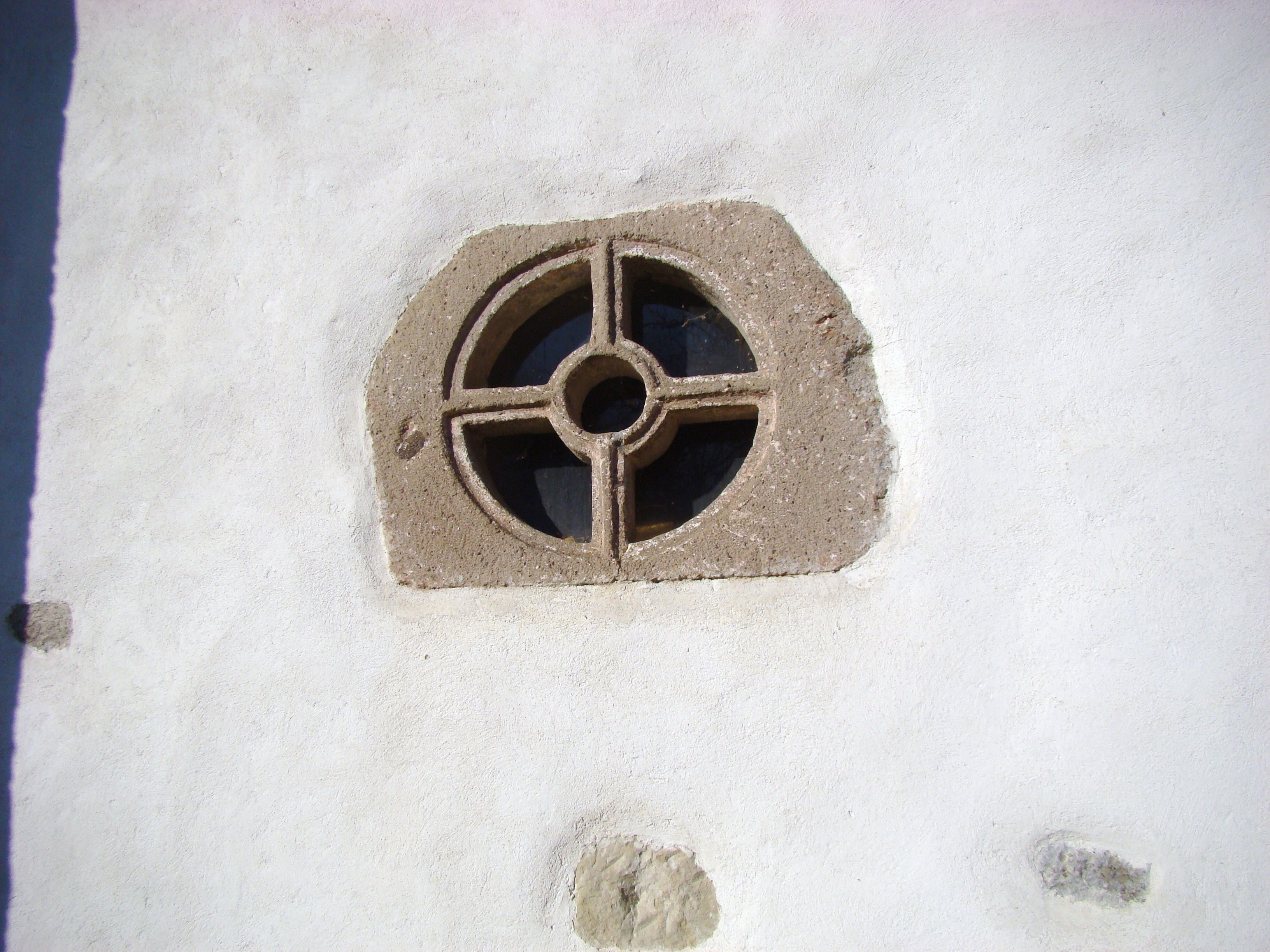
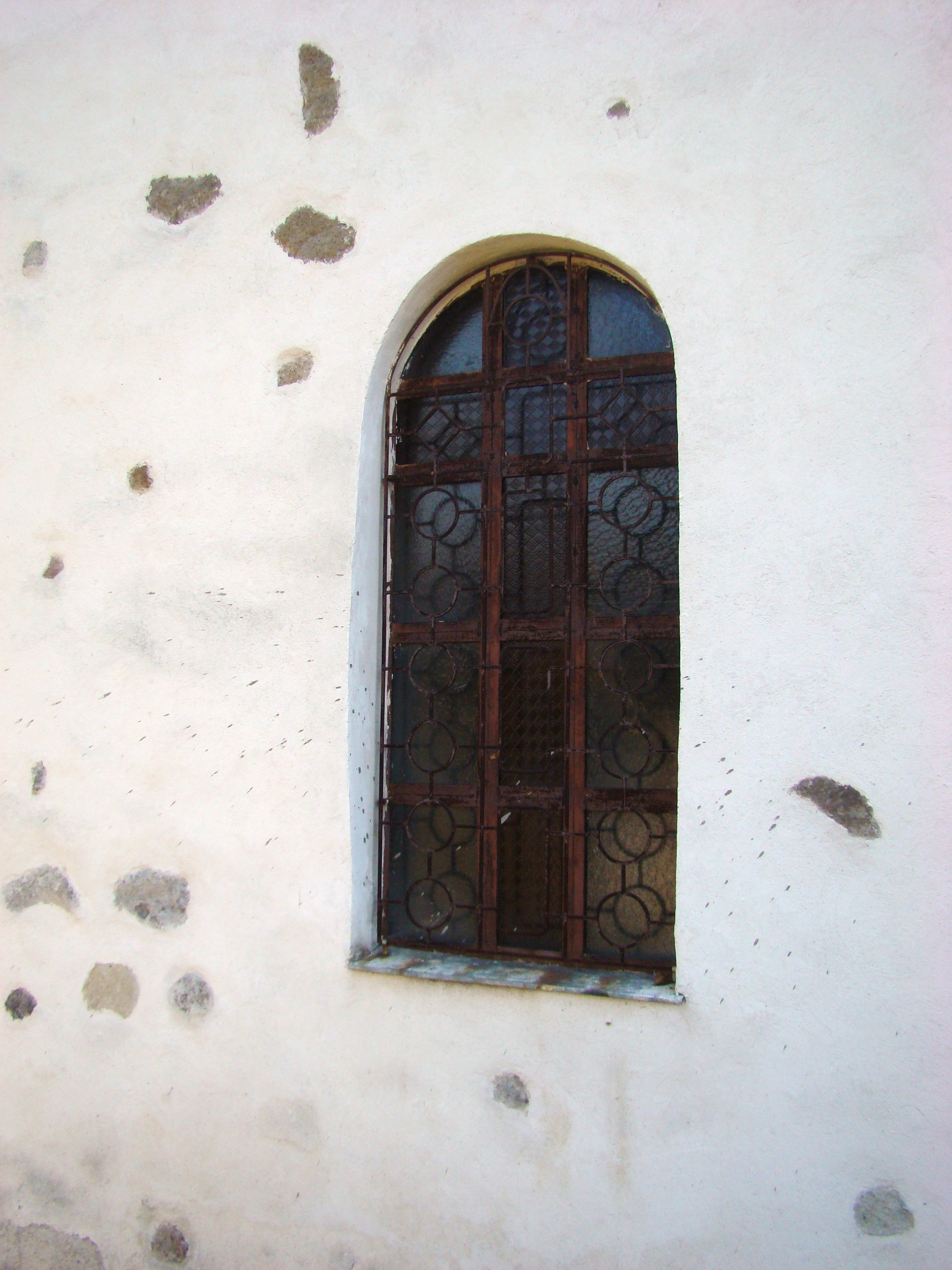
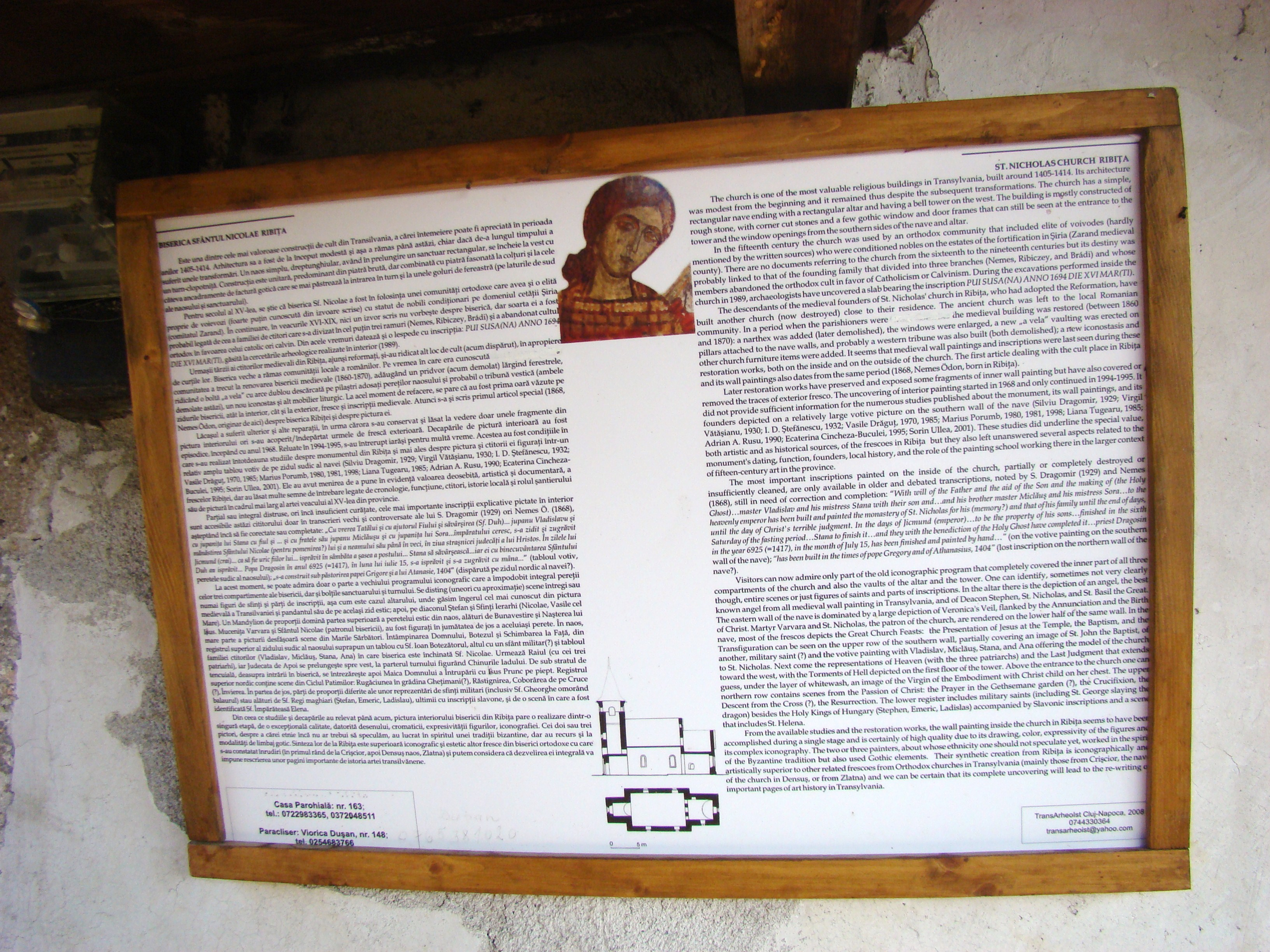

## Imagini din interior

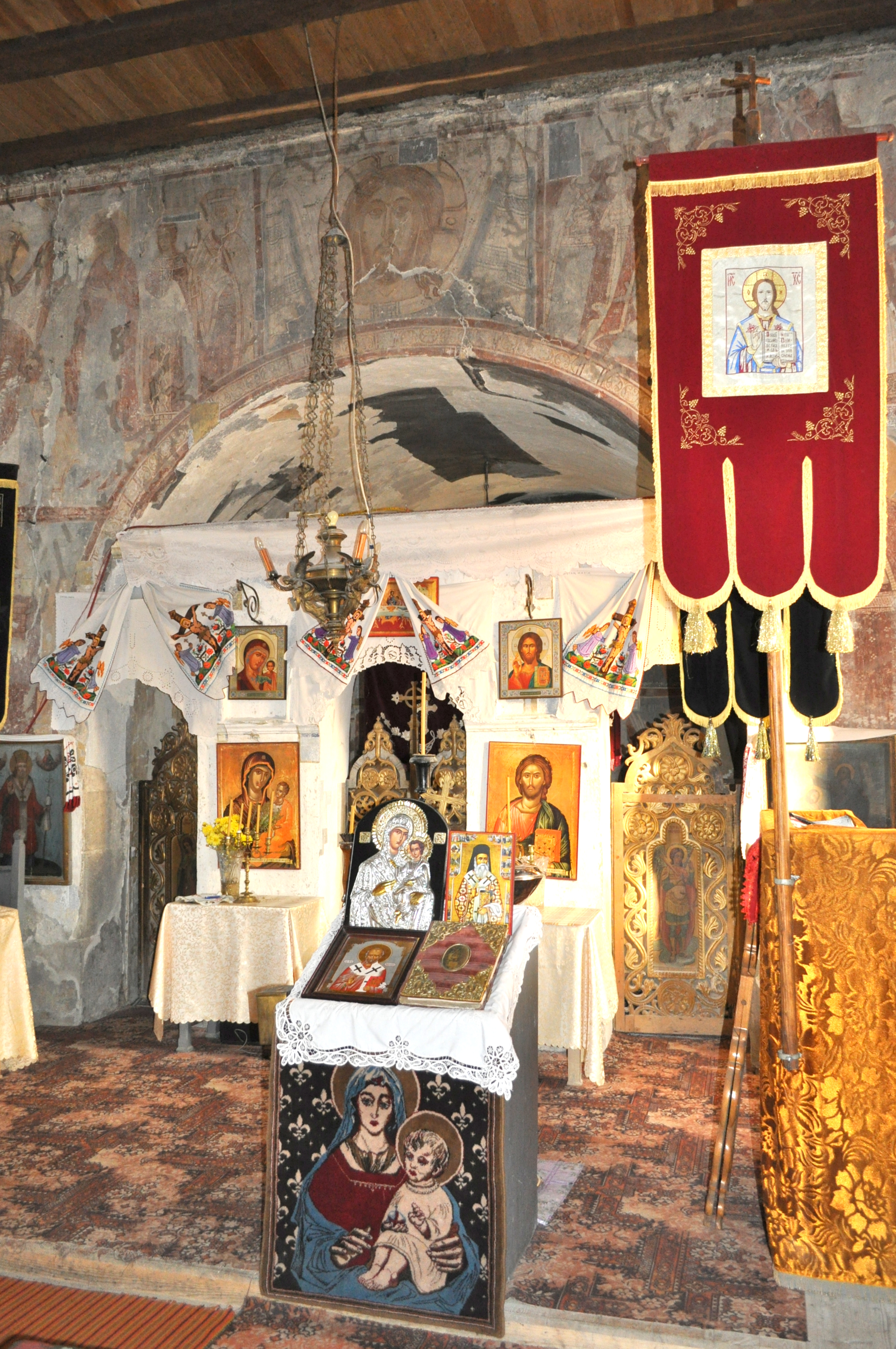
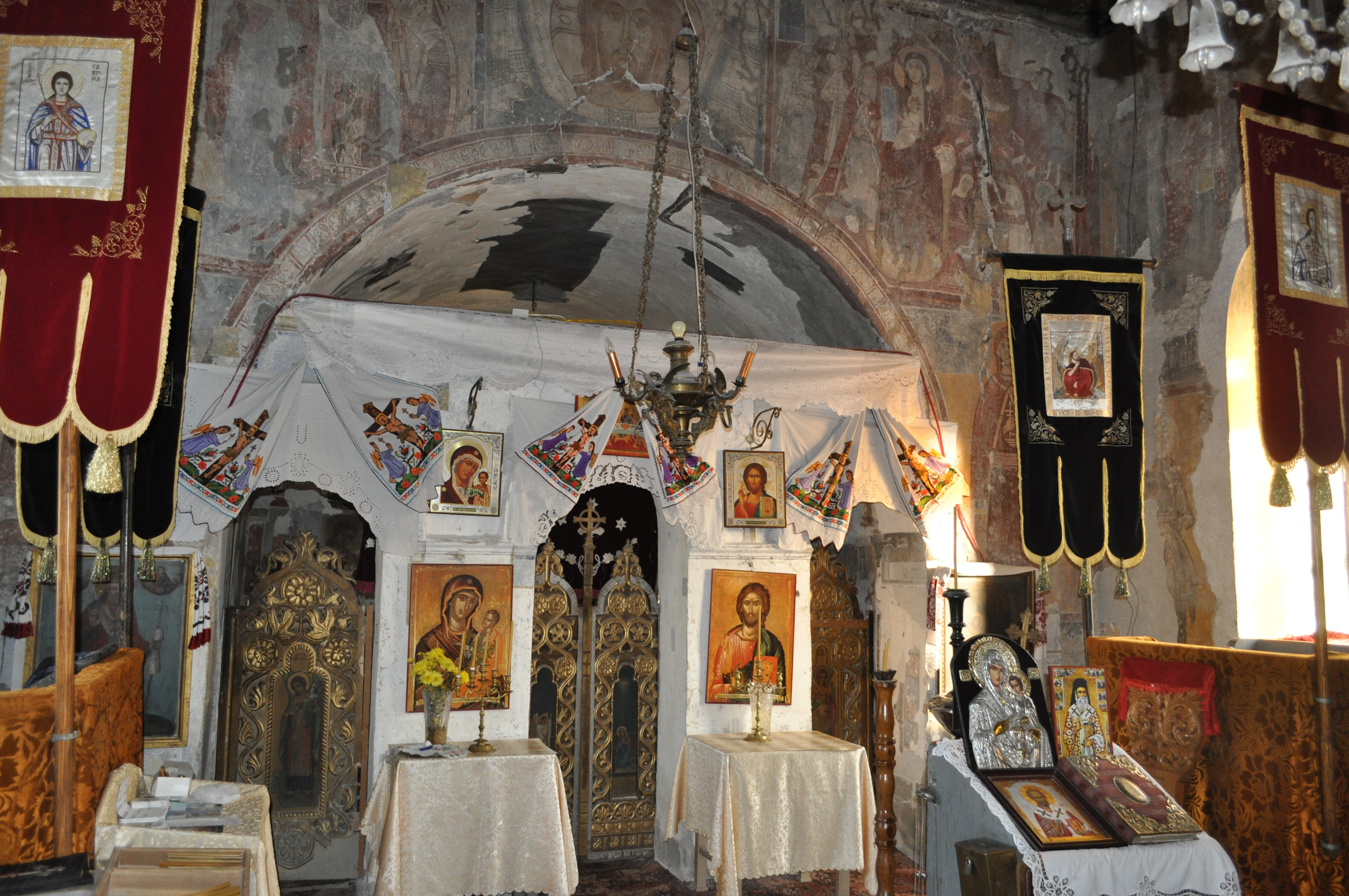
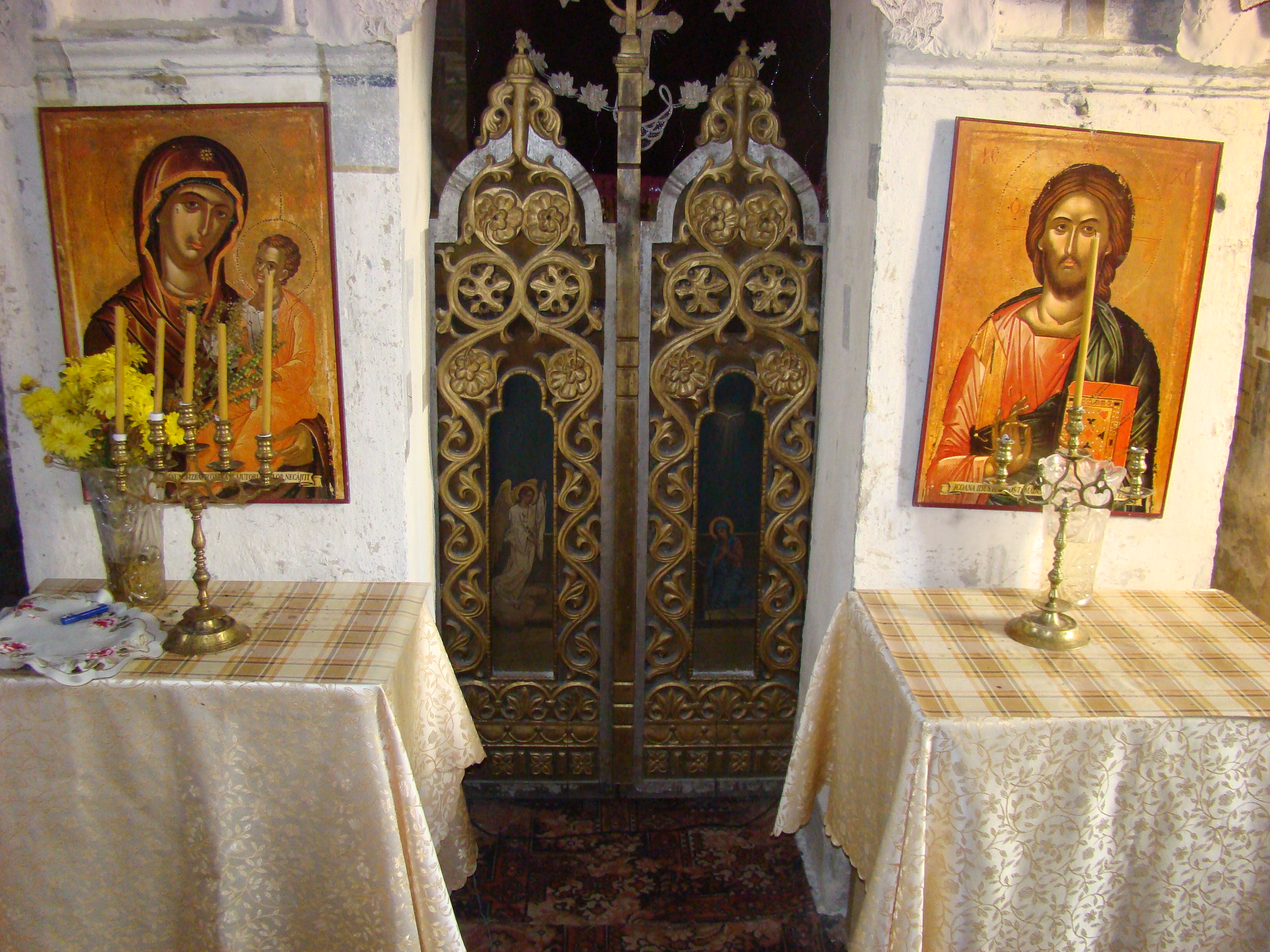
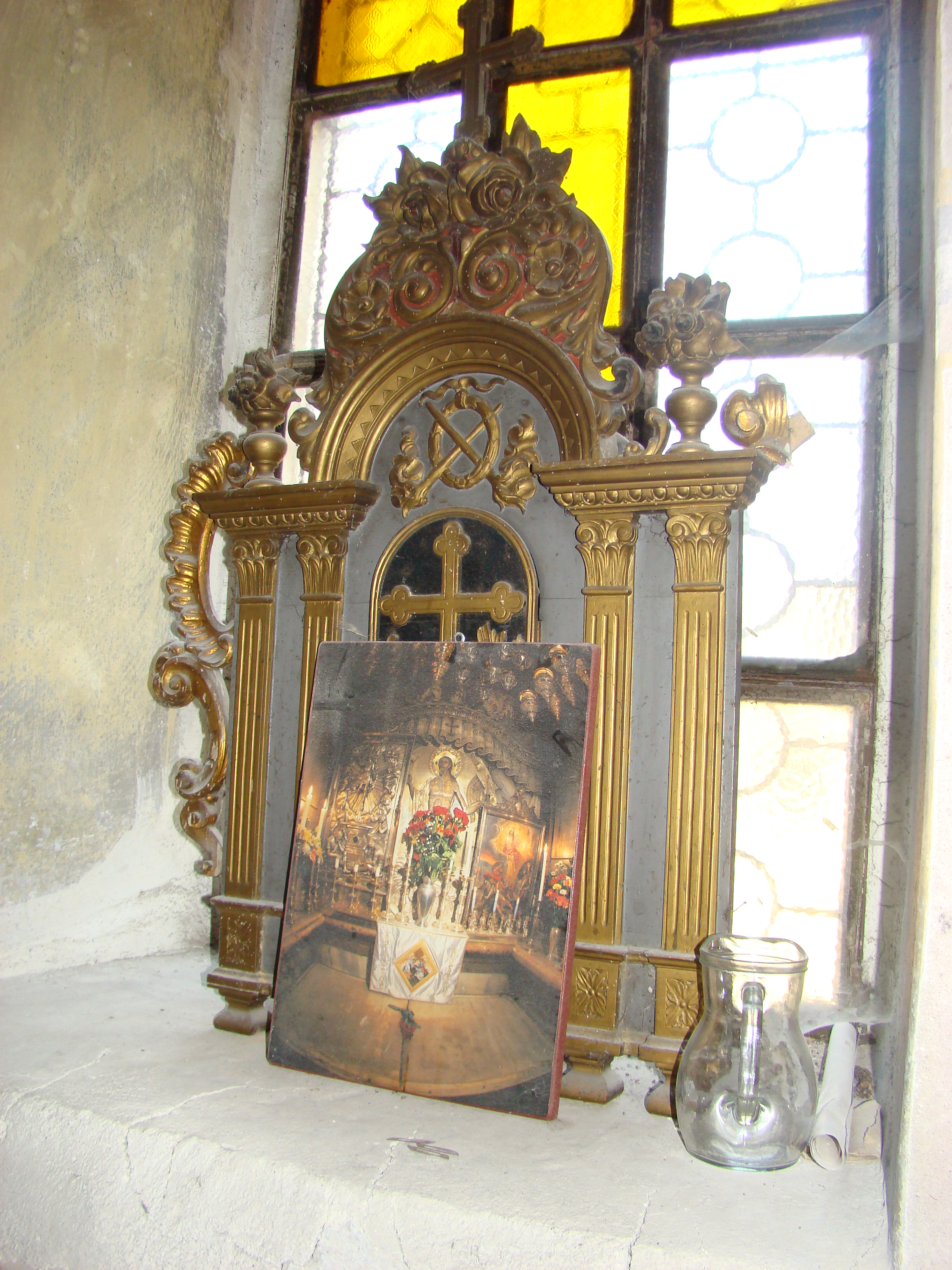
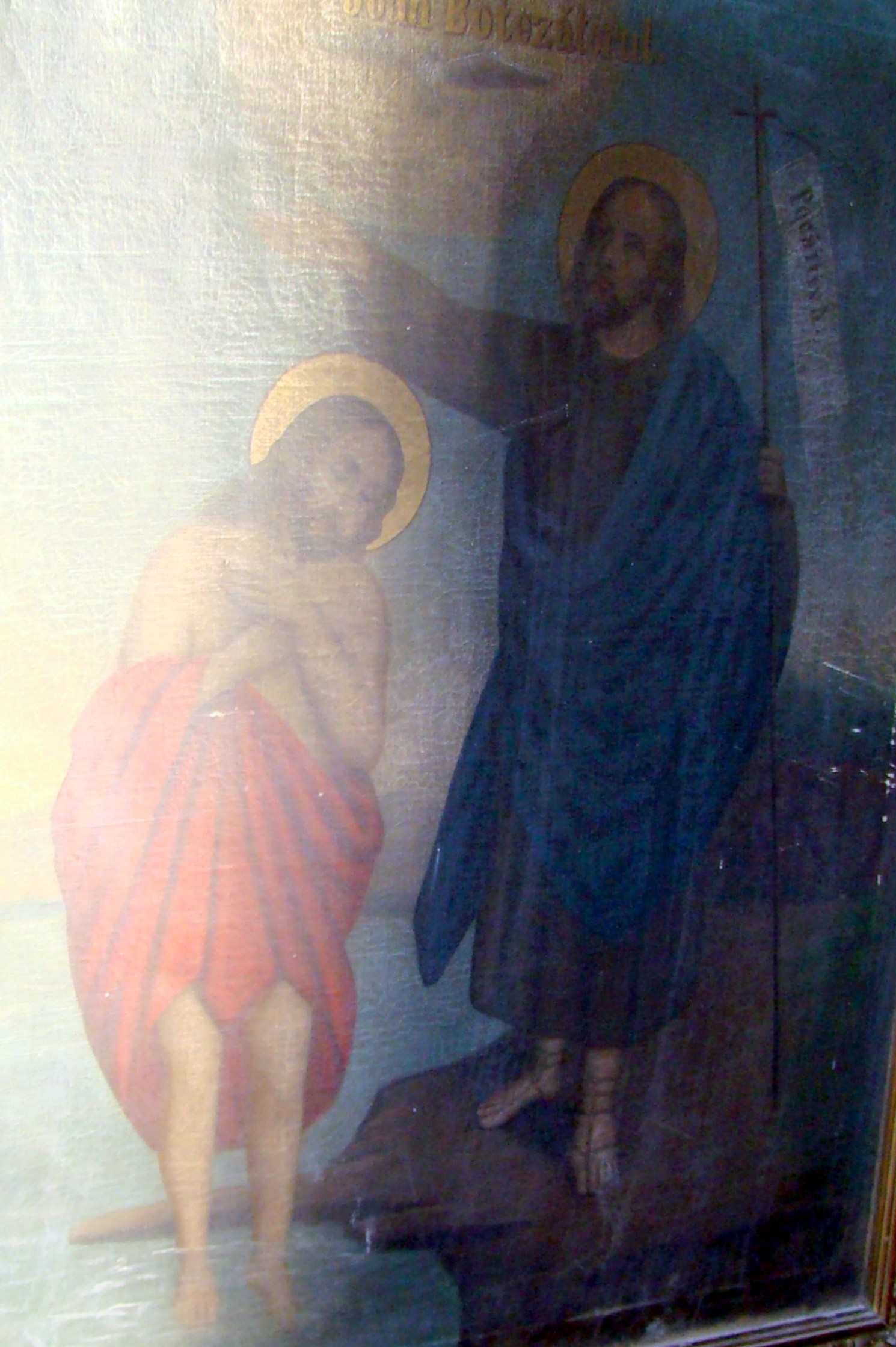
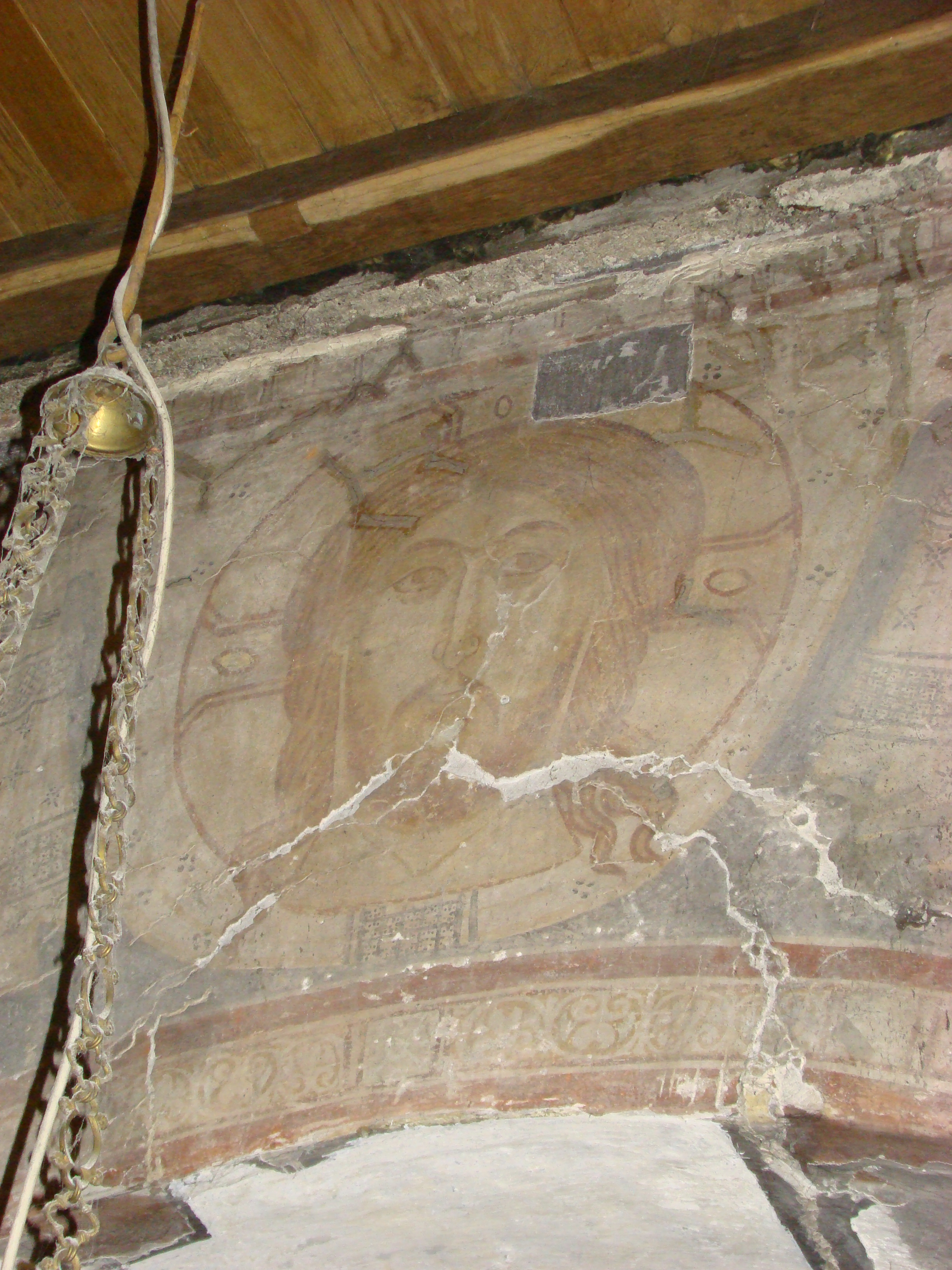
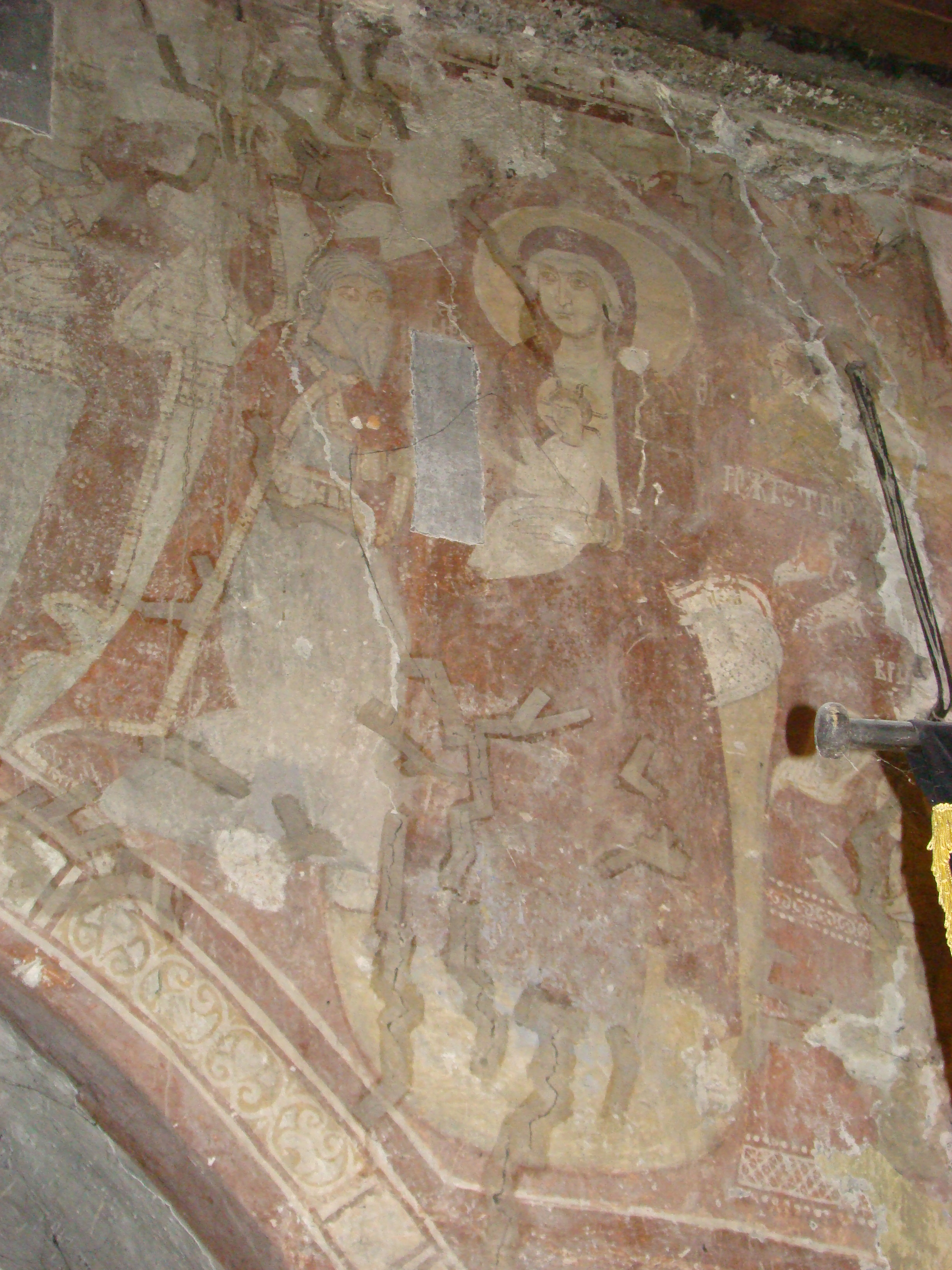
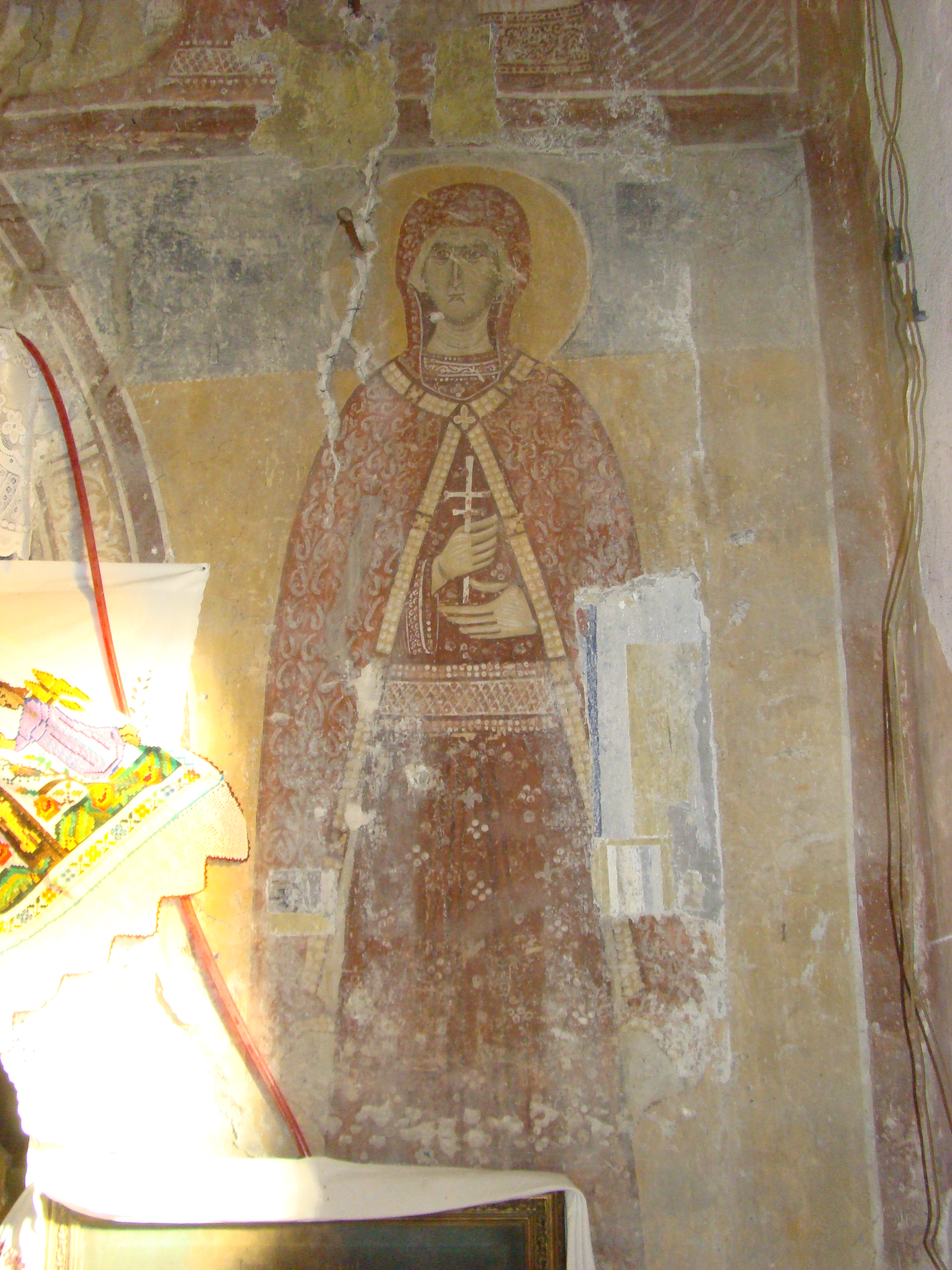
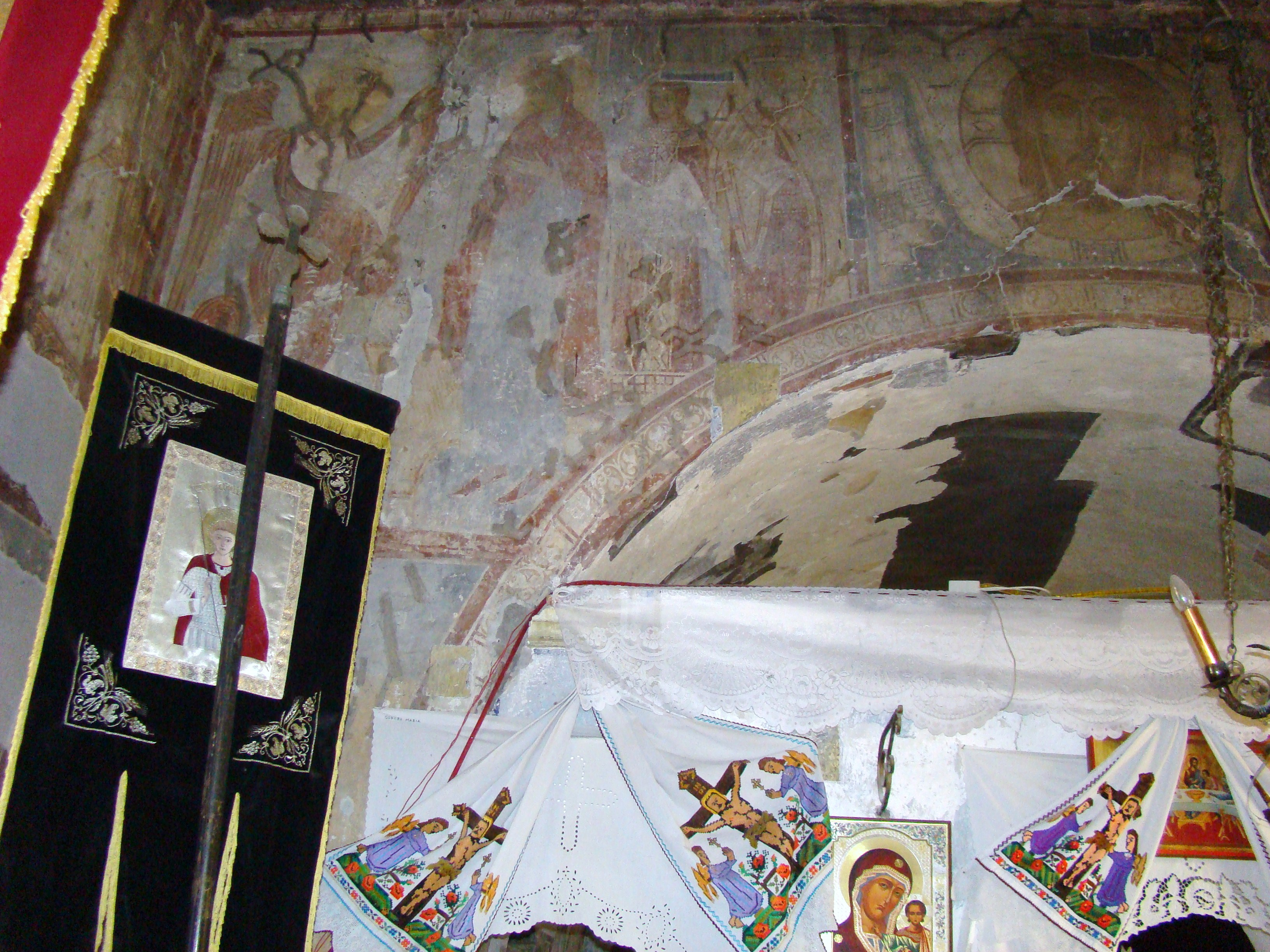
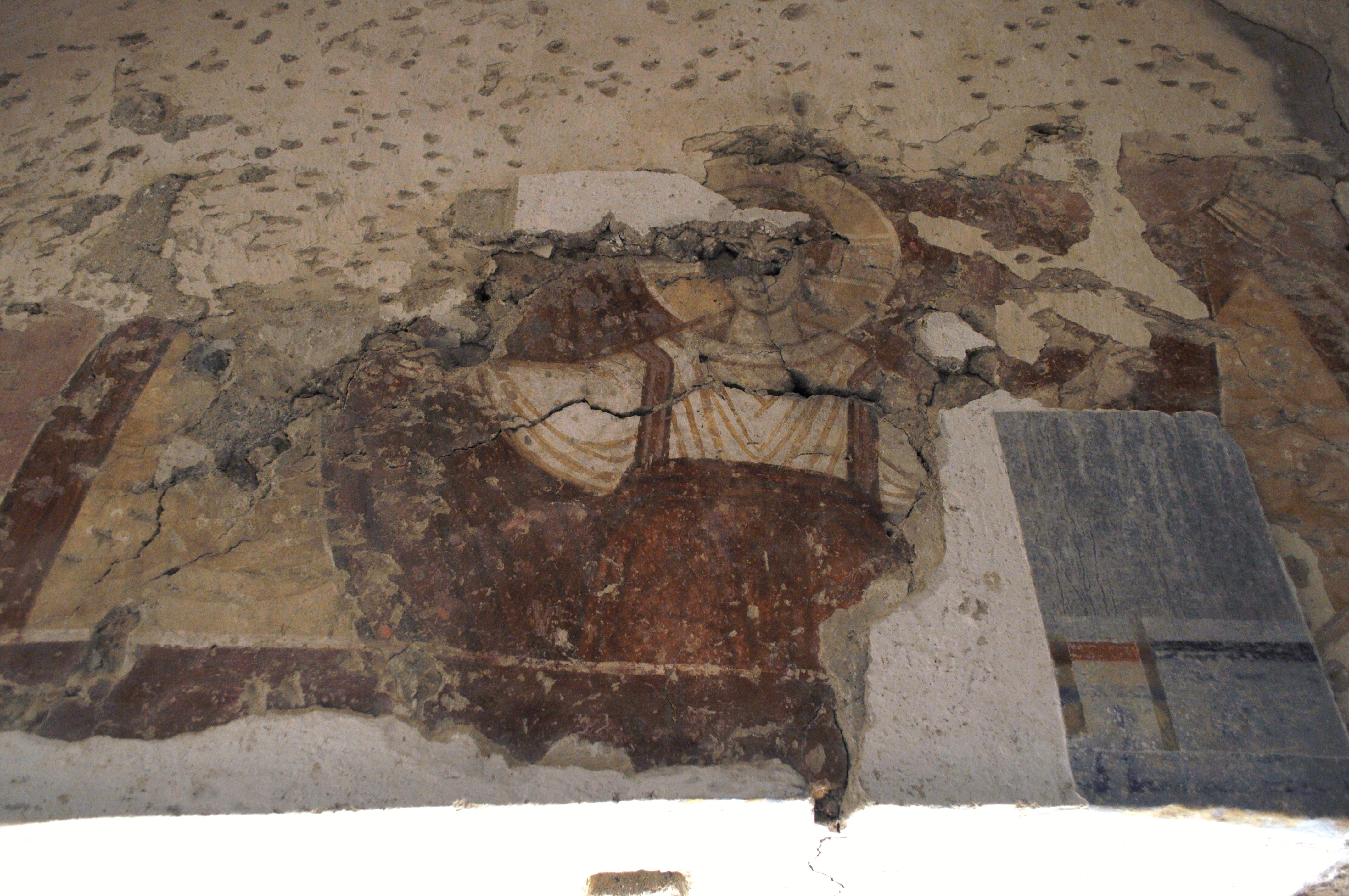
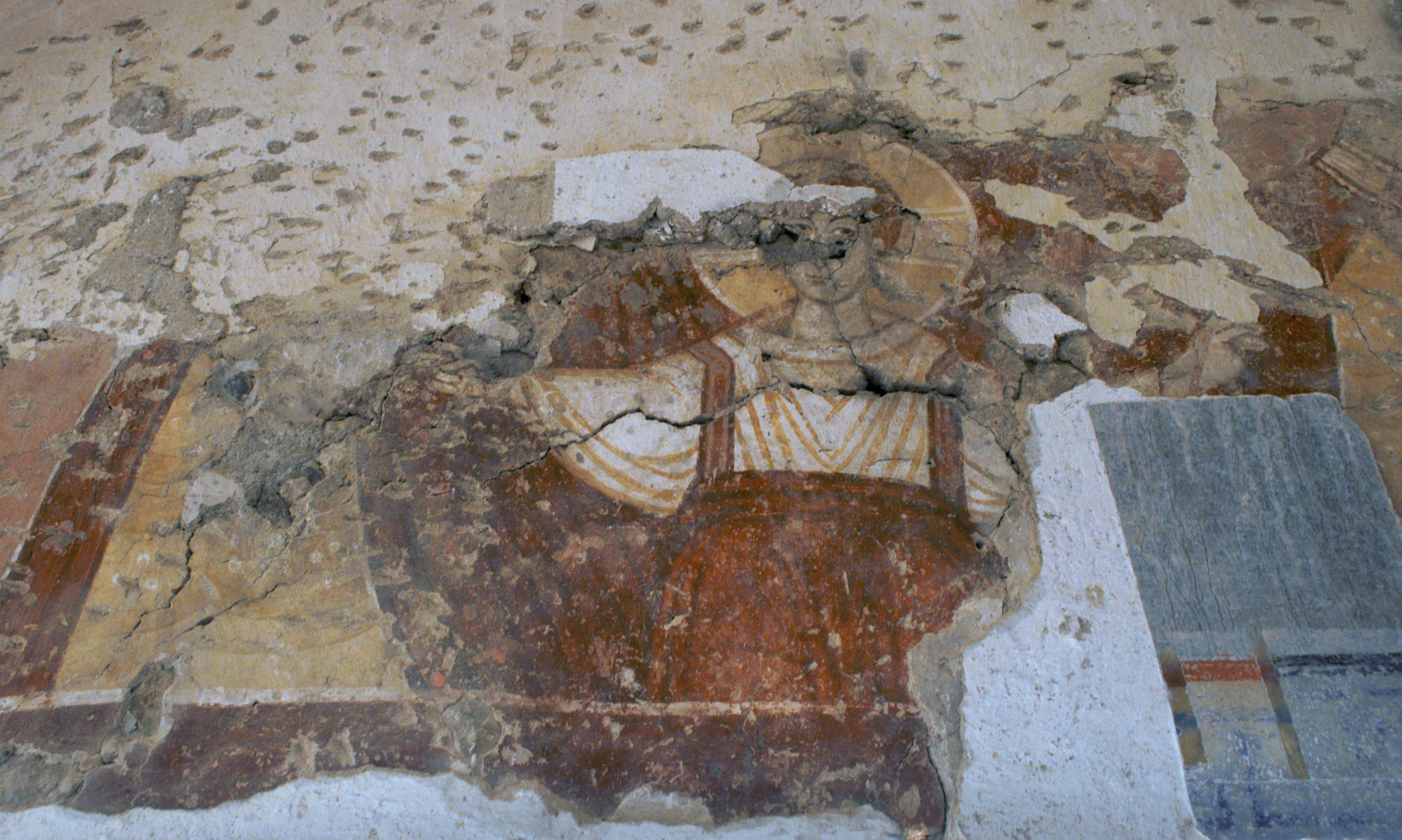
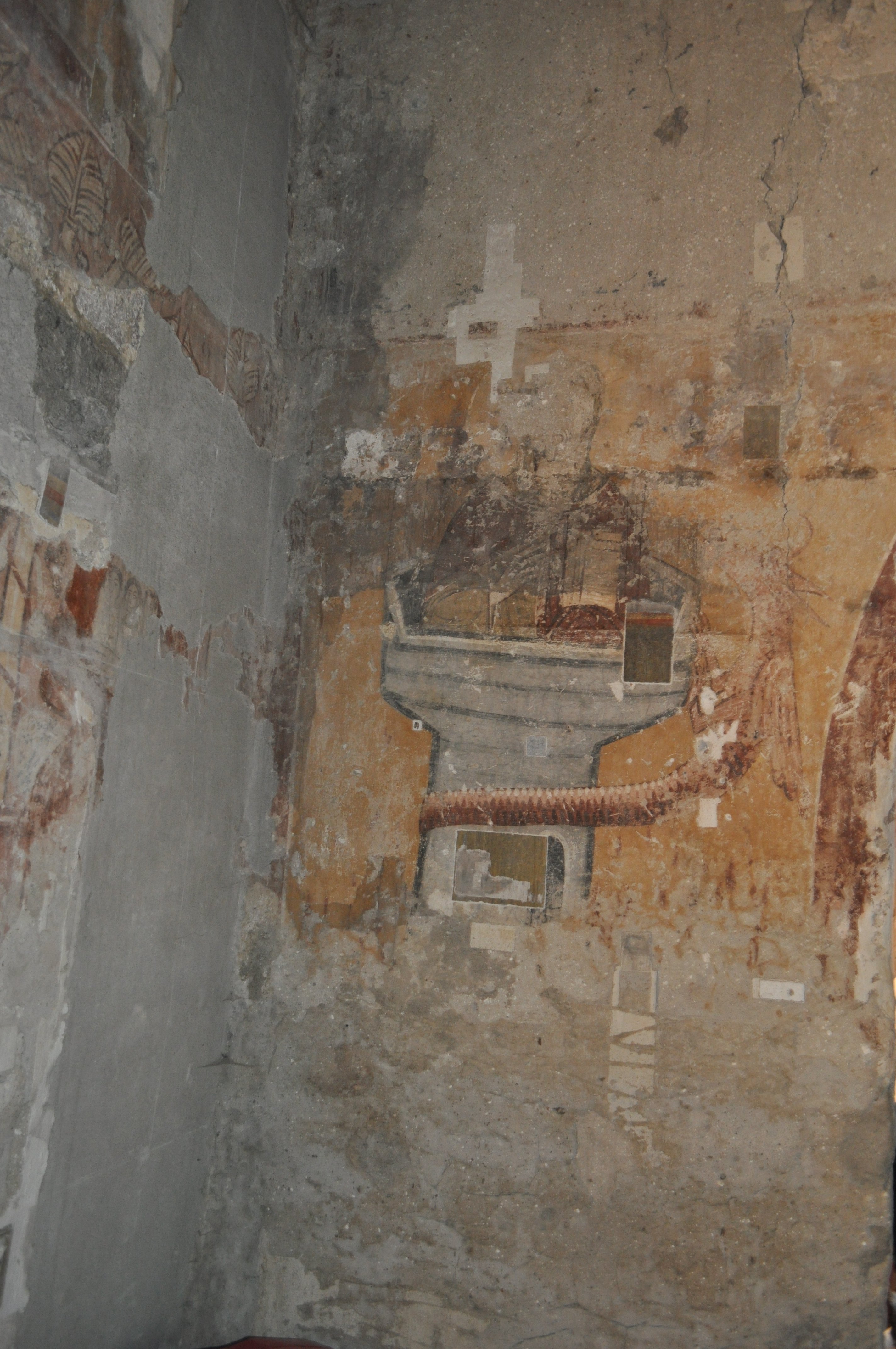
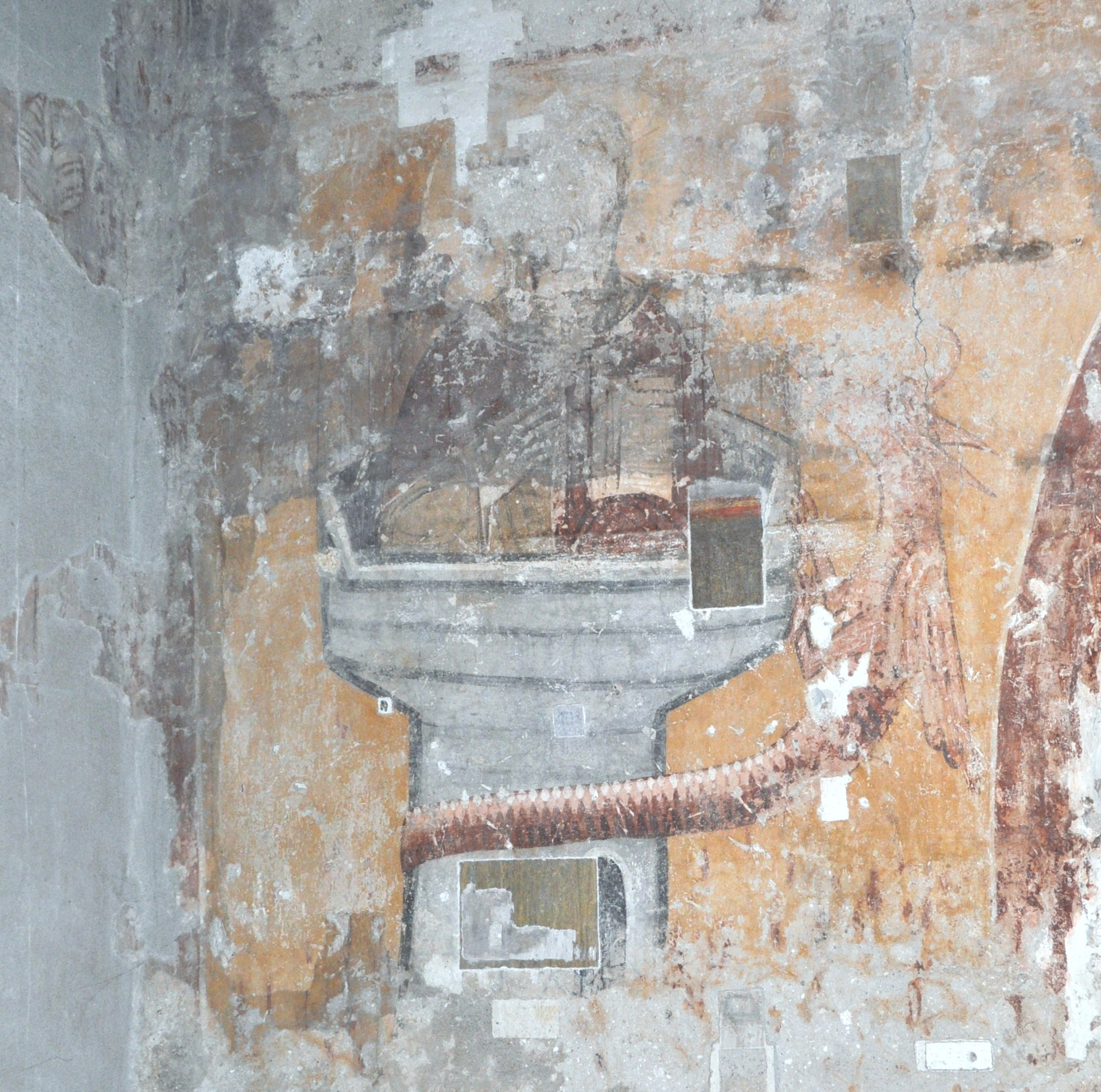
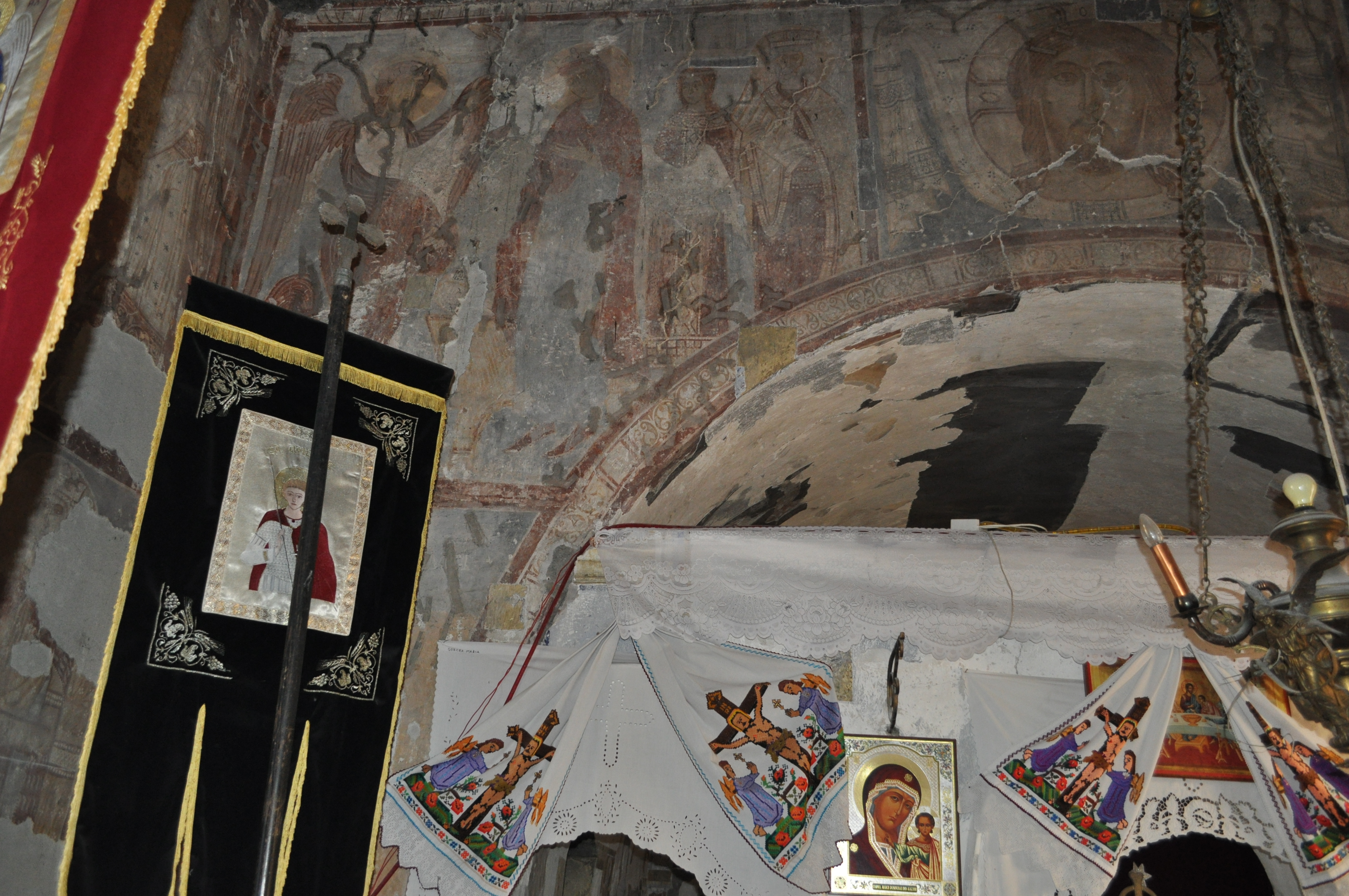
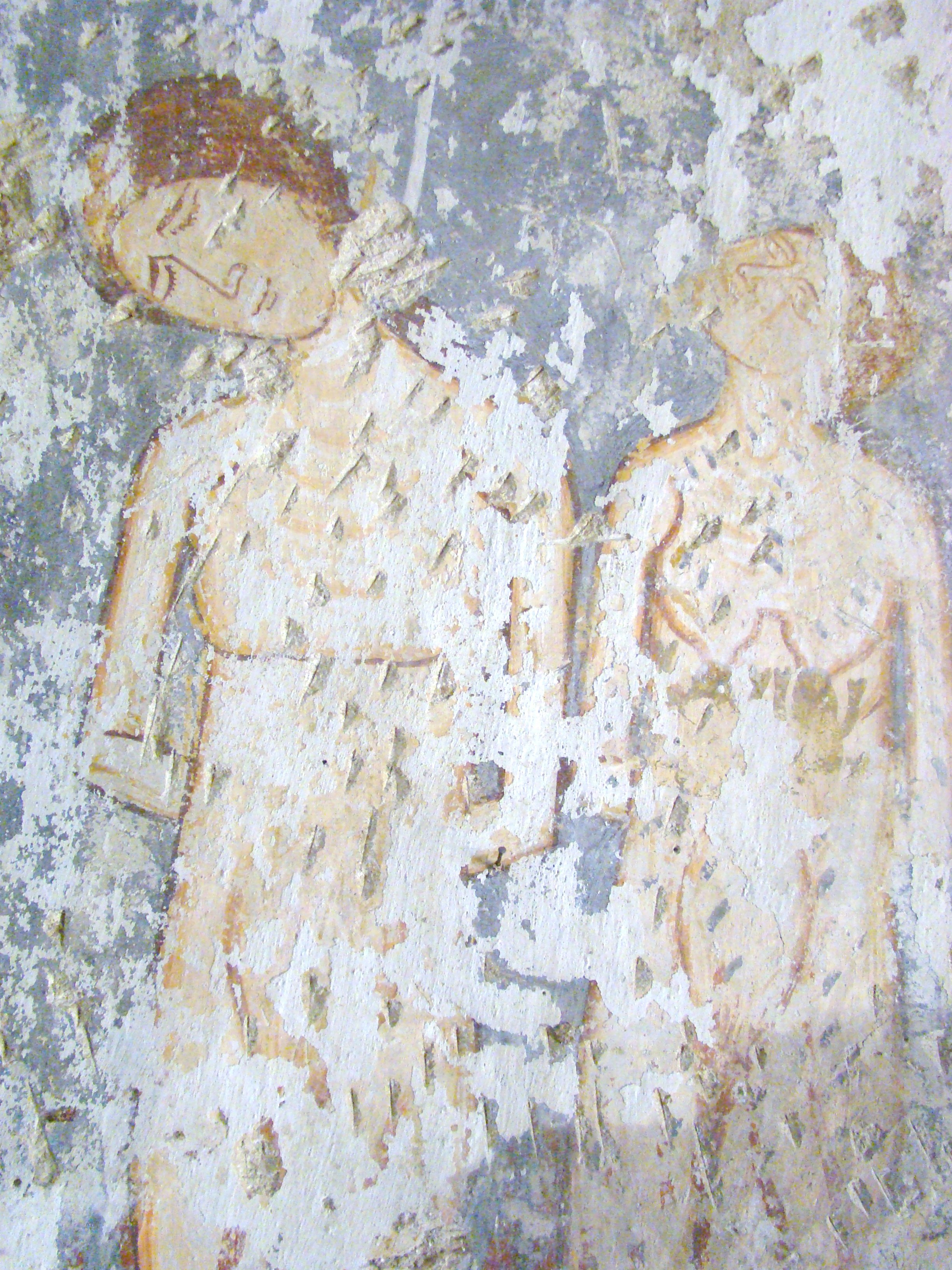
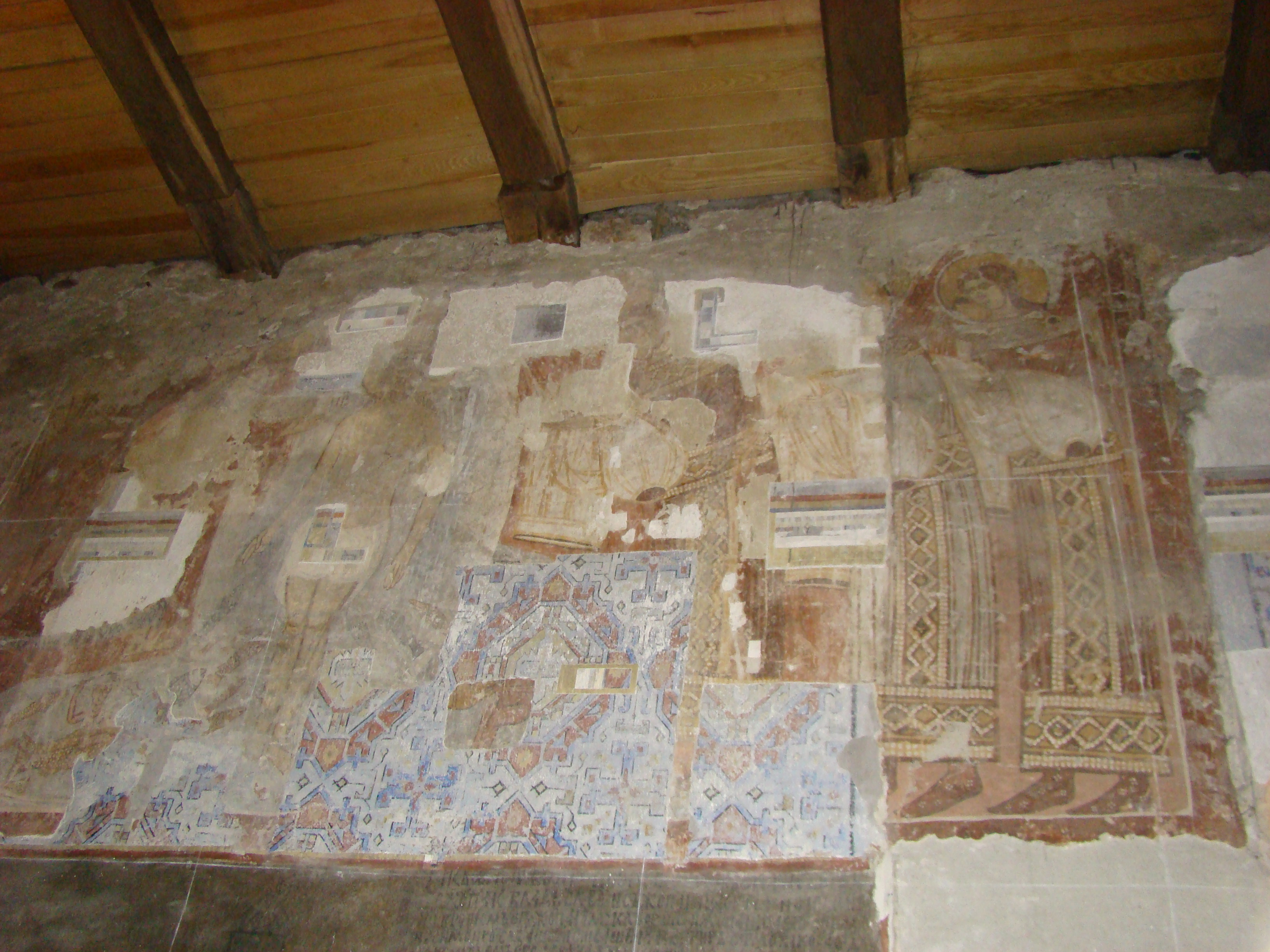
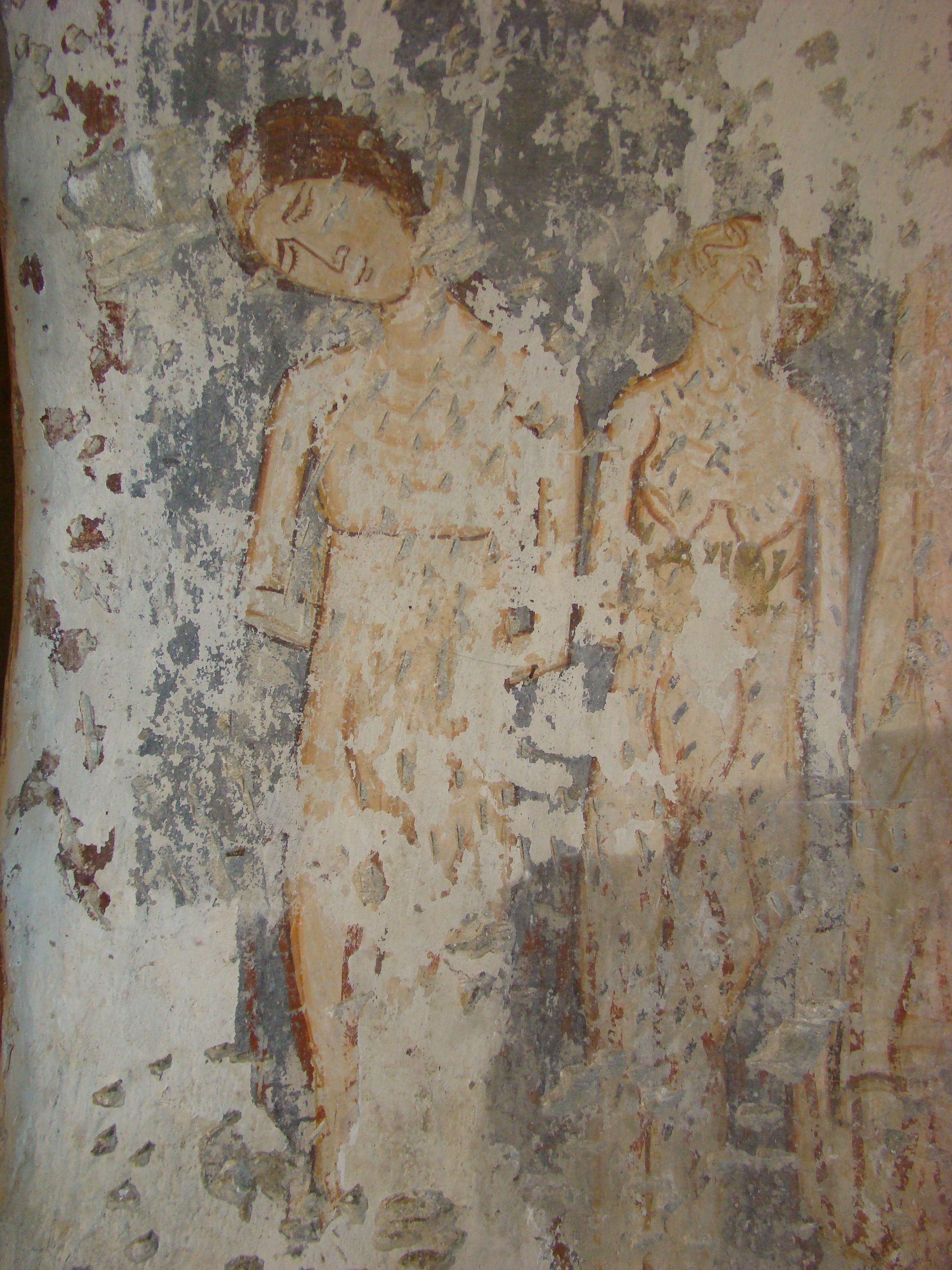
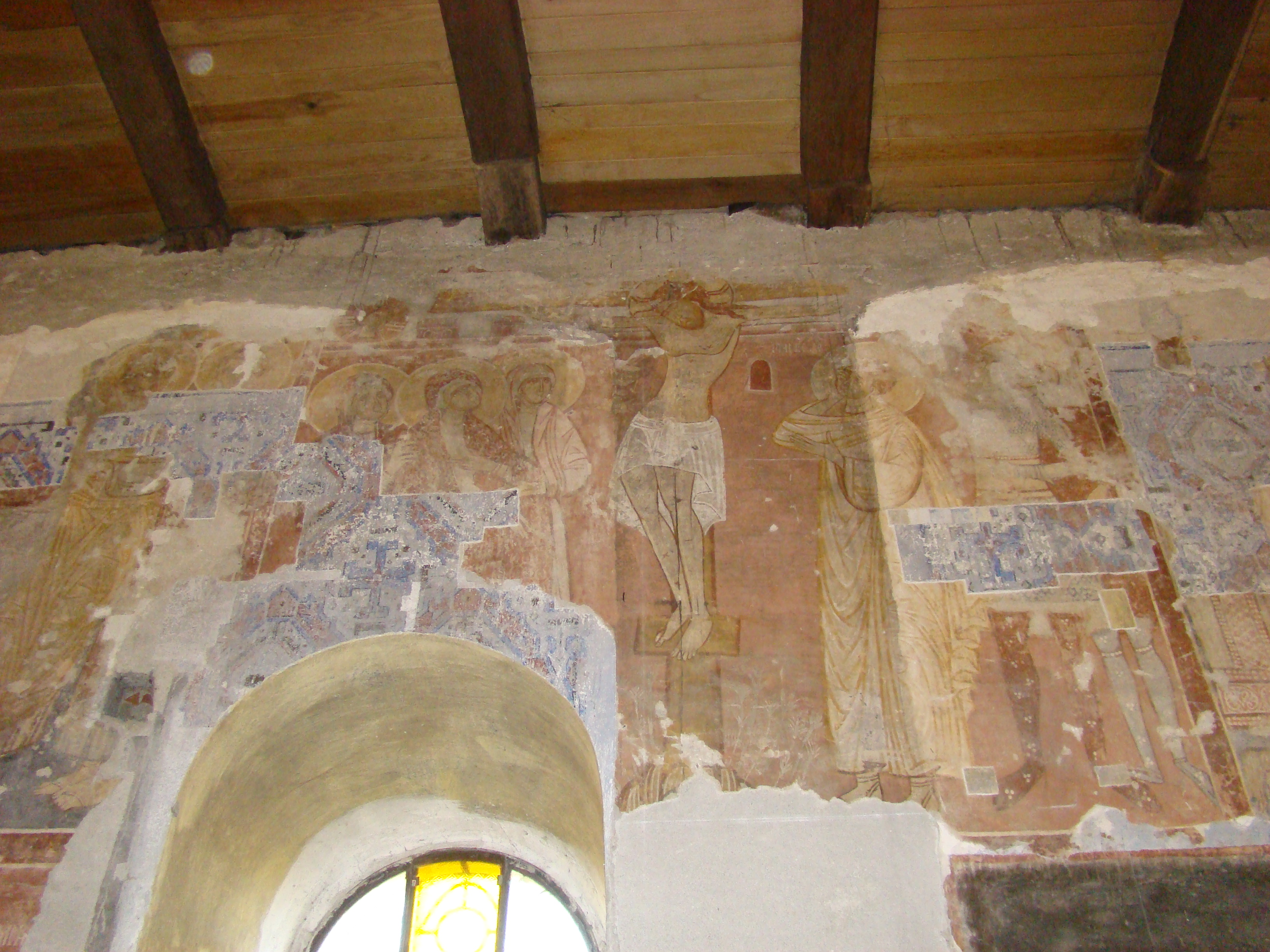
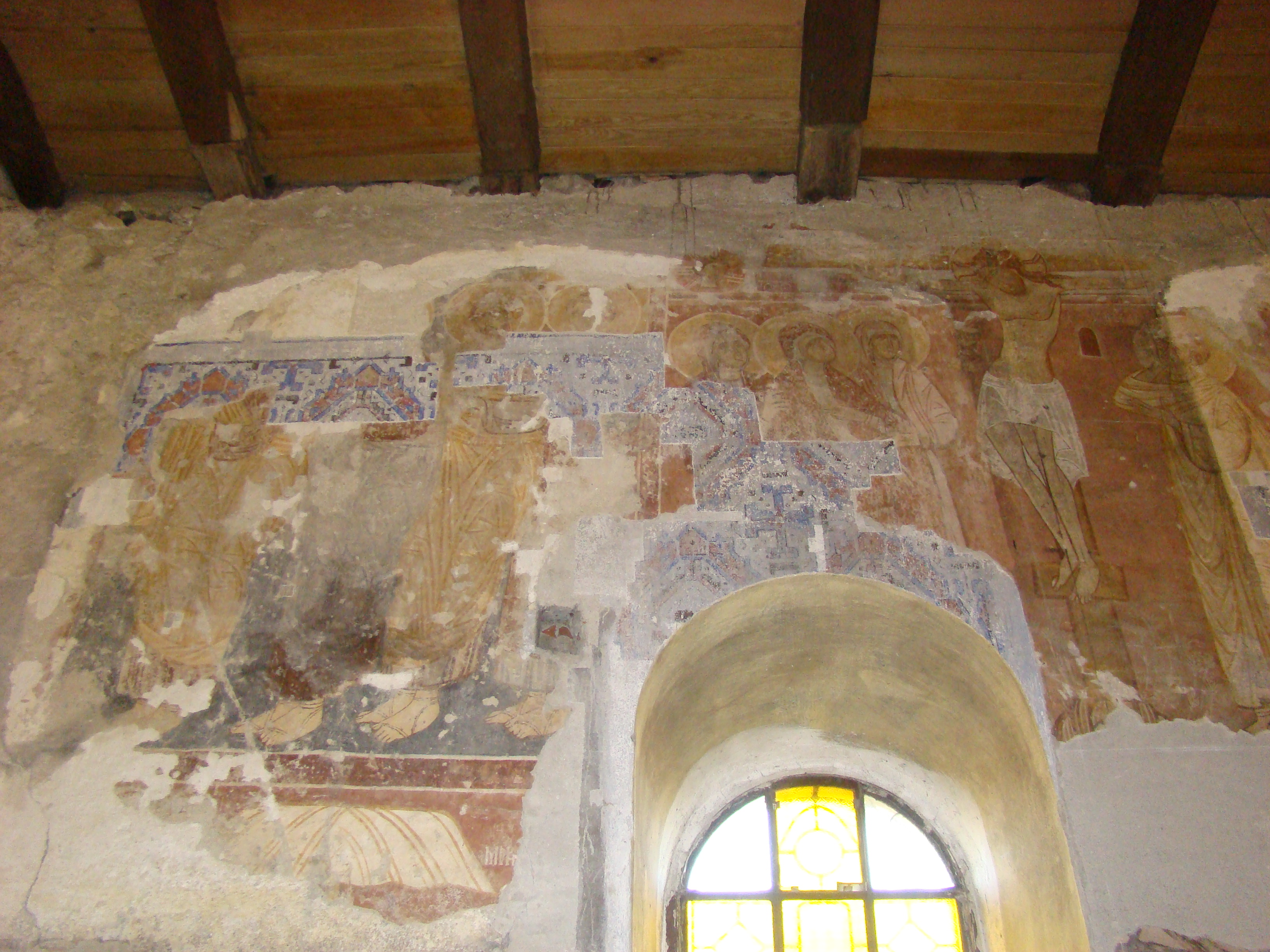
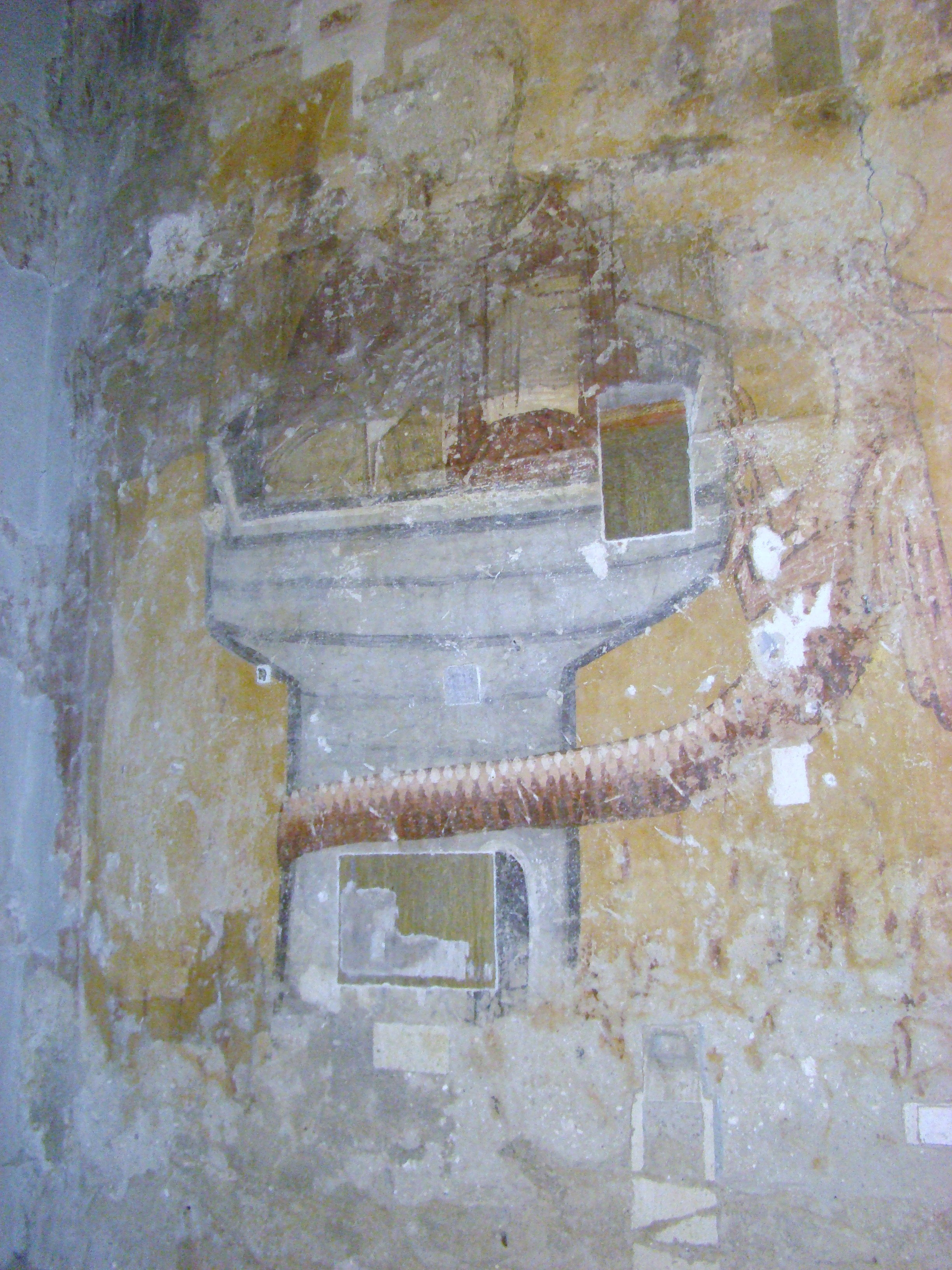
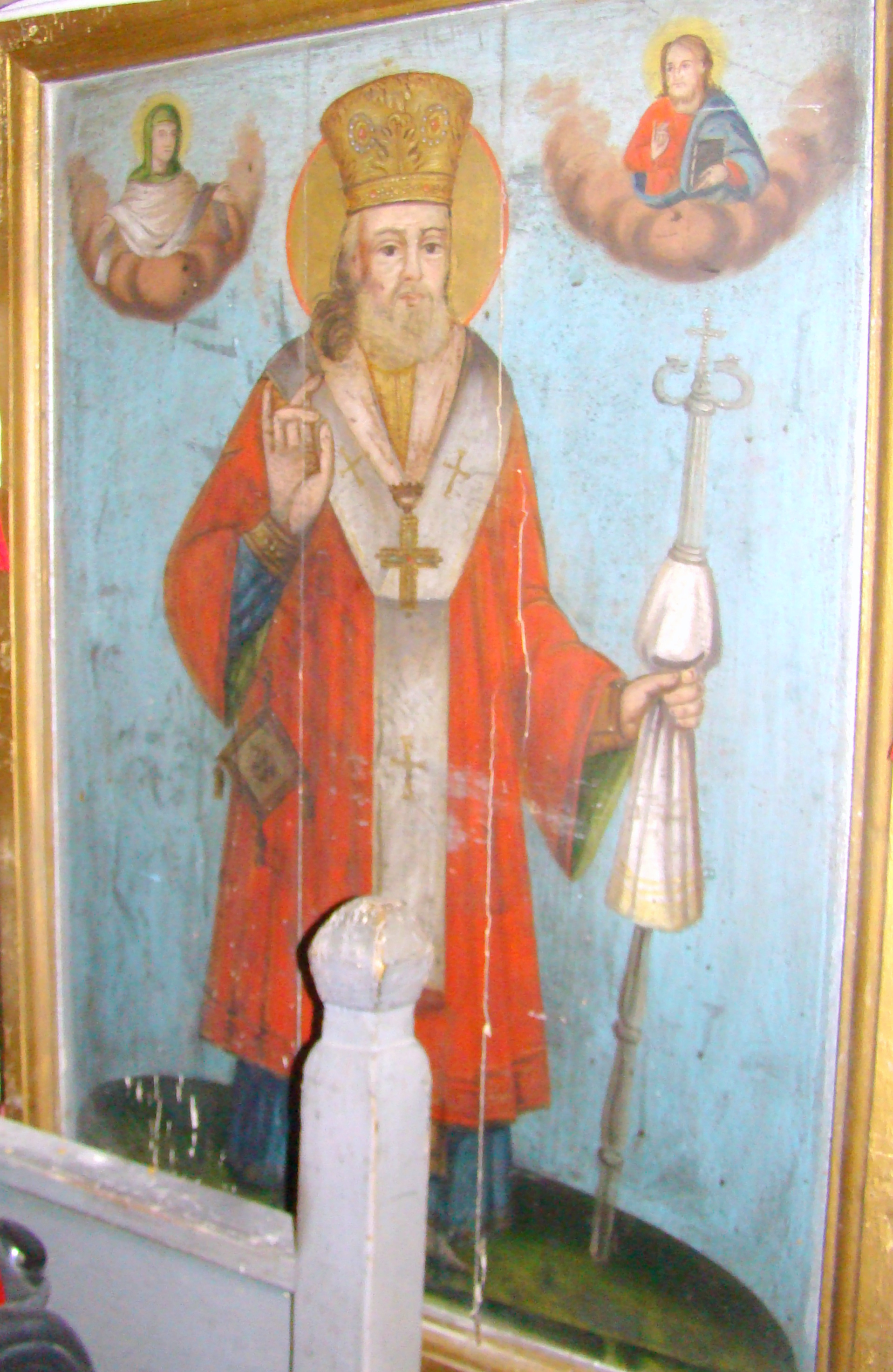
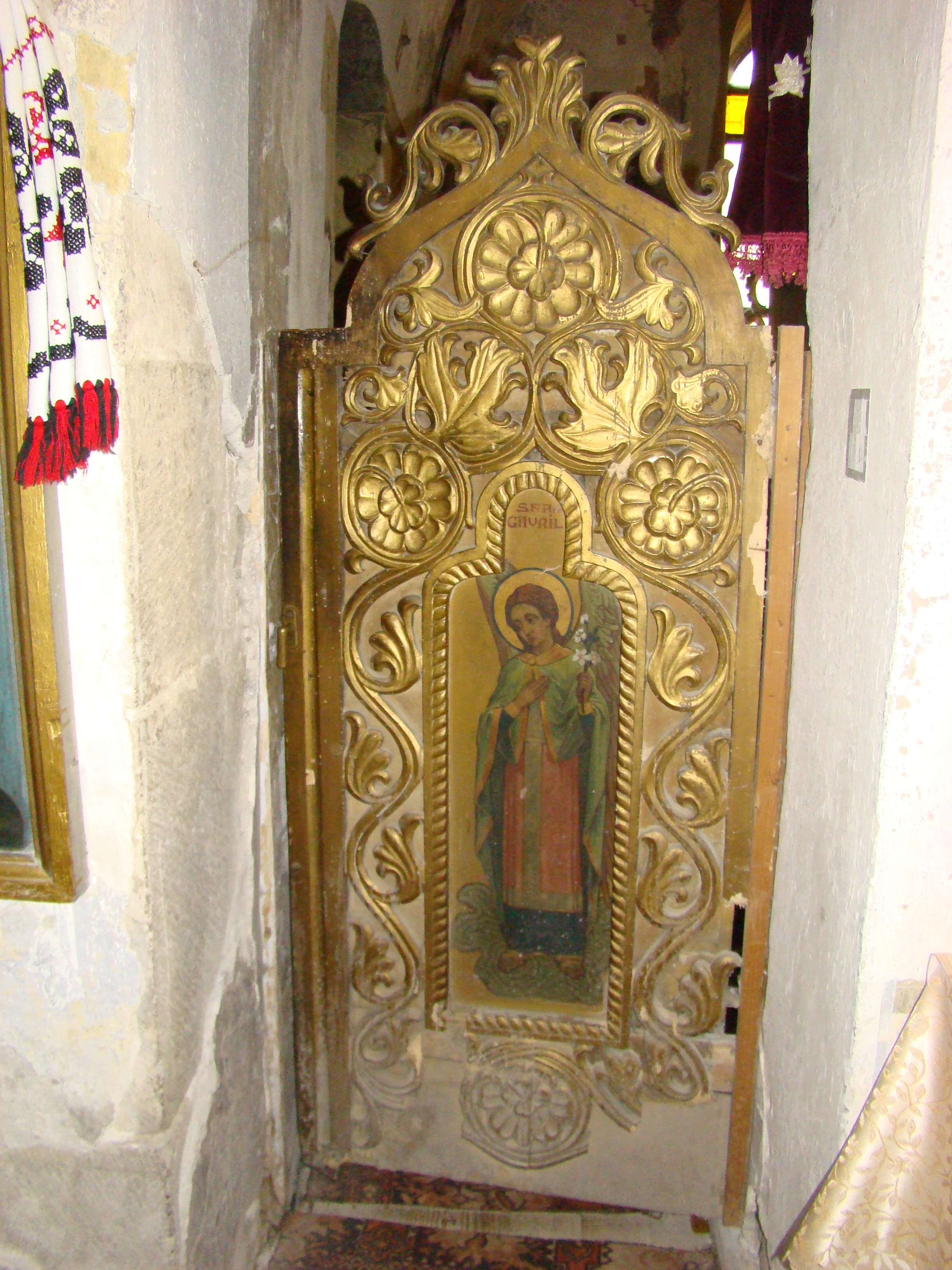
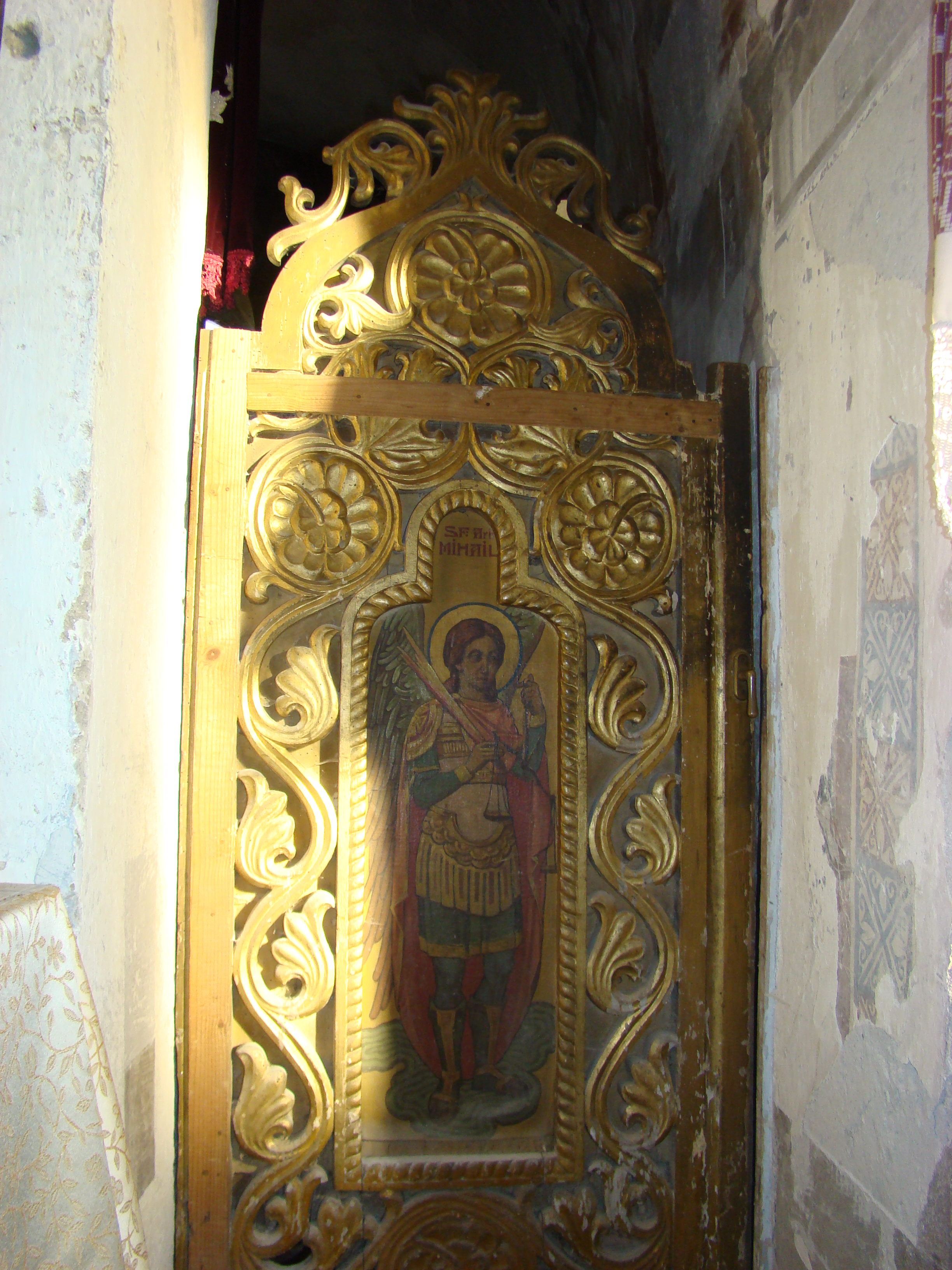
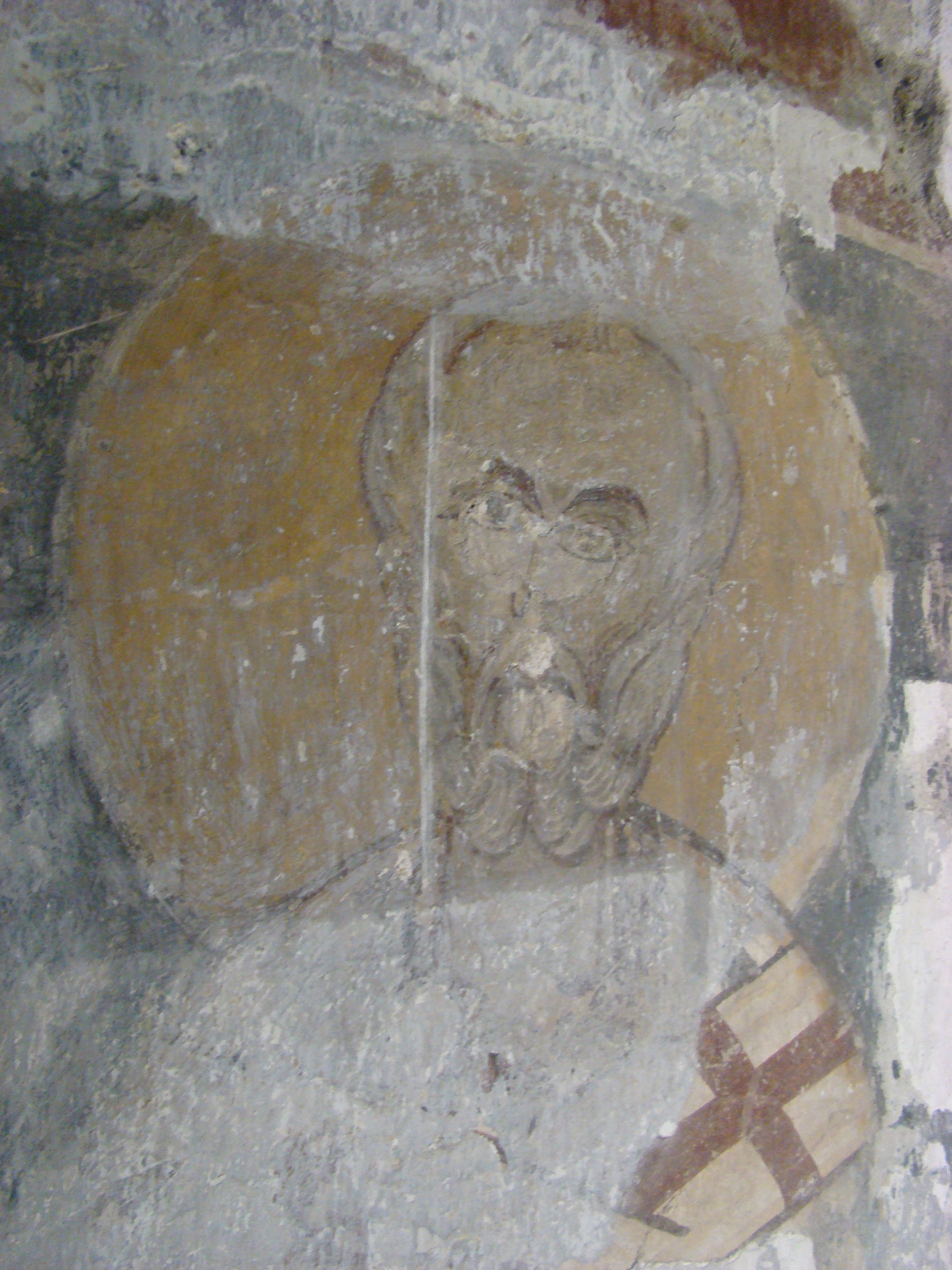
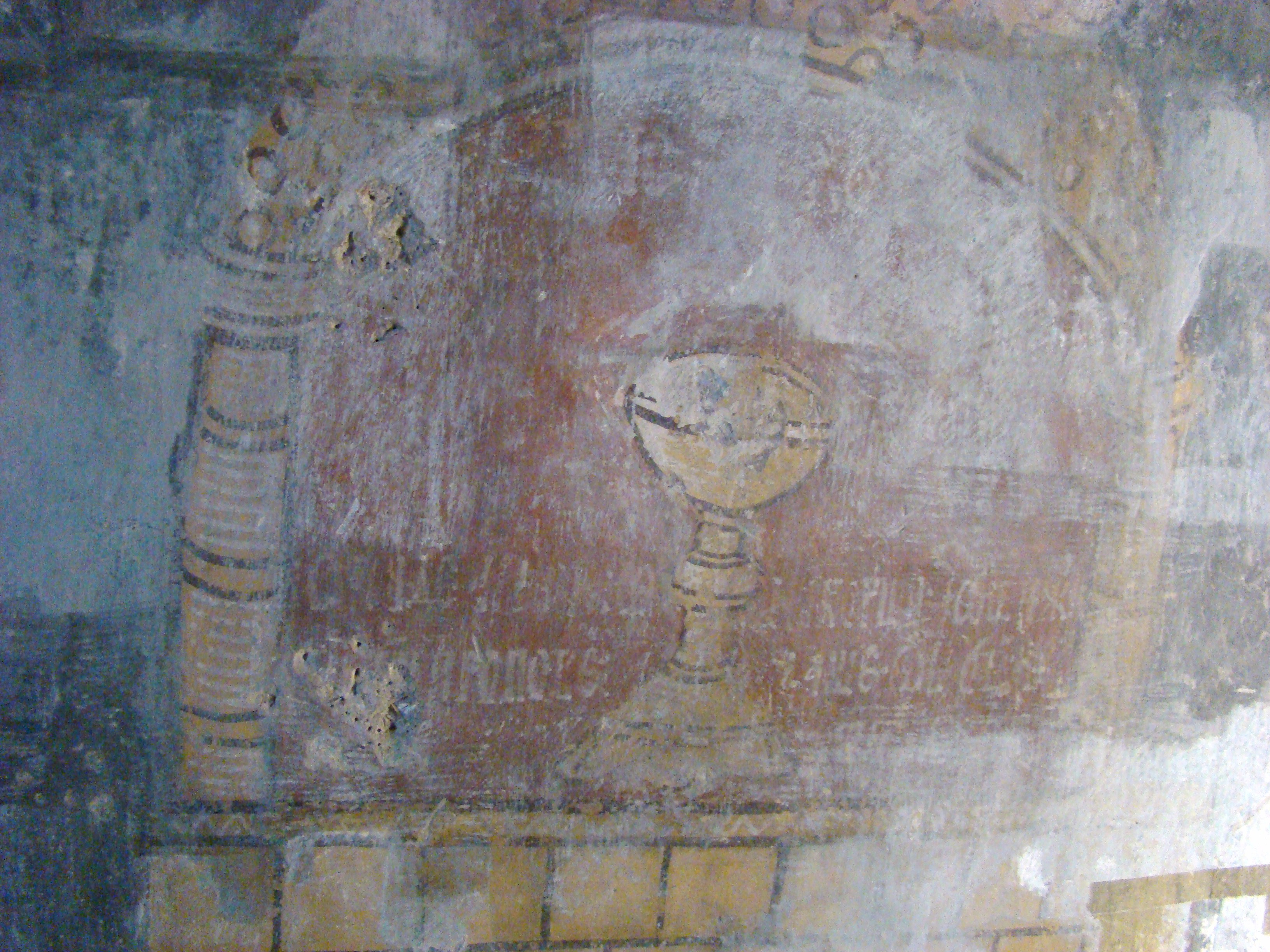
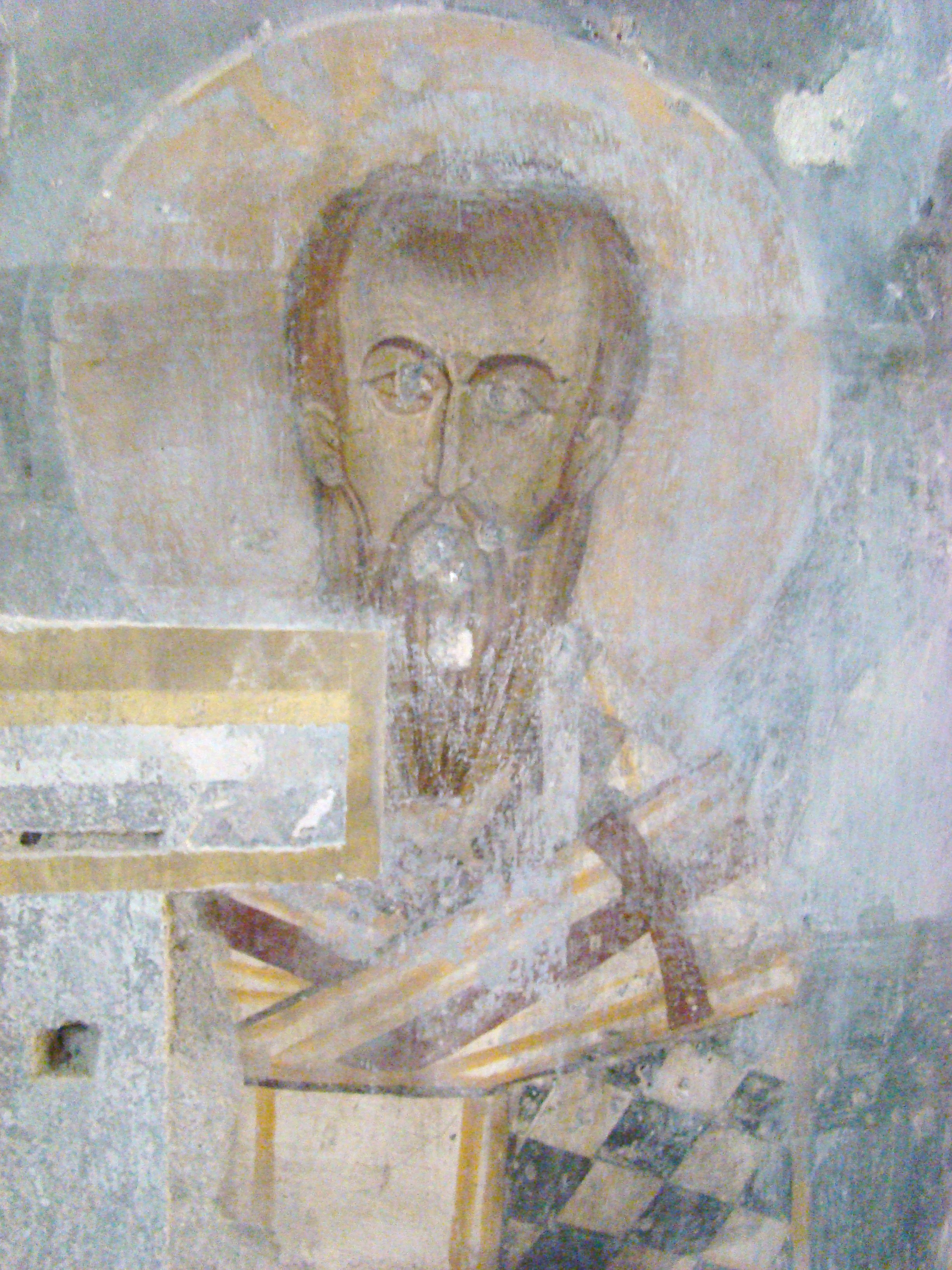
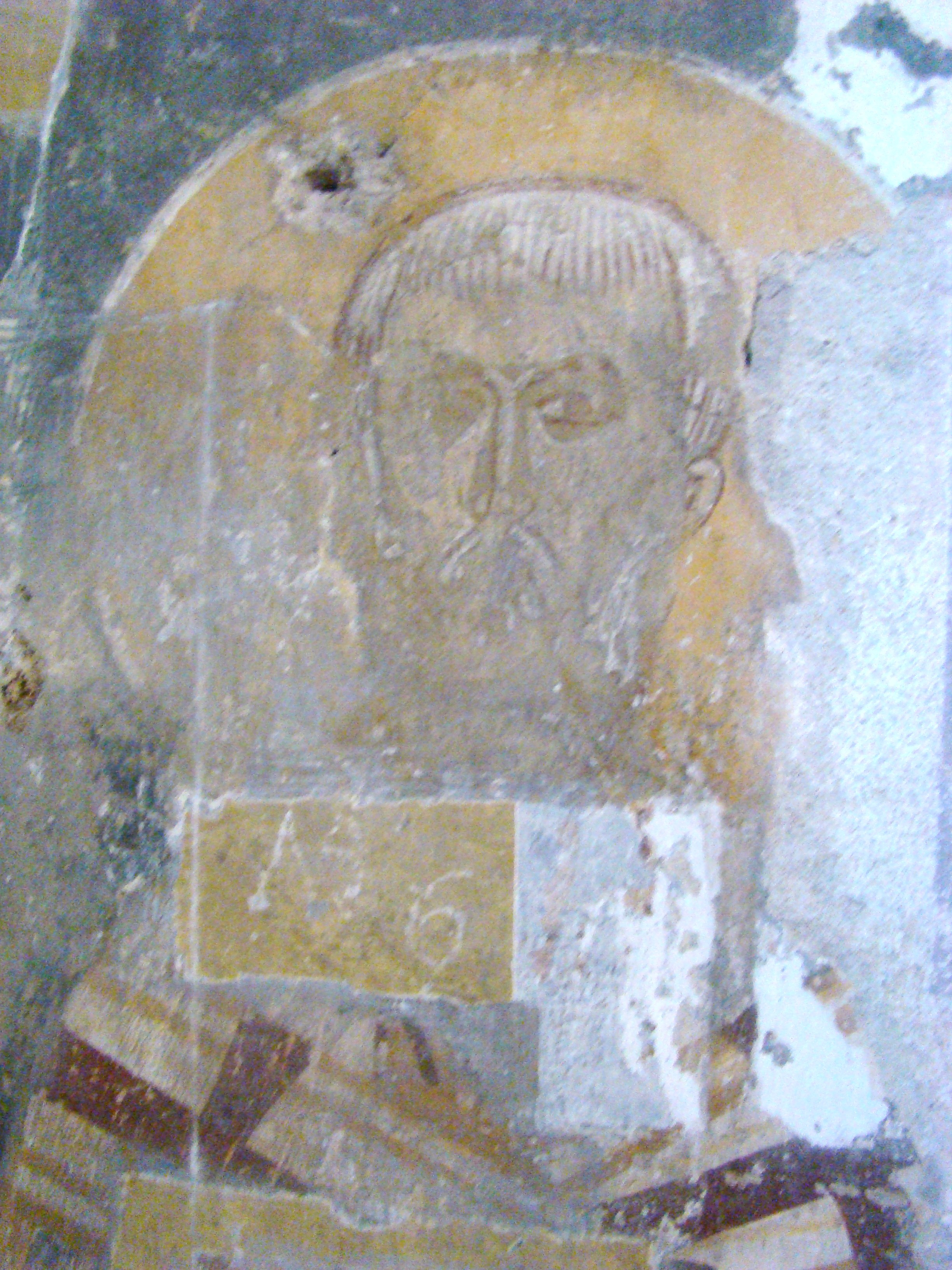
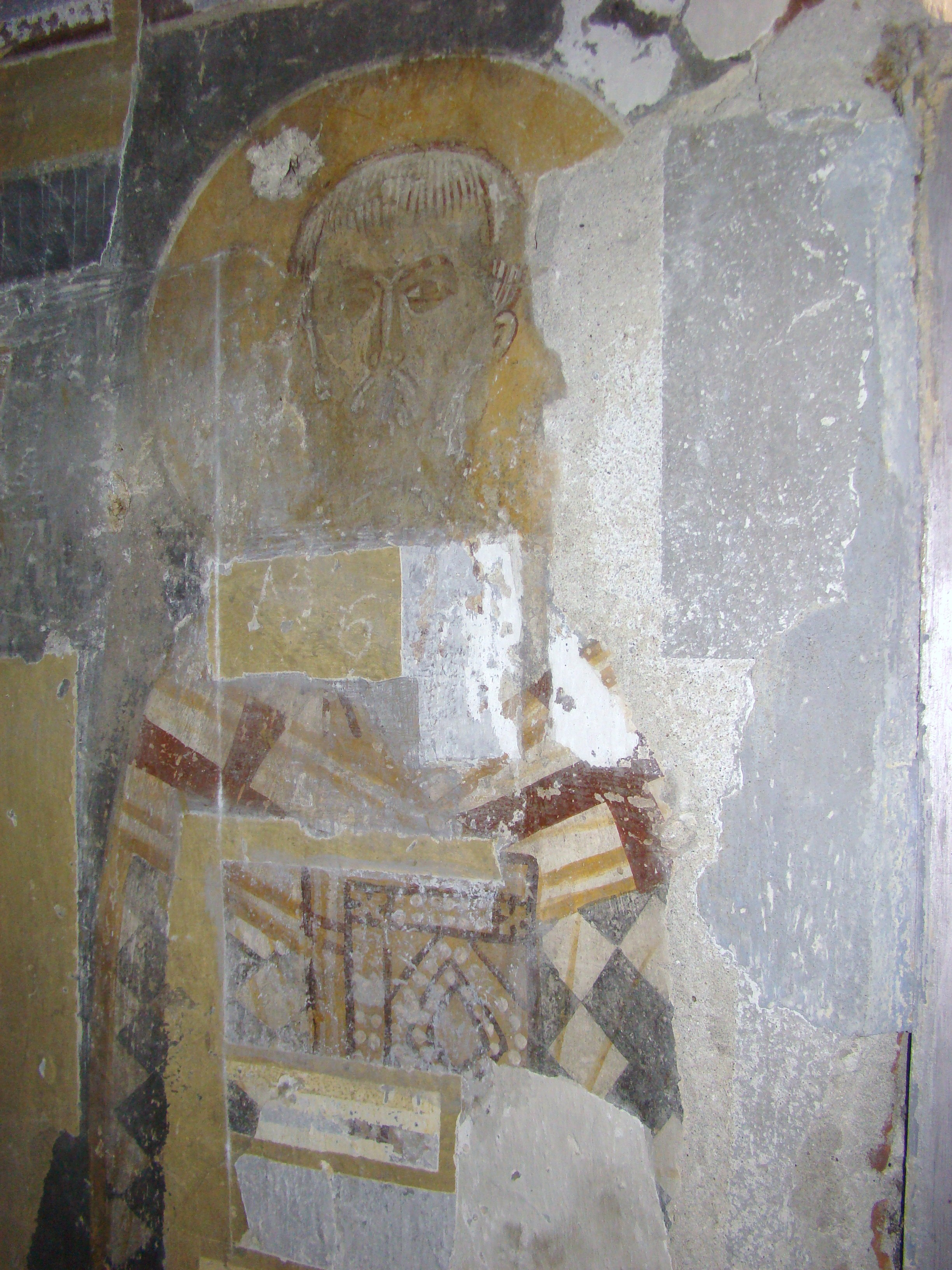
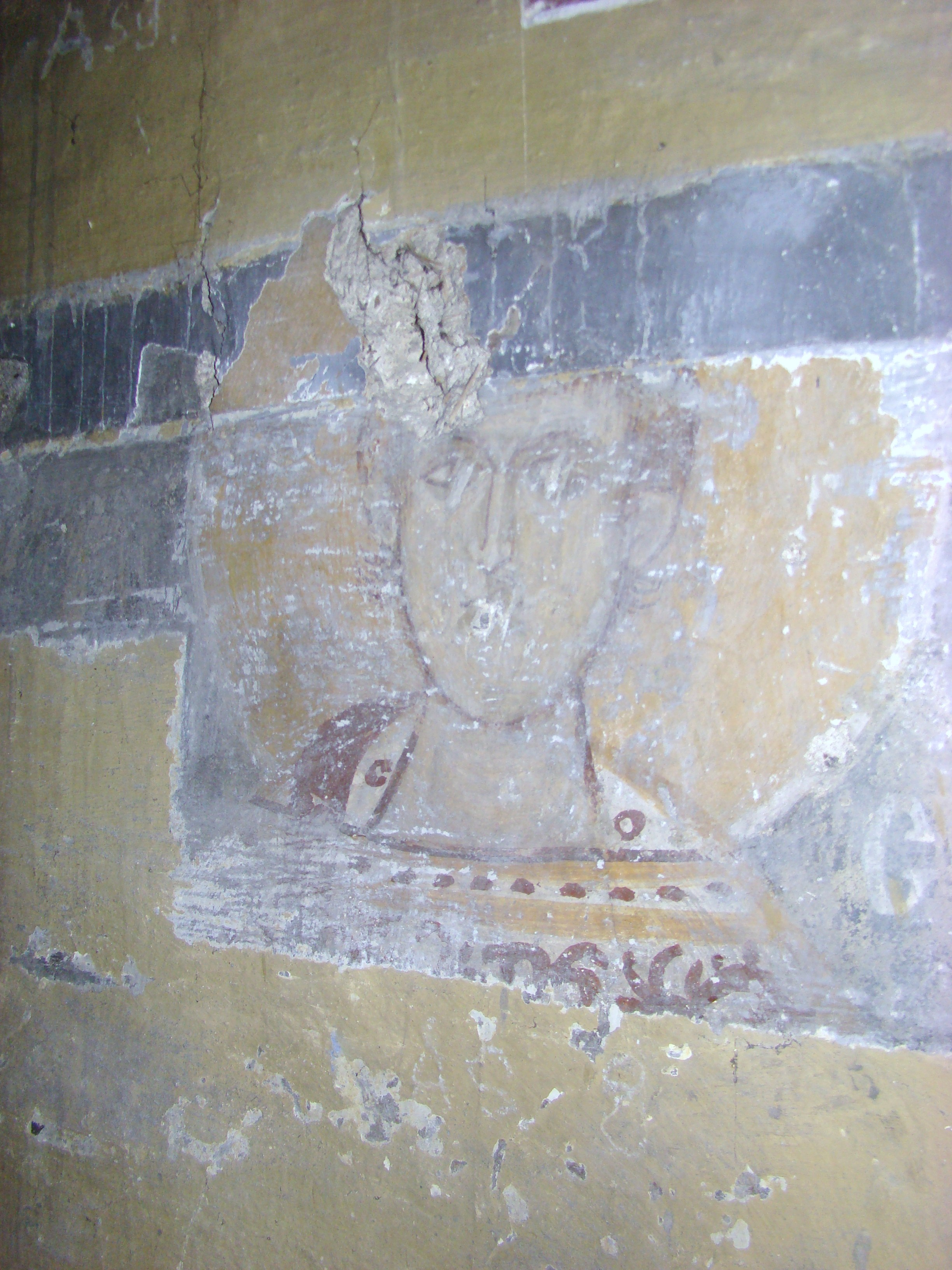
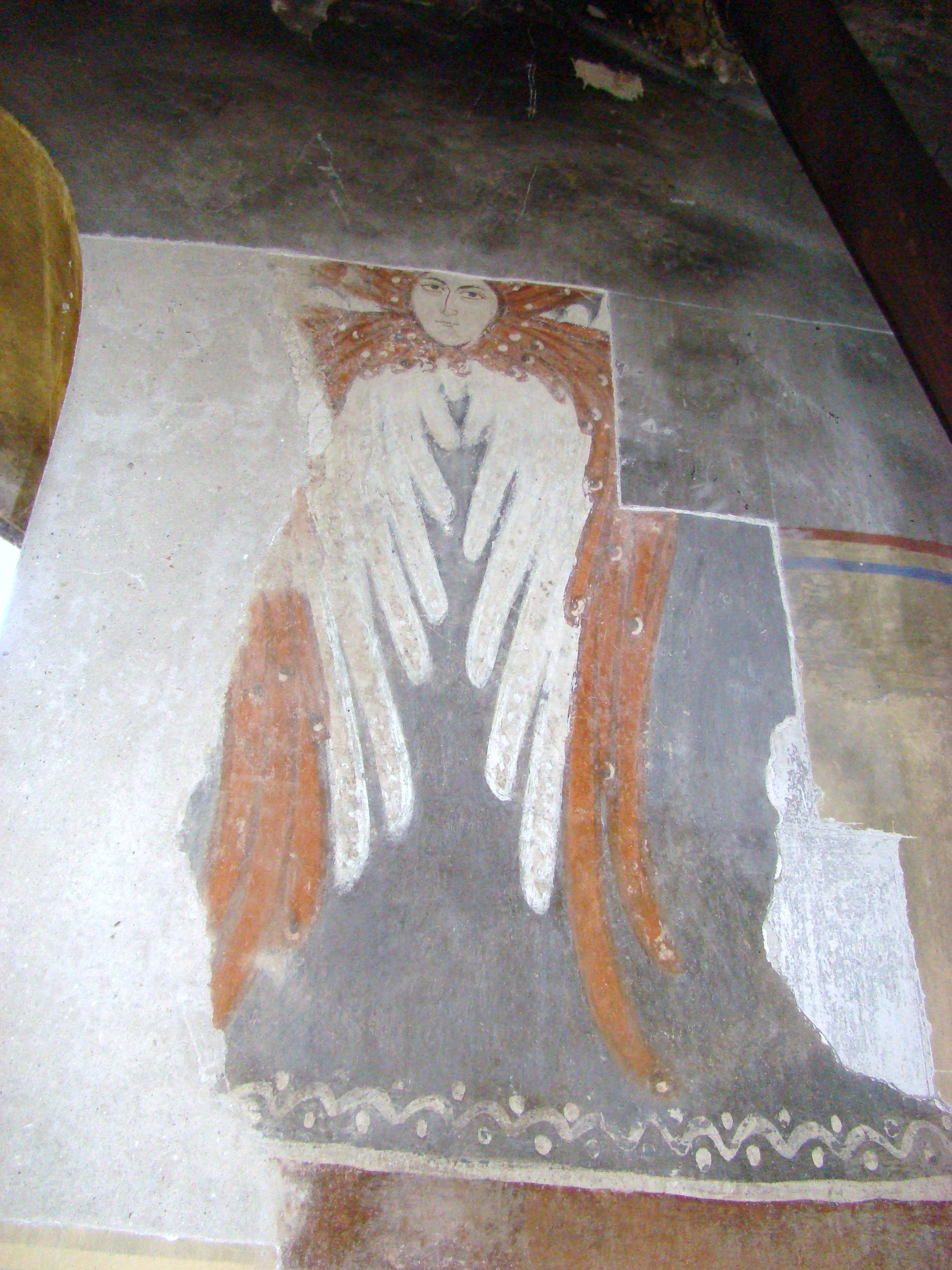
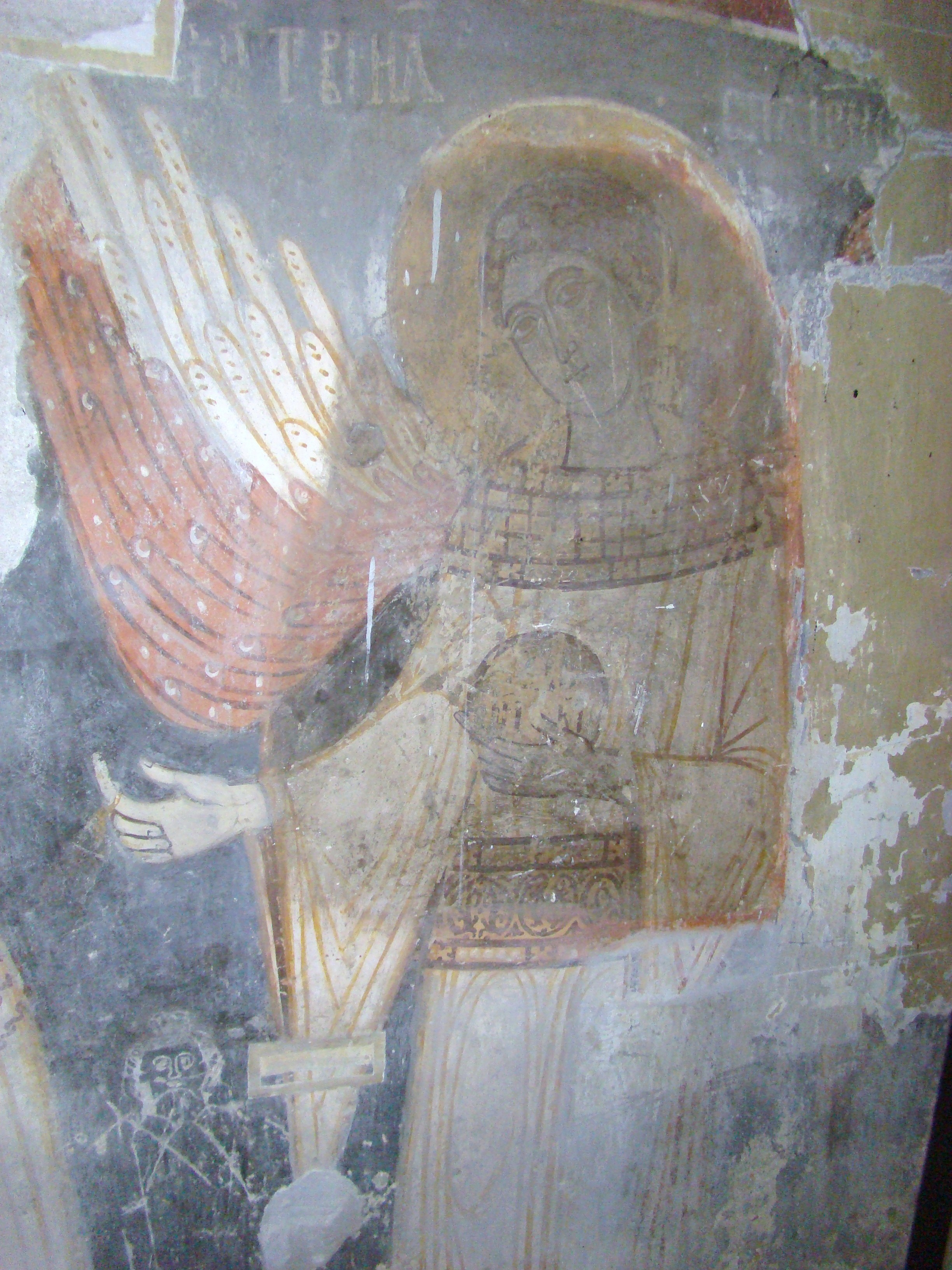
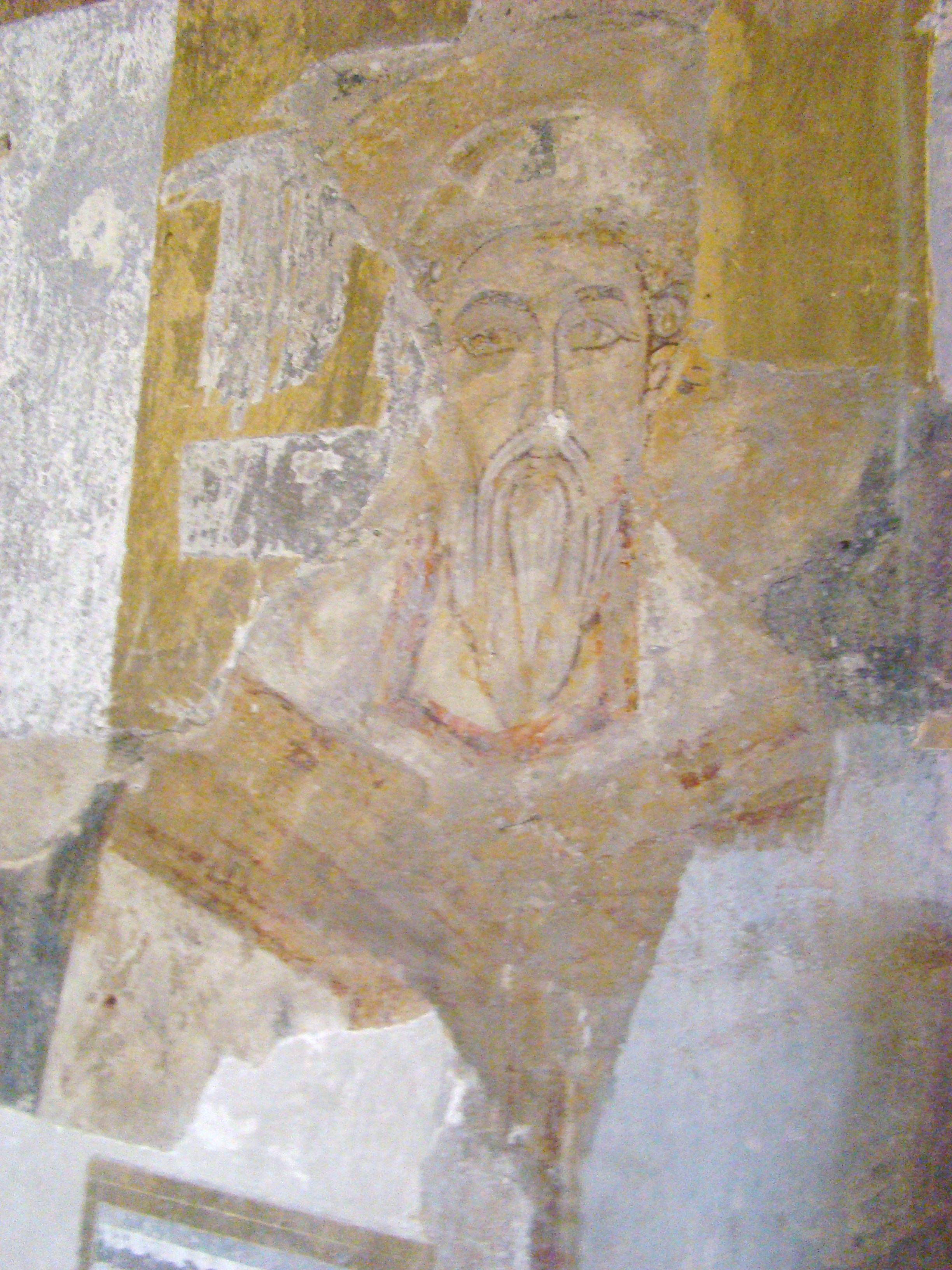
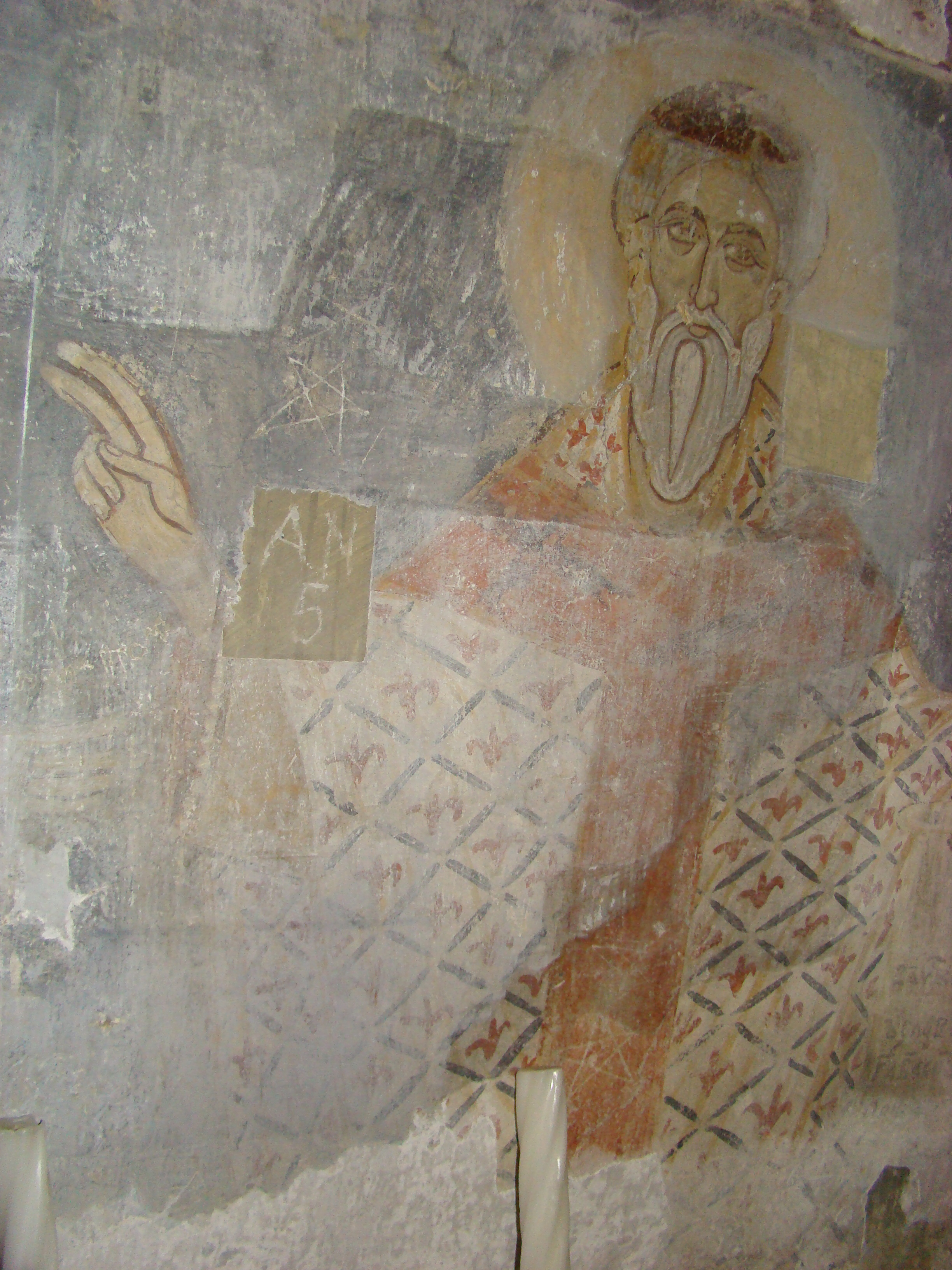
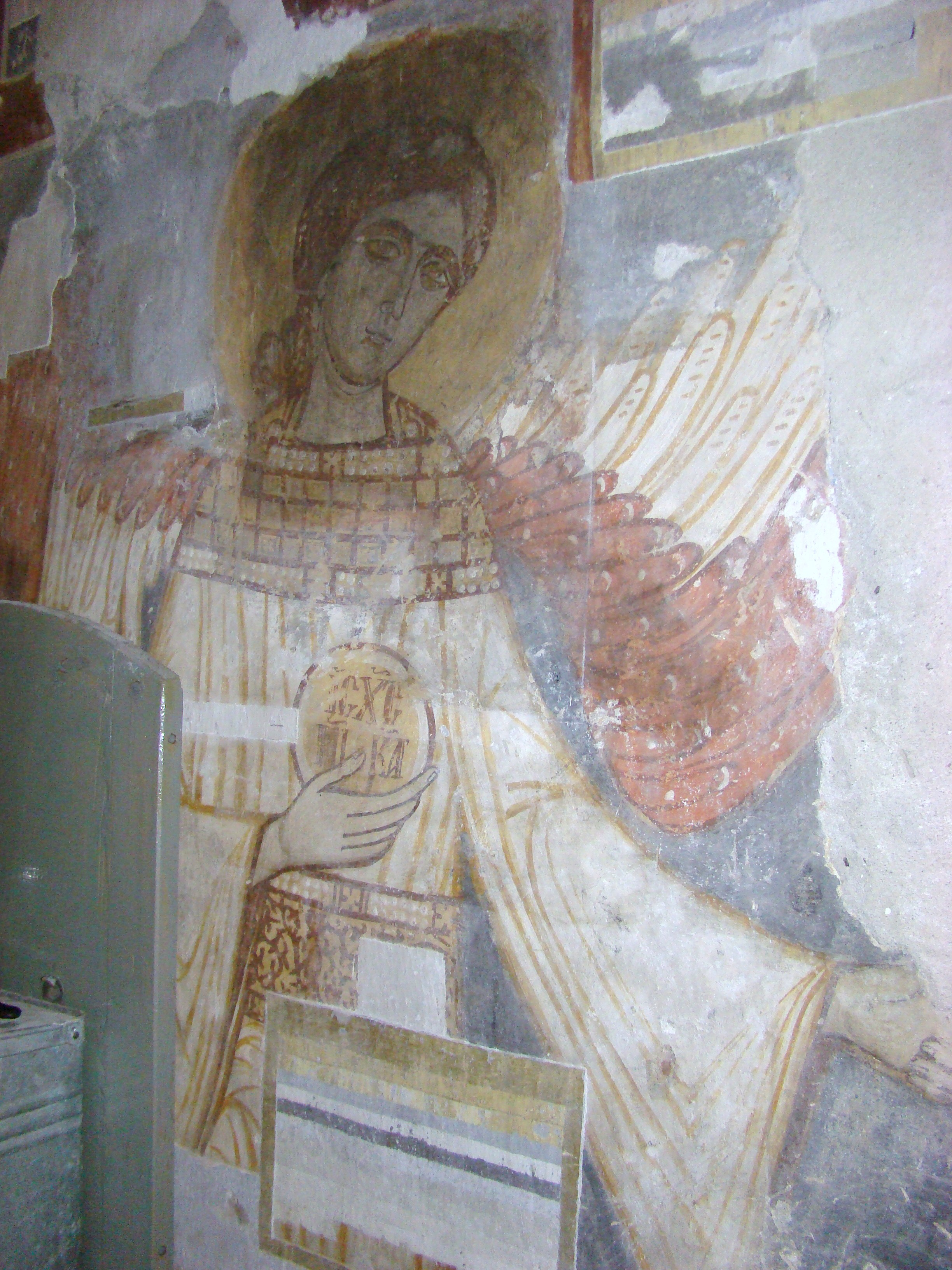
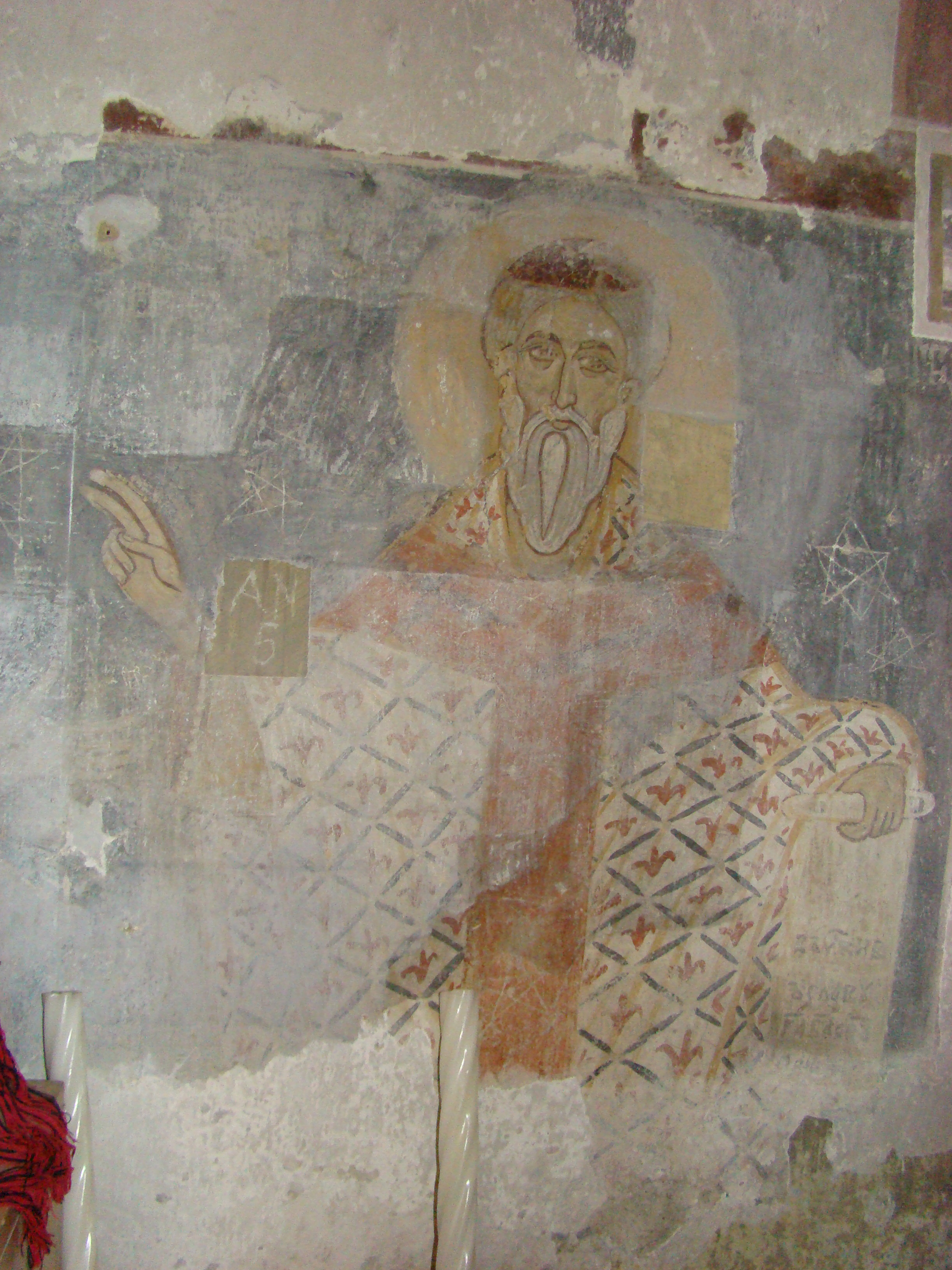
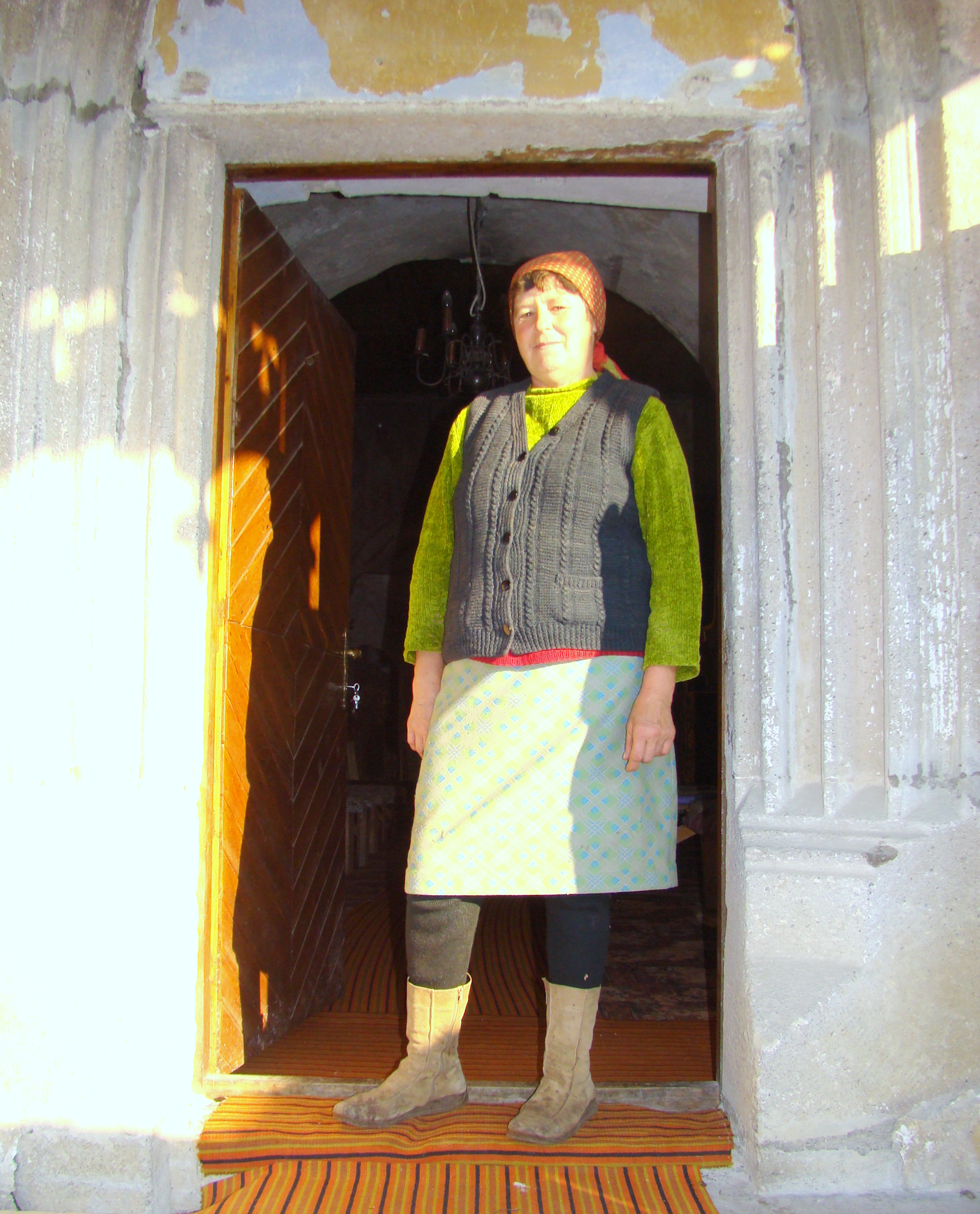
Ghidul Dușan Viorica